# 김일성
김일성(金日成, 1912년 4월 15일~1994년 7월 8일)은 조선민주주의인민공화국의 초대 최고지도자이다.
일제강점기 때 중국공산당의 당원으로서 동북항일연군에서 복무했고, 이후 일제를 피해 소련군 제88독립보병여단에서 복무하였다. 해방 후 조선공산당 북조선분국, 북조선공산당, 북조선로동당의 소비에트 연방 대리자로 활동하였고, 남북조선의 로동당 통합 이후 조선로동당의 위원장이 되었다. 1948년 8월 최고인민회의를 구성하고, 9월 9일 내각 총리가 되었다.
1950년 6월 25일 04시 소련의 이오시프 스탈린과 중화인민공화국의 중국의 마오쩌둥을 설득해 승인을 받아 6.25 전쟁을 일으켰고 조선인민군 최고사령관으로 인민군을 지휘했으나 한국군과 유엔군이 반격하자 중국인민지원군 지원군과 소련군의 도움으로 1953년 7월 27일 22시 휴전을 하고 휴전선 북쪽을 지배하게 되었다. 전후 천리마 운동으로 조선민주주의인민공화국의 경제를 복구하려는 시도를 하였다. 1952년에는 허가이를 숙청, 1953년 박헌영, 리승엽 등의 국내파 공산주의자들을 숙청했고, 1956년에는 8월 종파 사건으로 연안파 최창익, 윤공흠을, 1958년에는 중국파 김원봉 계열을, 1961년에는 김두봉 일파를 숙청 했으며, 1972년에는 사회주의헌법을 제정, 국가주석직을 신설하여 공식적인 국가원수가 되어 1인 독재 체제를 확립하였다.
1960년 이후 김일성은 주체이념을 기조로 한 주체사상을 발표했다. 1972년 국방위원회 위원장에 추대되었고, 1993년 국방위원회 위원장직은 아들 김정일이 세습했다. 1994년 7월 8일 사망, 1998년에 개정된 조선민주주의인민공화국 헌법에서 정한 공화국의 영원한 주석으로 추대되었다. 조선민주주의인민공화국에서 김일성을 호칭할 때에는 그 이름 앞에 최상의 수식어, 최상의 경어를 붙여야 하기에 조선민주주의인민공화국에서는 김일성을 "위대한 수령", "어버이 수령님", "아버지 장군님"으로 호칭한다.
본명은 김성주(金成柱 또는 金聖柱)이고, 만주 빨치산 시절인 1938년 무렵부터 이후 소련군 시절 8.15 해방때까지 한자로 金日成이란 이름을 쓴 것이 확인된다. 그러나 그는 자신의 이름을 김일성 아닌 중국 발음 진지첸(진르청, Jīn Rìchéng)으로 읽었으며, 러시아어로 된 소련군 문서에도 이름이 진지첸(Цзин Жи Чен, 또는 Цзин Жичэн, Jing Zhichen)으로 적혀 있다. 해방 직후 평양에 온 초기에는 김영환(金英煥)이란 가명을 쓰다가, 10월 14일 대중 앞에 김일성(金日成) 장군의 이름으로 처음 나섰다.
한편 한국 전쟁, 전쟁 범죄, 한국 전쟁 장본인 의혹과 반정부 인사 및 정적 숙청, 인권 탄압 등에 대해서 논란을 받고 있다. 개신교 가계 출신인 그는 원래 개신교 신자였으나 공산주의자가 되면서 종교를 탄압하고 자신을 신격화하는 반종교 인신론자로 바뀌었다.

## 생애 초기

### 출생과 가계

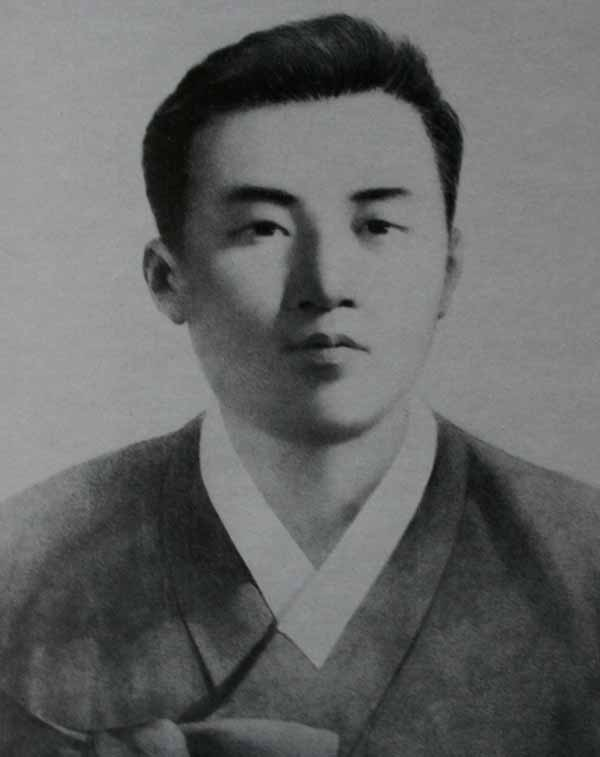
아버지 김형직

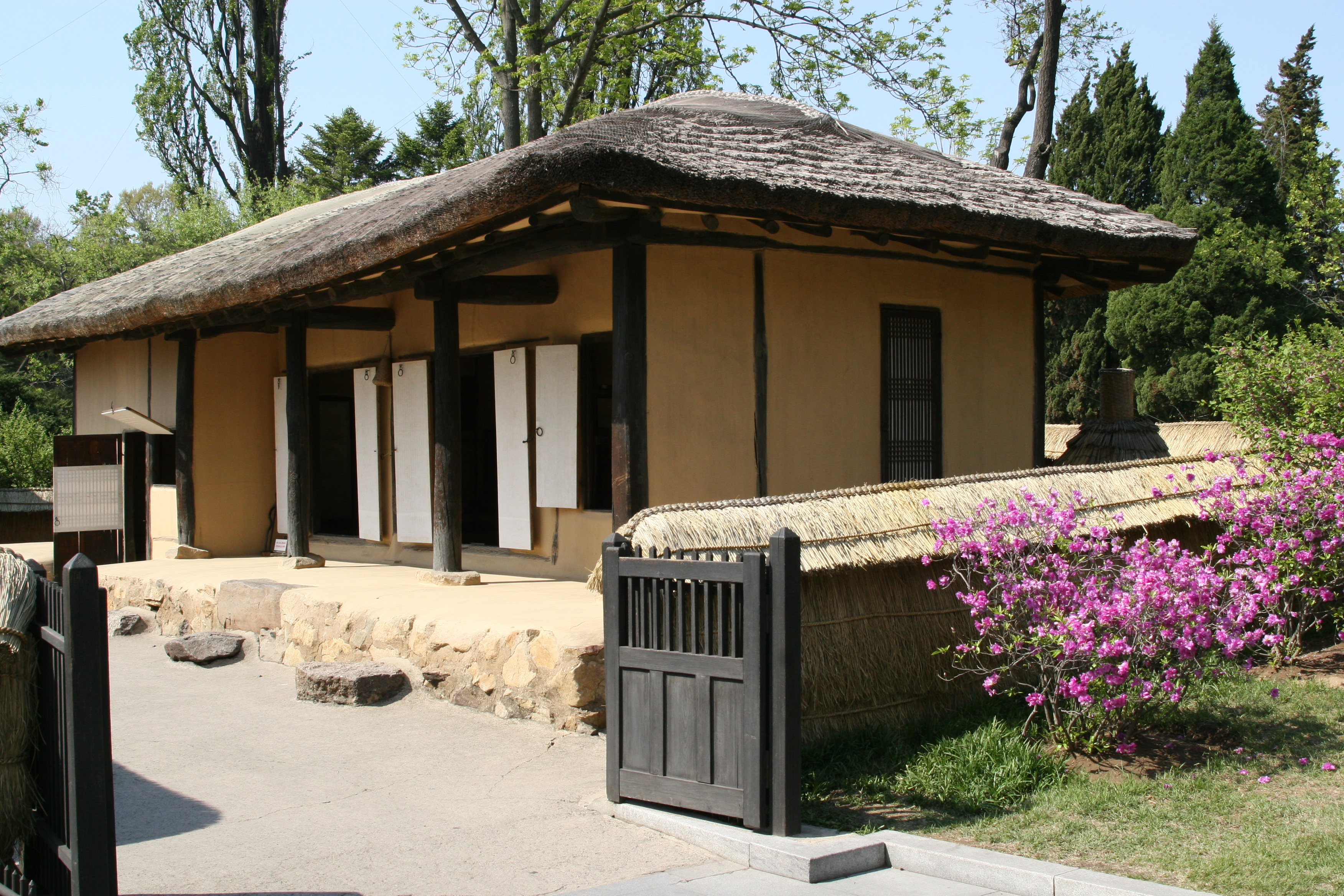
김일성의 생가

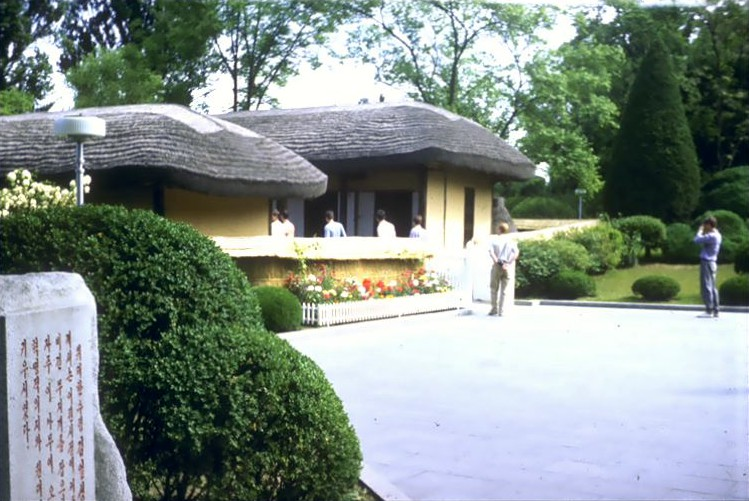
김일성의 생가2

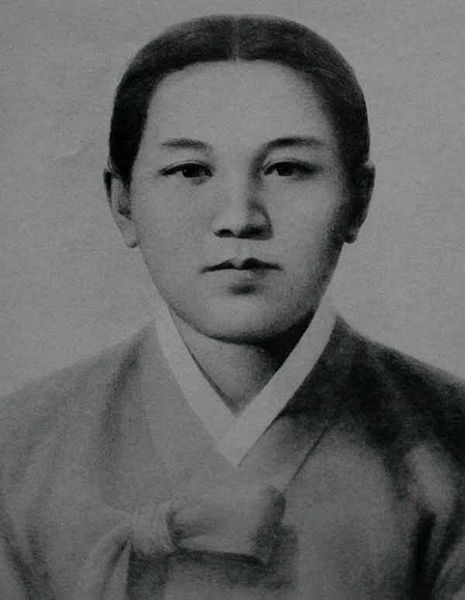
어머니 강반석

1912년 평안남도 대동군 용산면(龍山面) 하리(下里) 칠골의 외가에서 아버지 김형직(金亨稷, 1894년 7월 10일~1926년)과 어머니 강반석, 1892년~1932년)의 삼형제의 맏아들로 태어났다. 오늘날 그의 생가로 알려진 평양 만경대 고향집은 조부모가 살던 집이다. 김일성의 전주 김씨 12대조 김계상이 전북특별자치도 전주에서 평양으로 이주하였으며, 이후 농업에 종사하였다고 한다. 김형직은 할아버지 이래로 지주 리평택(李平澤) 집안의 묘지기였으며, 일본 제국주의에 대항하여 항일무장투쟁을 벌인 독립운동가다.
조선민주주의인민공화국에서는 그의 아버지 김형직은 소작농으로 숭실중학을 졸업하고 1917년 조선국민회를 결성한 독립운동가였다. 아버지 김형직에게는 동생 김형록과 동생 김형권이 있는데 김형권은 만주의 정의부(正義府) 소속으로 국내에서 군자금 모집을 하다 체포되어 옥사했다.
어머니 강반석은 장로교 신도였고, 외할아버지 강돈욱 은 교육자이자 칠골교회의 장로였다. 김일성의 외가는 큰 외삼촌 강진석(康晋錫)을 비롯하여 일찍부터 항일 민족운동과 관련을 맺고 있었으며, 강돈욱은 평생을 교육사업에 헌신한 기독교인이었다. 그의 외가는 독실한 기독교인이었는데, 그의 어머니 이름 반석은 마태복음서에 나오는 베드로의 고사(예수가 베드로의 신앙고백을 듣고, "당신은 베드로 곧 반석이니 당신위에 내 교회를 세우겠습니다"라고 말한 고사)에서 딴 이름이라 한다. 외할아버지 강돈욱, 외삼촌 강진석, 외종조부 강량욱이 모두 장로교 목사였다. 아버지 김형직 또는 할아버지 김보현이 기둥이 되라는 뜻에서 이름을 성주(成柱)라 지었다고 한다. 생가로 알려진 조부모가 살던 집은 만경대 고향집이라는 이름으로 보존, 관리되고 있다.

### 어린 시절과 소학교

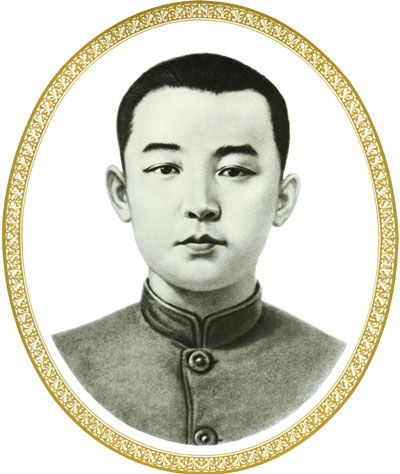
소년 시절

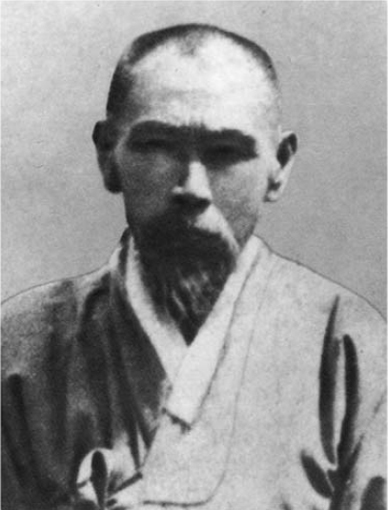
외할아버지 강돈욱 목사

조선국민회 사건으로 투옥되었다가 출소한 김형직은 만주 지린성(吉林省) 푸쑹 현(撫松縣)으로 이사했다. 1919년 여덟 살이었던 김일성은 민족주의 계열의 독립운동을 하던 아버지 김형직을 따라 만주로 건너가 창바이현 바다오거우에서 팔도구 소학교를 다녔다. 1919년 8세 때 부모를 따라 만주로 이주해 온 그는 어린시절을 그곳에서 보냈다. 그 뒤 자식의 장래를 생각한 김형직의 결심에 따라 혼자 평양으로 돌아와 생활하였다.
1923년 초부터 1925년 초까지 평안남도 대동군 용산면 하리(下里) 칠골에 있는 외가에서 머물면서 창덕소학교에 다녔다. 창덕학교는 1907년 하리 장로교회가 중심이 되어 세운 5년제 학교인데, 김일성의 외할아버지인 강돈욱도 설립자 가운데 한 사람이며, 한때 창덕학교의 교감과 교장을 맡기도 했다. 아버지 김형직의 "혁명을 하자면 자기 나라를 알아야 한다"라는 권고로부터 1923년 3월 중국 바다오거우(八道溝)로부터 만경대까지 배움의 천리길을 걸어 칠골 외가로 와서 창덕학교에서 공부하였다는 것이다. 칠골 창덕학교는 기독교 계통의 학교로 외할아버지 강돈욱, 외삼촌 강진석, 외재종조부 강량욱 등도 교사로 있었다. 이 중 외종조부 강량욱은 그의 담임 선생이었다고도 한다.
1925년 초 아버지가 경찰에 체포되었다는 소식을 듣고 칠골을 떠나 만주로 돌아간다. 아버지 김형직의 권고로 중국인 소학교에서 수학하여 중국어의 자유로운 구사가 가능했다. 그러나 아버지 김형직이 1926년 그의 나이 15세 때에 죽게 되면서 그는 편모 슬하에서 자라게 되나, 안정된 생활이 불가능하여 학교도 자주 옮기고 방황하게 된다.

## 청년기와 항일운동 시기

### 중학교 재학 중

길림 육문중학교 1학년 때

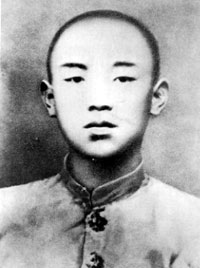
육문중학교 시절 김일성

김일성은 열네 살 때(1925년) 아버지의 병세 때문에 다시 만주로 건너가 푸쑹 소학교를 졸업했다. 1926년 3월에 정의부(正義府)에서 길림성 화전현(樺甸鎭)에 세운 화성의숙(華成義塾)에 들어가서 잠간 동안 다니다 6월 부친 김형직이 사망하자 그만두게 되었다고 한다. 김일성 회고록에는 1926년 후반에 화성의숙을 다녔고, 그해 10월 17일 타도제국주의동맹(ㅌ.ㄷ)을 조직했다고 주장한다. 당시 화성의숙의 숙장은 최동오였는데, 해방 후 1948년 남북협상 때 평양을 다녀왔고, 6.25 때 납북되었다. 아들 최덕신은 박정희 정권때 외무장관을 지냈으나 월북하였다.
1927년 중국 지린성 지린으로 가서 중국인 학교인 지린성 육문중학교에 다니다가 중퇴하였다. 부친 김형직이나 삼촌 김형권이 정의부(正義府) 소속이었기 때문에 정의부에서는 김일성이 육문중학(毓文中學)을 다닐 때 장학금도 대어주었다 한다. 중학교 재학 중 그는 성적이 우수하였다. 1929년 이 중학에 샹위에(尙鉞, ?-1982)라는 루쉰(魯迅)의 제자인 마르크스주의자 선생을 통해 레닌의 '제국주의론'을 공부했고, 김성주는 여러 조직에 가담했다.

### 공산주의 단체 조직 활동

길림 육문중학교 재학 시절

1929년 5월 조선공산청년회(朝鮮共産靑年會)에 가입하여 공산주의 활동을 하다가 이 조직이 일경에 적발되어 그는 유원중학교에서 퇴학당하였다. 유원중학교 중퇴가 북한에서 인정하는 공식적인 김일성의 최종 학력이다.
그러나 그후 그가 이종락(李鍾洛, 1907~1940)의 도움으로 국민부에서 설립한 청년 지도자 양성기관인 흥경현(興京縣) 왕청문(旺淸門)의 남만주학원(南滿洲學院)에 다녔다는 증언이 있다. 김일성 회고록 "세기와 더불어"에는 1929년 가을부터 이듬해 5월까지 8개월간 그가 길림의 감옥에 있었다고 하지만, 이는 사실로 보기 어렵고, 당시 그가 국민부 본부가 있는 왕청문에 체류하며 국민부 산하 청년조직 남만한인청년총동맹(南滿韓人靑年總同盟)에서 활동하고 있었던 것이 확실하다. 1930년 3월 남만한인청년총동맹이 다른 국민부 산하단체들과 통합하여 동성조선인농민총동맹(東省朝鮮人農民總同盟)을 조직한다. 이 동맹의 무송(撫松)·안도(安圖) 지방을 담당할 지부동맹조직위원(支部同盟組織委員)으로 북한 김일성(金成柱)이 선출되었다는 것이 당시 기록으로 확인된다. 국민부 산하 조직에 있었던 행적을 감추기 위해 감옥에 있었다고 꾸며댄 것으로 보인다.

### 항일 무장 투쟁
김일성의 상관이었던 이종락(李鍾洛, 1907~1940)은 정의부가 다른 단체와 통합하여 만들어진 국민부(國民府) 산하 조선혁명군(朝鮮革命軍)의 좌파에 속했는데, 1930년 8월에 1개 중대를 이끌고 이탈하여 조선혁명군 길강지휘부(朝鮮革命軍 吉江指揮部)를 만들자 김일성은 그 대원이 되었다. 조선혁명군 길강지휘부는 순전히 조선인들로 이루어진 조직임에도 불구하고 내세운 선언문이나 17개 구호를 보면 만주 또는 중국 적화를 위한 투쟁조직이다.
1930년말부터 1931년 초까지 김일성은 회덕현(懷德縣)오가자(五家子)에서 이종락 부대의 세금 징수원 노릇을 했다고 한다. 이때 삼성학교 교원이었던 최형우가 그에게 일성(一星)이란 별호를 지어주었다고 한다. 이것이 그가 김일성이란 별명을 가지게 된 시초로 보이지만 당시는 이것을 본명처럼 사용하지는 않은 것으로 보인다. 이종락이 1931년 1월 28일 일경에 체포되어 투옥되자 조선혁명군 길강지휘부는 해체되고 만다. 1931년 3월 23일에 최창걸(崔昌傑, ? ~ 1931.11), 차광수(車光洙, 1905 ~ 1932) 등 조선혁명군 사령부 잔존 세력이 세화군(世火軍)으로 재편성하고, 김일성(金成柱)은 세화군 군정위원회(軍政委員會) 위원(委員)으로 되었지만, 불과 사흘 뒤인 3월 26일 경 체포되어 취조를 받다 5월에 길림성 정부로 이송된다. 이때 얼마동안 길림 감옥에 투옥되어 있었던 것으로 보인다. 세화군(世火軍)은 5월 3일에 동방혁명군(東方革命軍)으로 개칭하였으나, 이후 내분이 일어나고, 최창걸도 1931년 11월 조선혁명군에 사살되어 소멸한다.
의지할 데를 잃은 그는 무송(撫松)으로 돌아가 장아청(張亞靑, 1913~1937) 등 또래들을 모아 불량배 짓을 하고 다녔다. 이런 일로 중국인들 사이에 조선인들에 대한 평판이 나빠질 것을 우려한 주민들이 조선혁명군 측에 제압을 요청하자 총사령 양세봉(梁世奉, 1896~1934)은 이 패거리들을 제압하러 1932년 2월 중순 고동뢰(高東雷) 소대장이하 10명을 무송(撫松)으로 파견한다. 무송에 당도한 일행이 피곤해서 잠든 사이에 사전 정보를 입수한 김일성 일당은 이들 10명을 무참히 살해하고, 무기를 훔쳐 도망친다. 김일성은 또한 조선혁명군 심용준(沈龍俊, 1896~1949) 중대의 무기를 빼앗아 달아나기도 했다.
북한에서는 그가 1932년 4월 25일 안도현(安圖縣)에서 무장 유격대인 조선인민혁명군을 조직했는데, 이것이 조선 인민군의 모태라고 주장하나, 조선혁명군의 이름을 모방한 가공의 군대일 뿐이고, 김일성과 그 상관이었던 이종락은 조선혁명군에 막대한 피해만 끼쳤다. 그는 1932년 초여름에 또래들 몇명을 데리고 조선혁명군 양세봉 장군을 찾아와 고동뢰 소대장 일행을 살해한데 대한 용서를 빌며 대원으로 받아줄 것을 요청했다 한다. 양세봉은 용서는 했으나, 공산주의자가 된 그를 신임하지 않아 원하는 직책을 맡겨 주지 않았으므로 다시 떠나게 된다. 그후 그가 어디서 무얼 했는지는 알려져 있지 않지만, 1932년 7월 31일에 모친 강반석이 사망하므로 유격대 투신은 그 이후가 될 것이다.
1932년 말에 그가 안도현 유격대를 찾아와 처음으로 대원이 되었다는 증언이 있다. 이후 그는 중국인들이 주도하는 무장단체와 중국 공산당에 가입하여 활동하는데, 모두 중공당 만주성위와 소련의 코민테른의 지시 감독을 받았으므로 비록 일본 군경과 싸우는 항일투쟁을 했다고 하더라도 조선독립운동이라고 보기에는 무리이다. 궁극적으로는 중국 공산당과 소련의 목적에 맞는 활동을 한 것이고, 일본군에 쫓겨 도망간 곳도 소련이며, 거기서는 항일투쟁이 아니라 소련의 목적에 따른 교육과 훈련을 받았다.
1931년 9월 18일 만주사변이 일어나자 중국인과 조선인 공산주의자들은 중국과 만주의 각지에서 일본군에 대항하기 위해서 개별적 혹은 연합으로 항일유격대를 조직하였다. 그가 속해 있던 동만(東滿：당시 간도지방)의 항일유격대가 확대·발전하여 1934년 3월 동북인민혁명군 제2군 독립사단으로 재편성되자 1934년 가을에 김일성은 동북인민혁명군 제3단으로 배속되어 동북인민혁명군 제3단 정치위원에 선임되었다. 동북인민혁명군 제2군 독립사단이 동북인민혁명군 제2군으로 이름이 바뀌자 그는 계속 동북인민혁명군 제2군으로 배속되어 활동했다. 동북인민혁명군이나 그 후신 동북항일연군은 기본적으로 만주 적화를 위한 중공당 만주성위 산하 무장조직이며, 거기에 중공당에 가입한 김일성 등 조선인들이 일부 끼어 있었다고 하더라도 그들이 조선독립운동을 했다고 할 수는 없다. 중공당 만주성위는 중공당 중앙과는 지리적으로 멀리 떨어져 연락 두절상태였고, 실제로는 코민테른 극동지부의 지휘와 감독을 받았다.

### 김일성(김성주)의 항일 운동에 대한 논란
김일성(김성주)이 공산주의자(엄밀히, 마르크스-레닌주의자)가 된 후, 항일 운동을 한 시기에 대해서는 많은 논란이 존재한다. 김일성(김성주)이 남의 이름을 사칭한 사람이라는 주장부터, 항일 게릴라의 주역이라는 주장까지 다양하며, 모두 어느 정도의 근거가 있다. 참고로, 사실, 이것은 해외에서 더 활발히 논쟁 중인 사안이며, 오히려, 한국 내에서는 "김일성 가짜설"이 천박한 이야기로 취급되기도 한다.
레닌그라드 대학을 졸업했고, 김일성 대학을 잠깐 다니기도 했던, 구 소련 출신의 역사학자 안드레이 란코프는 그의 2002년 논문에서 김일성(김성주)이 원래 김일성의 이름을 본 따서 자신의 이름을 바꾸었을 가능성은 사실이 아닐 것이라고 했다. 몇몇 증인들이, 김일성(김성주)이 소련에 있을 당시 그를 알았다고 하며, 동북항일연군에서 그의 상관이었던 쭈 바오쫑(주보중)은 그의 일기에서, 두번째 김일성 주장을 일축했다.:55
한국 전쟁에 대한 수정주의적 해석으로(특히, 남한의 북한 남침 유도설로) 유명한 역사학자 브루스 커밍스는 김일성(김성주)을 사칭하는 자로 보는 것은 그가 단독으로 일본군을 무찔렀다는 과도한 선전을 믿는 것과 같다고 주장했다. 커밍스는 김일성이 게릴라 리더로서 유명했다는 관동군 장교들의 증언에 주목했다.:160–161
하지만, 영국의 저명한 작가/기자이자 아시아 정치의 전문가로, CNN 과 BBC에서 아시아 정치관련 해설자로 활동했던 재스퍼 베커(Jasper Becker)는 2005년 저서 《악당 체제》(Rogue Regime)에서 "가짜 김일성"설을 주장하였다. 그의 저서에 따르면, 몇몇 증거가 김일성이란 이름은, 한국 저항군의 유명한 초기 리더였던 김경천이 사용하던 이름이라는 것을 시사한다고 한다.:44
소련의 공보 비서관(언론 담당자)으로 1945년 김일성(김성주)을 돕기 위해 북한으로 파견되었던, 그리고리 메클레르(Grigory Mekler, 1909~2006)도 이와 동일한 증언을 했다. 그가 북한으로 가기 전인 1944년에 하바로프스크에서 김일성(김성주)을 만났는데, 김성주는 당시 한국 게릴라들 사이에서 매우 존경받던 (당시 이미 사망한) 김일성이란 이름을 빌려 사용하고 있었다는 것이다.
한편, 한국에서도 메클레르와 비슷한 증언이 나왔다. 소련군 태평양함대 소속으로 한반도 상륙 작전에 참전한 뒤 해방 후 김일성(김성주)을 직접 마중했던 정상진은, 나중에 소련군 정치부에 보고하면서 비로소 본인을 김성주라고 소개했던 그가 김일성임을 알았으며, 김일성이 최초 소개되었던 1945년 10월 14일에 열렸던 소련군 환영대회는 소련의 각본이었다고 증언하였다.
어쨌든, 북한에 의한 공식적 버전의 김일성(김성주)의 게릴라 업적이, 김일성(김성주) 개인 숭배 작업의 한 부분으로, 매우 미화되어 신봉된다는 것은 논란의 여지가 없다. 특히, 14세 때, 소년 공모자로 저항(독립) 조직에 참여했다는 부분이나, 19세 때 전투 가능한 부대를 만들었다는 부분에서 그러하다.
1990년대에 펴낸 조작 투성이인 김일성 회고록 "세기와 더불어"와는 달리 김일성이 일본군의 토벌에 쫓겨 소련으로 도주한 후인 1942년에 직접 지은 『항련 제1로군 약사(抗聯第一路軍略史)』를 보면 그들의 항일투쟁이란 것은 중국 공산당원으로서 만주 적화를 위해 한 것이므로 중국공산당사의 일부일 뿐이고, 조선인민혁명군도 나오지 않고 조선독립과는 무관하다는 것을 자인하고 있다. 뿐더러 그들의 투쟁이 최종적으로 패배로 귀결되었다고 자백하고 있다. 당시는 그가 북한 지도자가 되리라고는 꿈에도 생각하지 못했고, 만주의 안도현장(安圖縣長) 자리나 소련군 장교로서의 출세를 바라고 있을 때이므로 자신들이 한 일에 대해 크게 조작하거나 미화하지 않고 비교적 솔직하게 쓴 것으로 보인다.

### 동북항일연군 지휘관

만주 항일 유격대 시절
(아내 김정숙과 함께)

1941년 3월 1일 소련 연해주 하마탄 마을의 남야영(B야영)에서 아내 김정숙과 함께.

보천보 전투 보도 기사

1936년 3월 항일독립운동 단체들의 민족통일전선운동의 일환으로 동북항일연군 제2군으로 통합, 재조직되면서 김일성은 동북항일연군 제2군 정치위원회 위원으로 선임되었다. 1936년 7월 다시 동북항일연군이 편제가 개편되자 그는 동북항일연군 제1로군으로 배속, 제1로군 6사 사장이 되었다. 1936년 5월 항일 독립운동단체들의 통일전선을 위해 조국광복회를 결성하자 그도 광복회 결성에 가담하였다.
1937년 6월 4일에 있었던 보천보 전투(보천보 습격)에서 일본인 7명 사망, 7명 중상의 피해를 입혔다는 설이 존재한다.
당시 동아일보의 보도(1937년 6월 7일)에 따르면 보천보 습격 자체로는 민간인 2명(성인, 일본 순사부장의 자녀 2세 여아)이 사망했을 뿐이며, 다음 날 (1937년 6월 5일) 이어진 30명의 일본 경찰 추격대와의 충돌에서 동북항일연군의 25명이 사망하고 30명이 부상, 일본 경찰추격대 30명 중 7명 사망, 14명의 부상자가 났으며, 전소한 총피해액은 50.000원이라고 한다.
북한과 성공회대 한홍구 교수에 따르면, 보천보 전투(보천보 습격)는 일제강점기 36년 이래 유일하게 독립군의 손으로 잠시나마 영토를 탈환했던 사건으로, 무장독립세력이 거의 사라졌다고 민중들이 생각할 때 일어난 사건이었다고 한다. 보통 약 100명 정도를 거느리고 무장투쟁을 했다고 전해져, 그런 유격전으로 김일성의 이름이 퍼지게 되었고, 그의 항일투쟁은 조선의 신문에 자주 소개되었다. 당시 동북항일연군의 정치위원장이었던 위증민의 현상금이 3천 엔이었던 데 비해 김일성의 현상금은 1만 엔으로 오르게 되었다.
그러나 이런 말은 사실이 아니다. 보천보 사건은 규모가 좀 컸다는 것 외에는 1920~30년대에 만주 무장단체들이 조선국경을 침입하여 벌인 무수히 많았던 약탈 사건들 중의 하나일 뿐이므로 곧 잊혀졌고, 이 때문에 김일성 이름이 유명해진 적도 없으며, 해방당시 이 사건을 거론하는 사람도 거의 없었다. 1935년 2월에 이홍광(李紅光,1910∼1935)이 일으킨 동흥(東興) 습격 사건은 보천보 사건보다 더 큰 충격을 주었고, 매일신보나 동아일보는 보천보 사건을 제2 동흥사건(第二東興事件)이라고 보도할 정도였지만, 이 때문에 이홍광이 항일영웅으로 부각된 적도 없으며, 오늘날 동흥사건에 대해 아는 사람은 전문연구자 외에는 거의 없다. 동흥읍은 경관 47명이 상주하는 경찰서가 있는 고을인데 비해 보천보는 경관 5명의 주재소가 있는 면단위 시골마을에 불과하였다. 이를 보아도 보천보 사건이 실제로는 어느 정도의 의미를 가질만한지 알 수 있고, 김일성의 중요한 항일투쟁 업적이라는 북한의 대대적 선전 때문에 터무니없이 부풀려져 알려진 것이다. 북한은 보천보 사건보다 더 컸던 이홍광의 동흥습격사건을 숨기기 위해 평안북도 후창군 동흥읍이란 지명도 없애고 양강도 김형직군 고읍노동자구(古邑勞動者區)로 바꾸어 버렸다.
보천보 전투(보천보 습격)의 전과는 북한에 의해 부풀려진 것이라는 주장도 있다. 일본의 진보성향인 와다 하루키 교수는 일본은 민간인 2명(일본 요릿집 주인과 순사의 딸 2세 여아)이 사망한 반면, 동북항일연군은 이 사건으로 739명이 검거되고, 188명이 기소돼 조직이 궤멸되는 위기를 맞았다고 말했다.

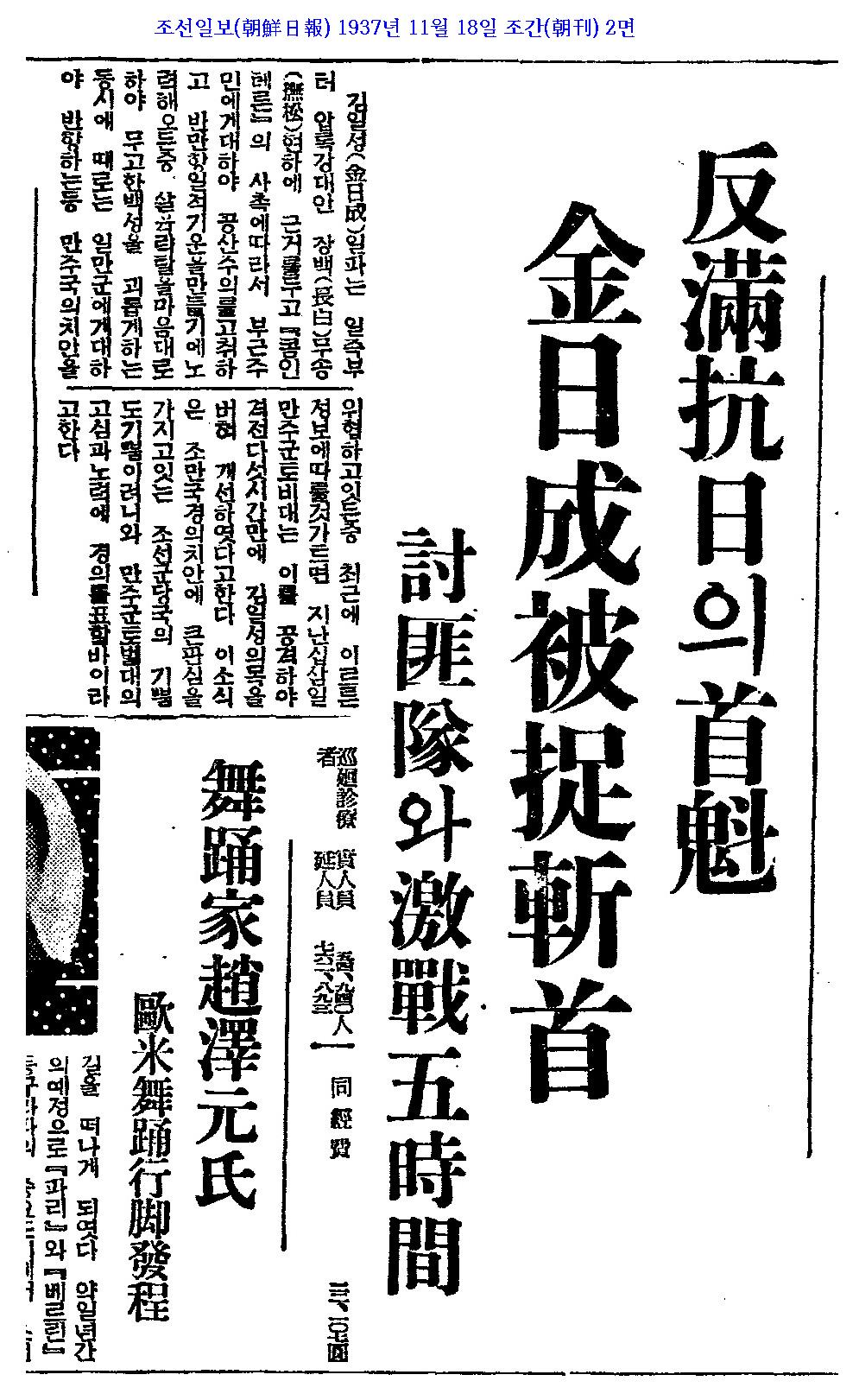
조선일보는 1937년 11월 18일 보천보 사건의 주역 6사장 김일성이 피살되었다고 보도했다. 같은 날 동아일보, 매일신보, 경성일보 등 주요 언론들이 모두 김일성의 전사를 보도했다. (6사장 보천보 김일성 피살 기록 보기)

그러나 보천보 사건의 항일연군 2군 6사장 김일성은 다른 인물로 1937년 11월 13일 전사한 것이 확실시 된다. 1938년 11월에 항일연군 1로군 제2방면군장(第二方面軍長)이 된 김일성이 있는데 이 사람이 바로 북한 김일성이다. 일제는 1931년 체포되어 6년 징역 후에 풀려나 전향한 김일성의 왕년의 상관 이종락(李鍾洛)을 중재인으로 투입하여 김일성 귀순 공작을 벌인다. 김일성도 한때 귀순을 결심하고 협상에 응하였으나 귀순 후의 안전보장 등과 관련하여 까다로운 조건을 내세우는 바람에 협상이 지연되는 동안 상관 1로군 총사령(總司令) 양정우(楊靖宇, 1905~1940.2.23)에게 보고가 들어간다. 1940년 1월 부하를 이끌고 김일성 부대에 들이닥친 양정우는 협상차들어와 있던 이종락을 체포하여 사살하였고, 이 때문에 김일성도 귀순을 포기한다. 총사령 양정우 본인도 한달여 후인 2월 23일 전사하였다.
일제의 토벌이 계속되는 중에도 김일성은 1940년 3월 25일 훙치허 전투를 지휘하였다는 주장이 있다. 북한에서는 이 전투에서 김일성(조선인민혁명군)이 일본군 140명을 사살하고, 30여 명을 생포했으며, 탄약과 양곡을 노획했다고 주장한다. 하지만, 훙치허(홍기하) 전투에 대한 정설은 중국공산당 반일무장조직의 일부 소부대가 일본군을 공격한 사건으로 보는 것이다. 일본에서도 마적대의 공격으로 보도할 정도로 미미한 사건이었다.
일제의 토벌에 쫓기던 김일성은 양정우 전사후 총사령 대행을 맡은 상관 위증민 (魏拯民, 1909 ~ 1941.03.08)의 허락도 받지 않고 1940년 10월 23일에 부하 몇명을 이끌고 소만(蘇滿) 국경을 불법 월경하여 소련으로 도주한다. 12월 8일에 제3방면군장 진한장(陳翰章, 1913~1940)이 전사하고 이듬해 1941년 3월 8일 총사령 대행 위증민마저 전사하여 항일연군 1로군은 완전히 궤멸된다.
동북항일연군 1로군 전기 편제의 지휘관들 (1936년 7월 ~ 1938년 6월)
| 총사령부(總司令部)                                                | 군장(軍長)                          | 사장(師長)                                       |
| 총사령 양정우(楊靖宇, 1905~1940) 부사령 왕덕태(王德泰, 1907~1936) | 1군 군장 양정우                     | 1사장 정빈(程斌, 1911~1951) 1938년 6월말 투항    |
| 총사령 양정우(楊靖宇, 1905~1940) 부사령 왕덕태(王德泰, 1907~1936) | 1군 군장 양정우                     | 2사장 조국안(曹國安, 1900~1937) 1937년 가을 전사 |
| 총사령 양정우(楊靖宇, 1905~1940) 부사령 왕덕태(王德泰, 1907~1936) | 1군 군장 양정우                     | 3사장 왕인재(王仁齋, 1906~1937) 1937년 가을 전사 |
| 총사령 양정우(楊靖宇, 1905~1940) 부사령 왕덕태(王德泰, 1907~1936) | 2군 군장 왕덕태 1936년 10월 말 전사 | 4사장 안봉학(安鳳學, 1909~1937) 1936.09.30 투항  |
| 총사령 양정우(楊靖宇, 1905~1940) 부사령 왕덕태(王德泰, 1907~1936) | 2군 군장 왕덕태 1936년 10월 말 전사 | 5사장 사충항(史忠恒, 1906~1936) 1936년 10월 전사 |
| 총사령 양정우(楊靖宇, 1905~1940) 부사령 왕덕태(王德泰, 1907~1936) | 2군 군장 왕덕태 1936년 10월 말 전사 | 6사장 김일성(金日成, 1901~1937) 1937.11.13 전사  |

2군의 4, 5, 6사(師)는 원래 1, 2, 3사(師)였으나 1군과 함께 1로군으로 편성되면서 개칭한 것이다. 일본 관동군(関東軍)은 1936년 4월부터 1939년 3월까지 3년간 '만주국 치안숙정 3개년 계획(満洲国治安粛正三箇年計画)'을 수립하고 이에 따른 항일연군에 대한 집중적인 토벌로 위 표에서와 같이 1로군 전기 편제의 지휘관들은 총사령 양정우만 살아 남고, 부사령 왕덕태와 휘하 6개사의 사장들은 모두 전사하거나 투항해버렸다. 6사장 김일성만 살아남을 수 있는 상황이 아니었다. 그가 전사하자 김성주가 전사한 김일성의 이름을 쓰며 자신이 6사장이었던 것처럼 행세하여 보천보 전공을 가로챈 것이다.
동북항일연군 1로군 후기 편제의 지휘관들 (1938년 7월 ~ 1941년 3월)
| 총사령부(總司令部)                                                                                | 방면군장(方面軍長)                                                        |
| 총사령 양정우(楊靖宇, 1905~1940) 1940.02.23 전사 부사령 위증민(魏拯民, 1909~1941) 1941.03.08 전사 | 제1방면군장 조아범(曹亞範, 1911~1940) 1940.04.08 내분으로 피살            |
| 총사령 양정우(楊靖宇, 1905~1940) 1940.02.23 전사 부사령 위증민(魏拯民, 1909~1941) 1941.03.08 전사 | 제2방면군장 김일성(金日成, 1912~1994.07.08) 1940.10.23 소련으로 월경 도주 |
| 총사령 양정우(楊靖宇, 1905~1940) 1940.02.23 전사 부사령 위증민(魏拯民, 1909~1941) 1941.03.08 전사 | 제3방면군장 진한장(陳翰章, 1913~1940) 1940.12.08 전사                     |
| 총사령 양정우(楊靖宇, 1905~1940) 1940.02.23 전사 부사령 위증민(魏拯民, 1909~1941) 1941.03.08 전사 | 경위려(警衛旅) 여장(旅長) 박득범(朴得範, 1908~?) 1940.09.30 투항          |

일제의 집중적 토벌로 대다수 지휘관과 수많은 병력을 잃은 1로군은 1938년 7월에 위 표와 같이 편제를 축소 개편한다. 이 후기 편제의 지휘관들은 간신히 살아남았던 총사령 양정우까지 모두 전사하거나 투항하고, 제2방면군장이었던 북한 김일성만 결사 항전 중인 상관과 동료, 부하들을 버리고 몰래 소련으로 도주하여 살아남았다.

### 소련 극동군제88독립보병여단(1940~1945)
일본 관동군 노조에 쇼도쿠(野副昌德) 소장이 이끈 노조에(野副) 토벌대의 대대적 토벌로 항일연군 1로군의 주요 지휘관들이 전사하고, 투항자들이 속출하여 1로군이 궤멸 위기에 빠지자 김일성은 상관인 위증민(魏拯民, 1909~1941) 의 허락도 없이 부하 몇명을 데리고 1940년 10월 23일 소만(蘇滿) 국경을 불법 월경하여 소련으로 도주한다. 국경수비대에 체포된 김일성은 한동안 투옥되어 조사를 받다가 2로군 총사령이었던 주보중(周保中, 1902~1964) 의 신원보증으로 감옥에서 풀려난다.
김일성과 함께 입소했던 서순옥의 증언
김일성 부대는 1940년 8월부터 소련으로 이동을 시작하여 10월 23일 경 월경하였다. 김일성과 소련 월경을 동행하였던 서순옥의 월경 전후의 정황을 다음과 같이 묘사하고 있다.
“1940년 8월에 김일성, 강위룡 등 우리 16명은 소련으로 향하여 떠났다. 소련 땅에 들어서기 전에 훈춘의 어느 산곡대기에서 김일성과 김정숙의 혼례를 하였는데 혁명가를 부르며 오락을 진행하였다. 김일성, 강위룡 등 우리 16명 유격대 전사들은 소련땅에 들어선 다음 김일성 동지가 강위룡과 다른 한 동무를 파견하여 소련 변방 전사들에게 체포당하라고 지시하였다. 체포된 다음에 정황을 소련 당조직에 알리자는 계획인 것 같았다. 그리하여 우리는 체포되어 땅굴 감옥에 감금되었다.”
주보중(周保中)의 동북항일유격일기(東北抗日遊擊日記) 1940년 12월 11일자:
김일성이 16인을 데리고 훈춘(琿春)을 경유하여 들어왔다. [金日成 帶十六人 由琿春歸]

소련으로 망명해온 항일연군들은 보로쉴로프(오늘날의 우수리스크) 근처의 남야영(南野營)과 하바로프스크 동북쪽 70km가량 떨어진 아무르 강변 뱌츠코예(Vyatskoye, Вятское) 마을의 북야영(北野營) 두 곳에 분산 수용되는데 김일성은 남야영에 들어간다. 남야영과 북야영은 각각 B 캠프와 A 캠프로도 불리는데, 보로쉴로프(Вороши́лов)와 아무르(Амур)강의 이니셜을 딴 것이다. 남야영에서 1941년 2월 16일 장남 김정일이 태어난다. 남야영은 보로쉴로프 근처 조그만 기차역이 있는 하마탄이란 마을에 있었다고 하는데, 블라디보스톡과 우수리스크 중간쯤에 있는 오늘날의 라즈돌노예(Razdolnoye, Раздольное) 마을이다. 김정일이 태어난 집은 라즈돌노예 마을길 88번지(2층 빨간벽돌집)로 기차역 부근이며, 지금도 남아있어 연해주 관광객들의 관광 코스로 되어 있다. 라즈돌노예 기차역은 스탈린이 1937년 연해주 한인들 17만여명을 중앙아시아로 강제로 실어나르던 출발지로, 고려인들의 한이 맺힌 곳이다.
소련에서의 김일성은 상관의 허락없이 도망쳐온 탓에 주보중등 중국인 상관들로부터 심한 질책을 받고, 불법 월경으로 소련측에 의해서도 어려움에 처한다. 이런 난관을 타개하는 묘책으로 소련측에 포섭되어 동료 빨치산들의 동태를 감시하여 보고하는 NKVD 비밀 요원이 된 것으로 보인다.
1942년 7월 스탈린의 지령에 의해 하바로프스크 인근 뱌츠코예 마을의 북야영에 항일연군 망명자들을 수용하는 88여단이 창설되면서 그도 거기로 이주하여 대위 계급으로 1대대 대대장(營長)이 되어 8.15 해방 때까지 교육과 훈련을 받는다. 88여단을 중국인 대원들은 동북항일연군교도려(東北抗日聯軍教導旅)라 불렀다.
1945년 8월 초 나치 독일이 패망하고 일본 제국의 패망이 임박하자 동북항일연군교도려 내에 있던 조선인들은 '조선공작단'(단장 : 최용건)을 결성하고 조국의 해방과 새로운 국가건설에 대비하였다. 이때 김일성은 동북항일연군교도려단 조선공작단 정치군사 책임자였다. 뒤에 소련군 소좌로 승진했다. 조선공작단 대원 가운데 일부는 1945년 8월 8일 소련군과 함께 '국내진공작전'에 참석했으며, 나머지 조선인들은 9월 19일 원산항을 통해 조국에 돌아왔다. 기차로 평양에 도착한 9월 22일경부터 김일성은 비밀리에 정치활동을 시작, 본격적으로 정치활동을 하였다.

### 동북항일연군 조선인들의 투쟁의 성격

##### 스스로 조선인이라 생각하지 못한 정체성 인식
항일연군의 조선인들은 만주서 태어났거나, 어릴 때 만주로가서 중국에 동화되어 조선인으로서의 정체성이 미약한 사람들이 대다수였다. 교육 정도도 김일성의 중학 중퇴가 가장 높은 학력에 속했고, 평균 초등학교 3학년 정도의 학력에 지나지 않았으며, 문맹자도 많았다. 조선에서 성장하지도 않았고 조선에 대해 배운 적도 없어 조선 독립에 대한 간절함 같은 것이 있을 만한 사람들이 못 되었다. 그렇기 때문에 조선인들만의 별도의 조직을 만들어 조선독립 운동을 한 것이 아니라 중국인들 조직에 들어가 그들과 유사한 목적의 활동을 한 것으로 봐야 할 것이다. 조선인들에 대한 지독한 차별 행위인 반민생단 투쟁을 거치며 수백명이 처형 당하고서도 중국인들로부터 독립해 나갈 생각은 하지도 못하고, 그 조직내에서 살아남기 위해 안간힘만 썼을 뿐이다. 항일연군은 중국공산당 만주성위와 코민테른 극동지부의 지휘 감독을 받는 조직이었고, 조선 독립의 목적을 명시적으로 표방한 적도 거의 없었으며, 소련과 중국공산당의 목적에 맞게 일본과 투쟁하는 조직이었다고 할 수 있다. 하다못해 보천보 사건에 관련되었던 재만한인조국광복회라는 조직도 조선인들이 조선 독립을 위해 자발적으로 만든 조직이 아니라 코민테른의 결정으로 만들어졌다.

##### 소련의 독립운동 탄압
김일성 등 동북항일연군의 일부 조선인들이 1940년말 소련으로 도피한 이후 해방될 때까지 5년간 아무런 항일투쟁도 하지 않고, 소련의 목적에 맞는 교육과 훈련을 받으며 편하게 지낸 것도 그들이 조선 독립과는 아무 관계없는 집단이라는 것을 증명한다. 소련은 해외의 조선독립운동을 가장 가혹하게 탄압한 국가이다. 1921년의 자유시 사변으로 수백명의 항일투사들이 참변을 당하면서, 만주 연해주 일대의 독립운동에 크나큰 타격을 주었다. 1937년에는 2천명 이상의 연해주 한인 지도자급 인사들을 처형하고, 17만명의 한인을 중앙아시아로 강제 이주시켜 연해주에서의 조선 독립운동은 완전히 맥이 끊어졌다. 김일성 등은 이런 소련으로 도망가서 소련군에 입대하여 조선 독립이 아니라, 소련의 목적을 위한 교육과 훈련을 충실히 받은 덕택에 소련군 무력의 도움으로 북한의 핵심 권력을 장악하는 행운을 누린다.

##### 해방이후
항일연군의 조선인들 대다수가 해방 후 조선으로 오지 않고, 중국의 조선족이 되었다는 것도 그들에게 조선 독립의 목적 의식이 별로 없었다는 증거이다. 동북항일연군 내의 조선인들의 활동은 조선독립운동이라기 보다 중국인인 조선족의 항일투쟁에 가깝고, 조선인들의 역사라기보다 중국 조선족의 역사이다. 이들은 모두 이름을 조선 발음 아닌 중국 발음으로 표기하여 조선인으로서의 정체성도 희박했다. 김일성 등 소련으로 피신했던 일부는 소련이 그들에게 북한의 최고 권력을 쥐어주지 않았더라면 중국의 조선족이나 소련의 고려인이 되었을 사람들이다. 오랜 외국 생활로 국내에 지인도 거의 없고, 아무 기반도 없었으니 돌아올 이유도 별로 없었다. 북한 내에 아무 기반도 없었던 만주 빨치산 출신자들이 북한의 최고 권력을 잡는 바람에 항일연군 조선인들의 투쟁이 중국 조선족의 역사를 넘어 북한의 역사로 만들어졌고, 남한에서도 그들의 역할을 과대평가하는 경향이 있다.

#### 이현상의 비판
이런 김일성에 대해 가장 직설적이고 통렬한 비판을 한 사람은 남로당 중앙위원회 간부 부장인 이현상(李鉉相, 1905 ~ 1953)이다. 그는 1947년 여름 소련 유학을 간다면서 평양에 들렀다가, 북로당 중앙 간부 부장 이상조(李相朝, 1915 - 1996) 및 김창만(金昌滿 1907~1966) 등과의 술자리에서 김일성과 박헌영 중 누가 더 지도자로 적합한가 논쟁이 벌어졌는데, 이때 이현상이 했다는 발언을 박갑동(朴甲東, 1919~ )이 증언했다.
『너희들이 말하는 그 사람(김일성)은 조선의 국토와 인민으로부터 떨어져 외국에서 성장했고, 외국 공산당에 입당하여 그들의 지시로 외국의 이익을 위해 투쟁한 것밖에 더 있느냐. 그러나 박헌영은 국내에서 투쟁했다. 그것도 그 사람보다 15년이나 일찌기 말이다. 박헌영은 25년에 조선 공산당과 조선공산청년동맹을 자기 손으로 만들었고 혹독한 일제 탄압에도 국내에서 투쟁해 왔다. 그의 경력이야말로 한점의 흐린데도 없는 사람이다.

김일성은 내가 듣기로는 본명이 김성주라고 하는데 언제부터 왜 김일성이 됐는가 명백하지도 않고 그의 투쟁 경력도 확실한 것을 알리지 않아 불투명한데가 많다. 어떻게 박헌영을 제쳐놓고, 해방 후 외국에서 갑자기 나타난 경력 불명의 자를 최고 지도자로 인정하겠는가.』 

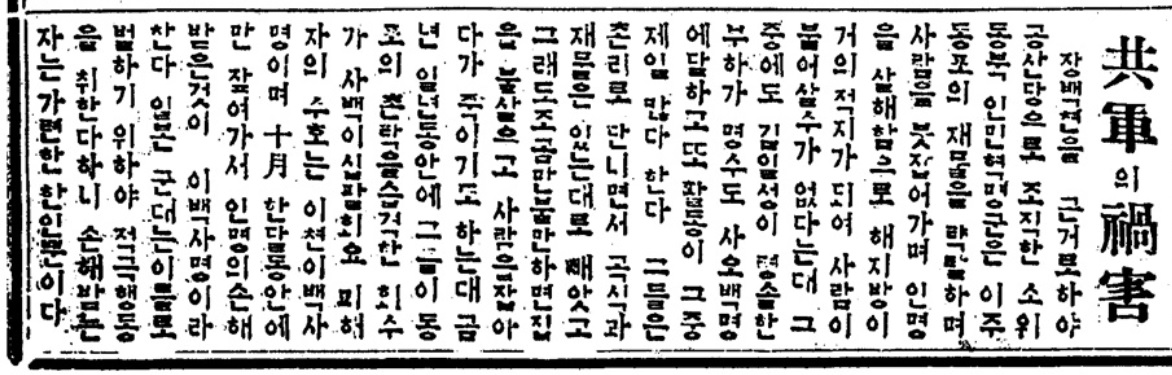
대한민국임시정부를 유지 운영하였던 정당 한국국민당의 기관지 『한민(韓民)』 제9호, 1936년 11월 30일자는 김일성 부대가 만주의 동포들을 대상으로 비적(匪賊) 행위를 자행하고 있다고 보도하였다. : "공군(共軍)의 화해(禍害) ... 그중에도 김일성이 영솔한 부하가 명수도 사오백 명에 달하고 또 활동이 그중 제일 많다 한다. 그들은 촌리로 다니면서 곡식과 재물은 있는 대로 빼앗고 그래도 조금만 불만하면 집을 불사르고 사람을 잡아다가 죽이기도 하는데 금년 일년 동안에 그들이 동포의 촌락을 습격한 회수가 428회요 피해자의 수효는 2,204 명이며 十月 한달 동안에만 잡혀가서 인명의 손해 받은 것이 204 명이라 한다. 일본 군대는 이를 토벌하기 위하여 적극 행동을 취한다 하니 손해 받는 자는 가련한 한인 뿐이다."

 이현상의 발언은 박헌영을 추종하던 남로당 계열 사람들의 생각을 대변한 것으로 보이는데, 당시 북한 지도자 자리를 굳혀가던 김일성의 문제점을 정확히 지적하고 있다. 남로당 간부가 북한 김일성의 전력에 대해 아무것도 알 수 없었다면 남북한의 일반 국민들은 더 말할 것도 없다. 심지어는 박헌영 본인도 소련군이 데려와 지도자로 내세운 김일성의 전력에 대해 거의 알지 못했을 것이다.
이들 사이의 논쟁을 박헌영과 김일성이 알게 되자 박헌영은 재빨리 이현상을 견책하여 소련유학을 취소시키고 서울로 보냈다. 김일성은 이상조를 간부 부장직에서 해임, 상업관리국장으로 강등시켰다고 한다. 이상조는 1989년 방한하여 자신과 김창만이 이현상과 사이가 껄끄러워 한직으로 좌천되었으며, 6.25 당시 자신은 상업성 상업관리국장의 한직에 있었기 때문에 남침 계획을 사전에 잘 알지 못했다고 하였는데, 이는 박갑동의 위 증언이 사실임을 뒷받침한다.

#### 과장된 보천보전투
이현상과의 논쟁에서 김일성을 강력히 옹호했던 이상조는 1989년 방한 때 김일성이 만주에서 소련으로 도주한 일과, 가장 중요한 항일투쟁 시기인 1940년에서 해방 때까지 하바로프스크의 88여단에 도피해 있은 것에 대해 신랄하게 비판했다. 북한 전문가 이현웅도 "항일무장투쟁은 1940년에서 1945년 해방되기 전 5년 간의 활동이 매우 중요한데 김일성은 이 기간에 소련으로 도망쳐 극동군사령부 소속 ‘88여단’에서 만주 등 국경지역 침투 및 정보수집을 위한 간첩교육을 받았을 뿐 이렇다 할 업적이 없다. 이런 약점들을 덮기 위해 ‘보천보전투’를 신화적 수준으로 날조했다는 해석이 가능하다."고 평가한다.

#### 항일연군의 범죄
항일연군은 부대 유지에 필요한 식량과 물자를 조달하기 위해 보급투쟁이라는 명분하에 양민에 대한 약탈, 납치, 살인, 방화 등을 자행하여 항일투쟁으로 정당화시키기 어려운 면이 많다. 혁명을 위해서는 무슨 일을 해도 정당하다는 전형적인 공산주의자들의 투쟁방식이지만, 겉으로 드러난 행동만 보면 여느 마적단과 구분하기 힘들었다.
시카고 선(Chicago Sun)지 동경 지국장이었던 마크 게인(Mark Gayn, 1909–1981)은 1946년 가을 한국의 여러 지역과 38선 이북 해주 지역 등지를 여행하며 취재를 했는데, 김일성은 유명한 항일 영웅의 이름을 도용하고 있다고 하였다. 또 그에게 정보를 제공한 사람이 만주에 살 때 1937~38년 겨울 김일성이 총으로 무장한 남녀 52명을 이끌고 마을을 습격하여 쌀과 의복, 소 등을 약탈해 갔고, 자신은 소 2마리를 빼앗겼으며, 김일성은 당시 만주의 주요 비적단 두목이었다고 했다 하였다.
이 외에도 만주의 빨치산들이 양민들에게 막대한 피해를 입혔다는 1930년대 당시 국내 언론의 보도나 일본측 기록은 무수히 많지만, 일본측이 의도적으로 나쁘게 기록했다는 주장들이 많다. 그런 면이 있을 수도 있겠지만, 생업에 종사하지도 않은 빨치산들이 정당하게 보급품을 조달할 방법이 많지 않았다는 것을 감안하면, 전부 거짓 기록이라고 치부하기는 어렵고 상당한 진실을 반영한 것으로 보아야 할 것이다.

## 광복 이후

### 스탈린이 김일성을 북한 지도자로 발탁한 배경
해방후 한국영토를 공산화시키려고, 김일성을 지도자로 선정한 것은 국민의 뜻과는 무관한 스탈린의 결정이었다. 해방 전 김일성이 소속되었던 소련군 88여단은 만주서 일본군의 토벌에 쫓겨서 넘어온 동북항일연군 빨치산들을 수용한 부대로, 하바로프스크에 사령부를 둔 극동전선군의 통제를 받고 있었지만, 실제로는 국경 경비대 성격의 NKVD(KGB 전신) 산하부대였다. 여기서 김일성은 표면적으로는 1대대 대대장이었지만, 동시에 NKVD (KGB) 비밀 정보원으로 동료 빨치산들의 동태를 감시하여 상관인 극동전선군 정찰국장 나움 소르킨 (Naum Semyonovich Sorkin, 1899-1980) 소장과 극동전선군 사령관 막심 푸르카예프(Maksim Purkayev, 1894-1953) 대장에게 보고하는 일을 했다. 이러한 비밀 역할로 상관들의 신임을 얻어 그들의 추천을 받은 것이 별다른 특출한 학력이나 경력도 없는 그가 북한 지도자로 발탁된 배경이라고 당시 소르킨 소장 밑에서 88여단 정보 업무를 담당했던 전 인민군 총참모부 정찰국장 최원(崔元)이 증언했다.
소르킨 소장은 NKVD 수장 라브렌티 베리야(Лаврентий Берия, 1899-1953)의 심복이었는데, 1941년 3월초 극동군으로 부임해 와서 왕신림(王新林)이란 중국식 암호명을 가지고 만주 빨치산들의 소련군 수용 문제를 다루었고, 88여단의 창설과 운영 및 해체까지 직접 관장하였다. 주보중(周保中)의 동북항일유격일기(東北抗日遊擊日記)에 상당히 자주 나오는 왕신림(王新林)이 바로 소르킨이다. 김일성은 만주에서 소련으로 월경한 초기에 소르킨의 비밀 정보원으로 포섭되었다고 하며, 두 사람은 특별히 친했다고 한다. 만주침공을 위해 개편된 극동군 총사령부에서 북한 지도자 후보로 김일성을 불러 면접 심사할 때 면접관은 제2 극동전선군 사령관 막심 푸르카예프 대장과 극동군 총사령부 군사위원 이오시프 쉬킨(Iosif Shikin, 1906 ~ 1973) 상장이었다. 모스크바에서 NKVD와 극동군 사령부가 올린 보고서를 받아 김일성을 북한 지도자로 스탈린에게 강력히 추천한 사람도 NKVD 수장 베리야로 알려져 있다.
보고서를 검토한 스탈린은 1945년 9월 초 88여단의 김일성을 모스크바로 불러 직접 면접 시험을 본 후 그자리에서 북한 지도자로 내정하였다. 당시 극동군 총사령관 알렉산드르 바실렙스키 원수는 하바로프스크 군용 비행장에 수송기를 대기시키고, KGB 극동본부 요원 2명에게 김일성을 모스크바로 안내하도록 했다고 한다. 스탈린은 위성국가의 지도자를 고를 때 토착 공산주의자들은 철저히 배제하고, 소련의 말을 잘 들을만한 사람을 골랐다. 이것이 국내에 상당한 조직과 지지세력을 가진 박헌영 같은 사람은 배제되고, 5년간 소련군에 소속되어 교육과 훈련을 받았을 뿐만 아니라 국내에 지지세력이 전무하여 소련에 전적으로 의존할 수 밖에 없는 김일성이 선택된 이유이다. 결국 김일성이 북한 권력을 잡은 내막은 흔히 주장하는 만주에서의 항일무장투쟁의 공로 때문이 아니라, 소련군 88여단에서 KGB 비밀 요원이 되어 동료 빨치산들의 동태를 감시하여 소련군 상관에게 밀고한 공로로 그들의 신임을 얻어서 추천을 받은 때문이다.
88여단 시절 김일성의 상관이었던 한 KGB 장교는 북한 지도자 선발 과정에 대해 "당시 모스크바는 지시를 충실히 이행할 인물을 찾고 있었다. 누구든지 좋았다. 두뇌는 소련고문단이 제공하는 것으로 생각하고 있었다."고 후일 증언했는데, 바로 이 능력과는 상관없이 소련의 지시를 충실히 이행할만한 인물로 김일성이 선택된 것이다.
이후 지도자 선택에서 밀린 박헌영 측의 집요한 이의 제기로 1946년 7월 초 스탈린은 김일성과 박헌영을 모스크바로 불러 다시 지도자 면접 시험을 보는 형식을 취하지만 이는 박헌영의 불만을 달래기 위한 요식행위에 지나지 않았고, 스탈린은 김일성을 바꿀 생각이 없었다.
흔히 스탈린이 1945년 9월 20일에 극동군 총사령부와 연해주군관구 및 북한을 점령한 25군의 군사평의회에 “북조선에 민주정당과 사회단체들의 광범한 블록에 기반을 둔 부르조아 민주정권을 창설하라”고 비밀 지령문을 내려보낸 것이 남북 분단의 시발점이라고 하나, 9월 초에 김일성을 북한 지도자로 내정한 때에 이미 북한을 분할 지배하기로 결정하고 있었던 것으로 봐야 할 것이다. 남북 분단의 원흉은 스탈린이고, 김일성은 그 실행을 위해 선택된 꼭두각시에 지나지 않는다.

### 해방 당시 김일성의 지도자로서의 자질과 준비 정도
김일성은 일제시대에 태어나 어릴 때 만주로 이주하여 중국사람들틈에서 그들과 어울리며 성장했다. 국내에서 교육을 받은 것은 1923~1925년 사이 2년이 채 못되는 기간 외가에서 창덕학교를 다닌 것이 전부이다. 조선과 그 역사에 대해 배운 적도 거의 없어 조선 민족에 대한 애착도 가지기 어려운 중국에 반쯤 동화된 사람이었다. 따라서 그가 항일연군에서 빨치산 활동을 했다고 하지만 그것이 조선독립에 대한 간절한 열망이 있어서라기 보다, 당시 만주에서 혈기 왕성한 젊은 사람들의 분위기에 휩쓸려서 들어간 것으로 보인다. 해방 후 귀국길에 오른 김일성 등 88여단의 조선인들이 자기들끼리 있을 때도 중국어로 이야기했다는 이기건(李奇建, 1919년 ~ ?)의 증언이 있다. 소련군에서 그의 이름도 중국식의 진지첸으로 조선인으로서의 정체성도 희박했다.
항일연군시절 김일성의 수하였던 여영준(呂英俊)은 당시 김일성이 해방이 되면 중국 공산당이 안도현장(安圖縣長) 정도를 시켜주길 원했다고 증언하였다. 이런 말은 결국 당시 김일성은 혈통만 조선인일 뿐 사실상 중국에 동화된 공산당원으로 일본이 패망해도 만주에서 행세하기를 원한 중국인이었고, 그의 항일투쟁이란 것도 중국을 위한 것이었을 뿐 조선독립과는 아무 관계가 없었다는 증거이다. 여영준 본인은 북한으로도 가지 않고 중국인인 만주의 조선족이 되었다. 일본군에 쫓겨 소련으로 도망가서는 또 중국보다 앞선 소련의 군인으로 출세하기를 원했다. 빨치산 시절 김일성의 전령병이었던 이을설(李乙雪, 1921-2015)도 김일성이 죽고 난 다음부터 강연 다닐 때 소련 시절의 김일성은 소련서 살고 싶어 했고, 국내로 돌아올 생각이 전혀 없었다고 하였다. 당시 그는 조선 독립에는 아무 관심도 없고, 소련군 내에서 출세하기를 간절히 원했다고 한다. 일본의 패배 직후에도 김일성은 한반도로 돌아가기 보다 소련군대에서 복무하며 장군이 되는 것을 확고한 미래상으로 그리고 있었다고 당시 그와 친교가 있었던 소련군 장교 코비젠코 등이 증언했다. 하지만 88여단 자체도 해체될 운명이고, 소련군에서 출세를 바라볼 자격 요건도 갖추지 못해 어려움에 처한 그에게 북조선 지도자로 발탁되는 뜻밖의 행운이 찾아왔던 것이다.
해방 후 평양에 처음 온 당시의 김일성은 중국말은 능하나 조선말은 심하게 더듬거렸다는 증언도 많다. 소련의 고려인으로 해방 직후 평양에서 김일성에게 마르크스-레닌 사상을 가르친 박일(朴一) 전 김일성대 부총장은 "김일성이 주로 중국에서 빨치산활동을 한 탓인지 사물을 판단하는 데 우선 중국어로 궁리하는 습관이 있어 교육에 애로가 많았으며 1백여편의 그의 연설문을 작성할 때 金(김)의 지적능력을 감안하지 않을 수 없었다"고 회고했다. 박씨는 『김은 전혀 교육을 받지 못했고 그의 한국말은 형편없이 서툴러 그가 중국인인지 한국인인지조차 분간하기 어려웠다』면서 김이 어렸을 때부터 중국인들 사이에서 자랐다고 설명했다. 김일성이 평양의 대중 앞에 처음 등장한 1945년 10월 14일의 집회에 참석했던 김재순(金在淳, 1923~2016) 전 국회의장도 당시 노장군을 기대했던 평양시민들이 새파란 젊은 김일성을 보고 가짜라고 실망했고, 한국말도 제대로 못했다고 증언한다. KGB장교였던 레오니드 바신은 제1차 조선공산당대회를 앞두고 김일성의 연설문을 만들어주는 일을 했는데, 조선인 출신 소련군장교들은 金은 중국어는 꽤 잘 하지만, 조선어 지식이 매우 부족해서 상황에 적절한 연설문 작성에 애를 먹었다고 하였다.
해방 당시 김일성은 일국의 지도자가 되기에는 학력이나 경력이 턱없이 못미치고, 외국서 성장하여 조선의 국내 사정에도 어둡고, 조선말도 심하게 더듬거렸다. 스탈린에 의해 지도자로 발탁되어 평양으로 온 김일성은 경력을 꾸미고자 소련군정 정치 사령관 니콜라이 레베데프 (Nikolai Lebedev, 1901~1992) 소장을 찾아 자신의 빨치산 부대도 일본과의 해방전쟁에 참전한 것으로 해달라고 요청했지만 레베데프는 절대로 역사를 바꿀 수 없다면서 거절했다.
대중들은 그가 어디서 뭘 하다 온 사람인지 알지도 못했고, 당연히 국내 지지세력도 전무했다. 이런 그를 실제로 지도자로 만들기 위해 평양의 소련군정 인사들은 여러 가지 정치공작을 진행하면서, 그가 정치적인 감각을 가질 수 있도록 정치 교육도 시켰다. 소련군정의 정치장교 그리고리 메클레르(Grigory Mekler, 1909~2006)나 KGB 장교 레오니드 바신(Leonid Vassin, 1915~2006)은 1945년 8월말 소련군이 처음 평양에 진주했을 당시 평양은 조만식의 판이었다고 증언한다. 이런 상황을 극복하기 위해 무명의 소련군 진지첸 대위(김일성)를 항일영웅으로 부각시켜야 했고, 이렇다할 내세울만한 항일 공적도 없는 그를 전설적 항일 영웅 김일성 장군 행세를 하게 했다. 김일성은 소련이 무력과 정치공작을 동원하여 인민들의 열렬한 지지를 받던 조만식을 제거하고, 자신들 목적에 맞게 만들어낸 꼭두각시 지도자였을 뿐이다.
"그가 권좌를 향한 첫발을 내디딜 무렵에는 우리의 조언을 듣지 않고는 아무 것도 하지 못했다.(When he was taking his first steps towards power, he didn't do anything without taking our advice.)"는 그리고리 메클레르의 회고나, "우리는 지도자 김일성을 무에서 만들어 내었다. (We created him from zero.)"고 말한 KGB 장교 레오니드 바신의 후일 증언은 결코 과장이 아니다.
김일성 가짜설이 나오고, 항일투쟁 경력의 엄청난 과장과 조작이 이루어져 논란이 빚어진 것도 해방 당시 지도자로서의 자격이 미비하고 인민의 지지도 전무했던 인물이 소련군의 도움으로 무리하게 지도자가 된 때문이다. 이후의 북한이 개혁개방을 못하는 이유도 인민들이 역사의 진실을 알면 체제를 유지하기 힘들기 때문이다.

### 광복과 귀국 (1945 ~ 1946)

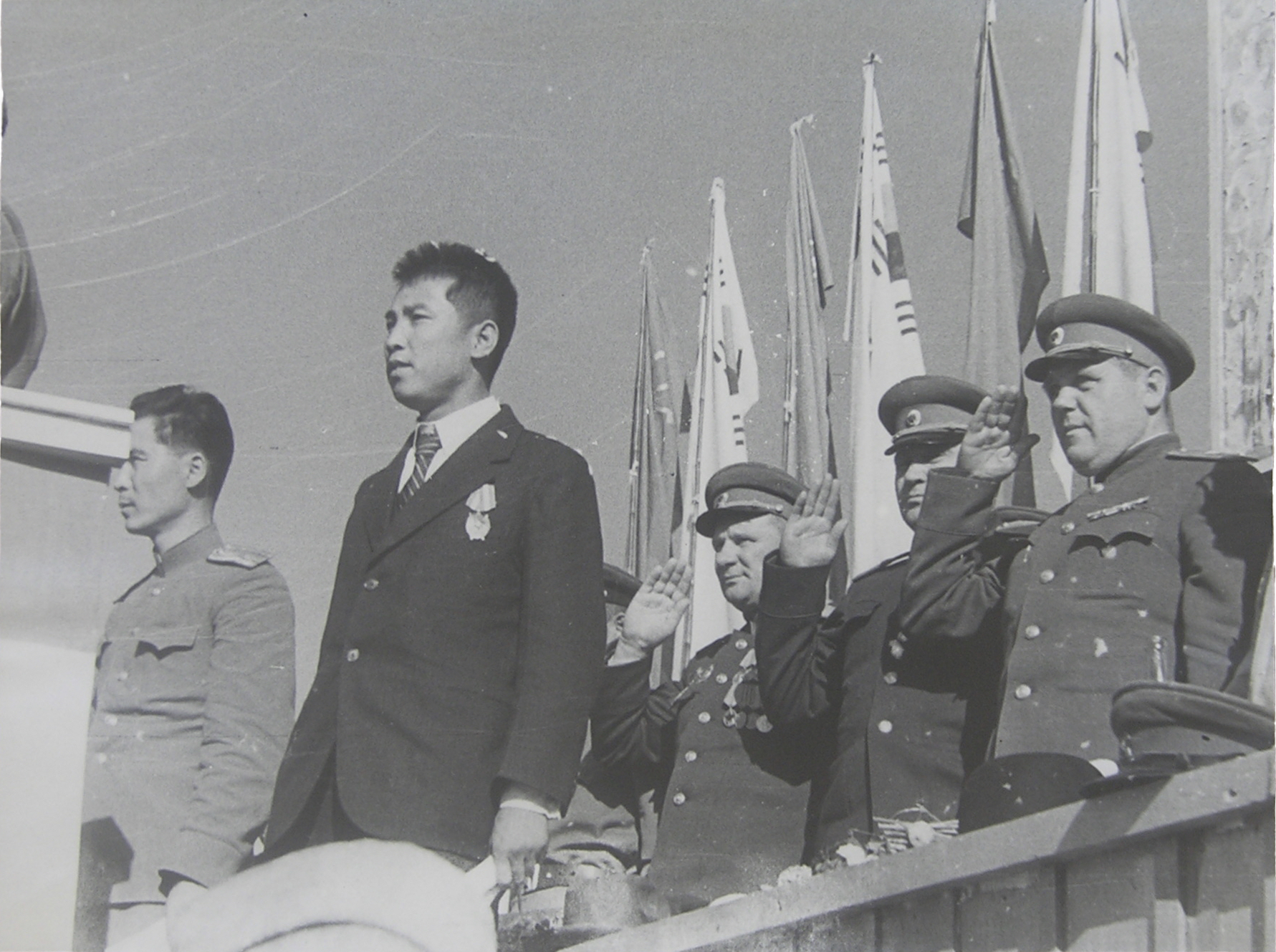
1945년 10월 14일 오후 1시 평양 기림리 공설운동장에서 개최된 '평양시 민중대회'에서 "소련군 진지첸 대위(Капитан Цзин Жи Чен, Captain Jing Zhichen)"가 "항일영웅 김일성 장군"을 자칭하며 처음으로 대중들 앞에 나선 모습.

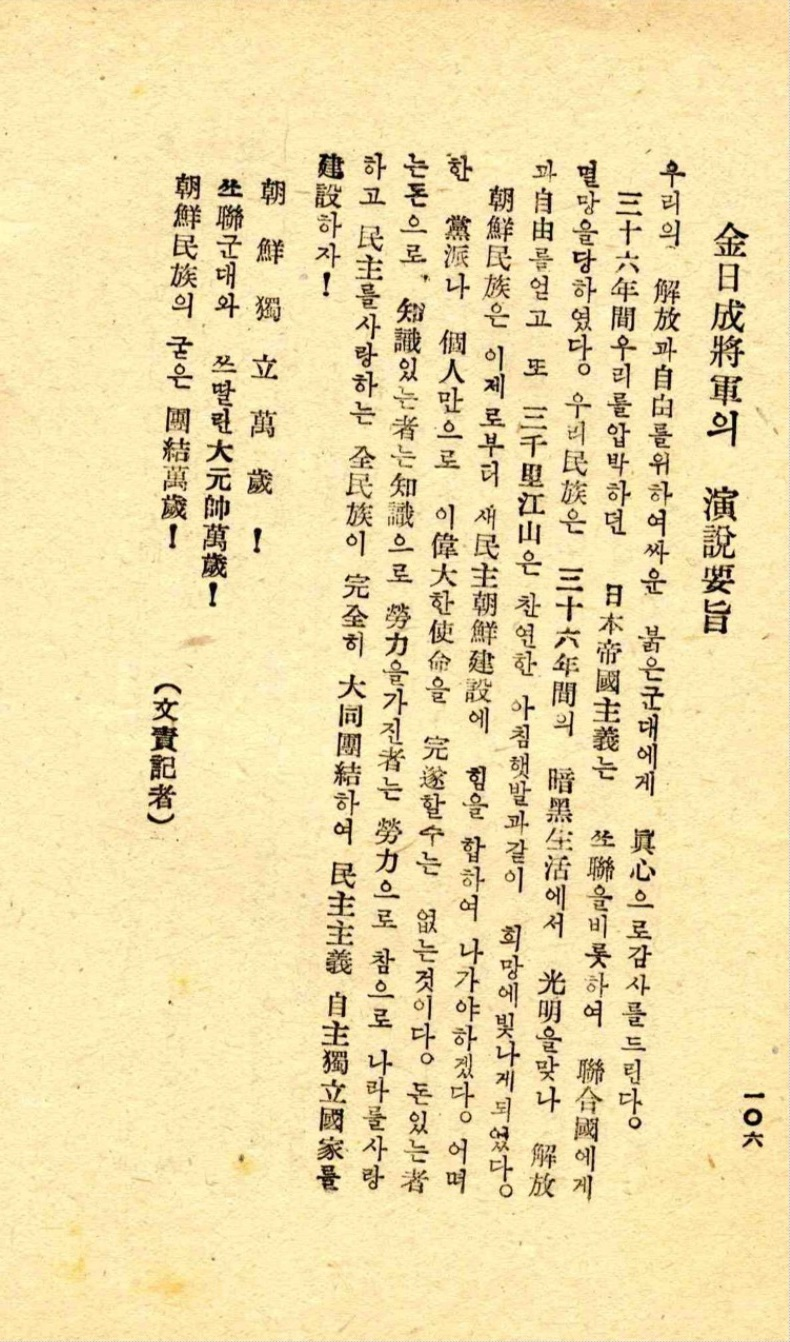
1945년 10월 14일 '평양시 민중대회'에서 김일성이 행한 첫 연설의 요지

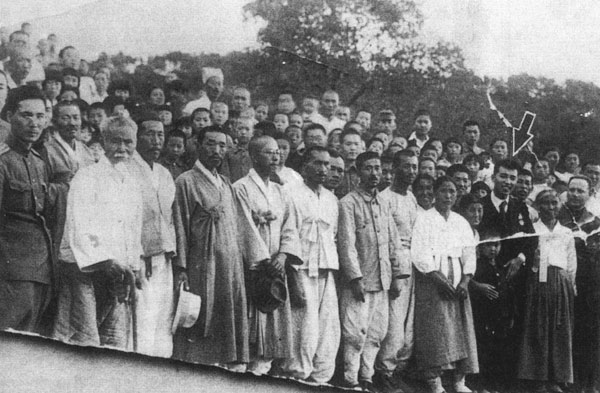
1945년 10월 14일 민중대회 집회가 끝난 후 김일성이 만경대를 찾아 친척과 마을 사람들을 만나는 장면. 앞줄 맨 왼쪽이 강미하일 소좌, 맨 오른 쪽이 그리고리 메클레르 중좌. 화살표가 김일성. 10월 14일 집회 당일의 복장과 같다.

해방 직후 평양에서는 8월 17일 조만식(曺晩植)을 위원장으로 하는 '평안남도 건국준비위원회(건준)'가 구성되었다. 이어 소련군이 진주하여 군정을 실시하면서 이들의 요구로 8월 27일 건준측과 공산측 위원 각 16명 씩으로 된 '평안남도 인민정치위원회'로 개편되었다. 위원장은 조만식이 유임되었으며, 부위원장으로는 건준측의 오윤선(吳胤善) 외에 공산측의 현준혁(玄俊赫)이 선출되었다.
북한 각지에서는 해방 직후부터 민족주의자들과 공산주의자들에 의한 잡다한 조직이 설립되고 있었으나, 소련군 진주후 공산주의자들 주도로 각 도에 인민위원회가 설립되었고, 9월 8일에는 소련군 주도로 "북조선5도인민위원회"가 만들어졌다. 10월 8~10일에 '5도 인민위원회 연합회의'가 개최되고, 11월 19일에는 '(북조선) 5도행정국(北朝鮮 5道行政局)'이 출범하였다.
김일성 등 소련군 88여단 소속 조선인 항일유격대원들은 1945년 9월 중순 하바로프스크를 출발하여 블라디보스톡에서 소련 군함 푸가초프호를 타고 9월 19일 원산항을 통해 귀국, 사흘 뒤인 22일 평양에 도착했다. 이때 김일성은 소련군 육군대위의 자격으로 귀국했다. 이후 평양에서 김영환(金英煥)이라는 가명으로 정치공작을 벌였으며 곧 소련군 육군 소령으로 진급했다. 그가 맡은 첫 직책은 평양지구위수사령부(平壤地區衛戍司令部) 부사령관(副司令官)이었다. 북한 각 지역의 위수사령관은 소련군이 맡고, 부사령관은 김일성과 함께 귀국한 88여단 출신자들이 임명되었다.
당시 소련 군정에 의해 1945년 10월 14일 평양에서 7만여 명의 군중이 참여한 가운데 '조선해방축하집회'가 열렸고 이 자리에서 처음으로 김일성이 니콜라이 레베데프 소장과 평안남도 인민정치위원회 위원장 조만식의 소개로 '김일성 장군'으로 평양 시민들에게 소개되면서 공개적인 정치활동이 시작되었다.

부인 김정숙. 아들 김정일, 딸 김경희 등과 함께 강원도 화진포에서 (1948년 8월 7일)
맨 뒷줄 오른쪽에서 세 번째가 김정숙, 가운뎃 줄 첫 번째가 아들 김정일, 세 번째가 딸 김경희

1920년 무렵부터 퍼져 있던 전설적인 김일성 장군에 대해 어릴 때부터 들어왔던 시민들은 고령의 노 장군을 생각하고 모였지만, 젊디 젊은 청년이 김일성이라고 자신을 소개하자, 나이가 맞지 않으므로 군중들 사이에 김일성의 실체를 의심하여 가짜라는 웅성거림이 일어났다. 단상으로 몰려들어 항의하는 군중들을 몽둥이를 휘둘러 쫓는 등 소란도 있었으나 큰 충돌은 없었다. 당시 총소리도 들렸다는 증언도 있다. 소련군은 가짜라는 소문이 확산되는 것을 막기 위해 집회가 끝난 당일 신문기자 등 여러 사람들을 만경대 마을로 데려가 김일성이 귀국 후 처음으로 조부모와 친척들을 만나는 장면을 연출해 보여주기도 했다.
이 집회는 스탈린이 지도자로 선정한 김일성을 대중 앞에 좋은 모습으로 선보이기 위해 처음부터 소련군이 철저히 기획한 것이었다. 정치학자 이정식은 "북한의 권력 경쟁은 시작도 하기 전에 이미 결론이 나 있었다"고 한 것은 이런 상황을 말하는 것이다. 이후로 소련군이 김일성 지도자 만들기에 걸림돌이 되는 국민의 지지가 높은 조만식 등을 제거해 나가는 것은 예정된 수순이었다.
1945년 10월 8일과 10월 9일에 김일성은 38도선 개성에서 박헌영과 회담하여 조선공산당 북조선분국 설치를 협의하였다. 그러나 38도선 이북에도 당본부를 설치한다는 그의 주장에 박헌영은 당의 중앙은 한 곳이어야 된다는 이유로 거절하였다.
박헌영은 그의 주장을 끝내 동의해주지 않았고 분국 형식으로 당을 조직하게 됐다. 1945년 10월 10일 조선공산당 북조선분국 중앙조직위원회를 조직하고 당창건 목적을 발표하였다. 10월 13일 조선공산당 북조선분국 집행위원에 선출되었다. 초대 책임비서에는 김용범이 선출되었었다. 그러나 그는 곧 소련의 홍보 지원 등에 힘입어 조선공산당 북조선분국 내에서 실권을 장악하게 된다. 1945년 11월 5일 서울에서 조선노동조합전국평의회(전평)가 조직되자 축사를 보냈고, 11월 6일 조선노동조합전국평의회 명예위원장에 추대되었다. 12월 17일 조선공산당 북조선분국의 3차 확대집행위에서 김일성은 책임비서에 선출되었다. 12월 18일 조선공산당 북조선분국의 제2대 책임비서에 취임했다.

### 임시인민위원회 및 인민위원회 위원장 시절 (1946 ~ 1947)

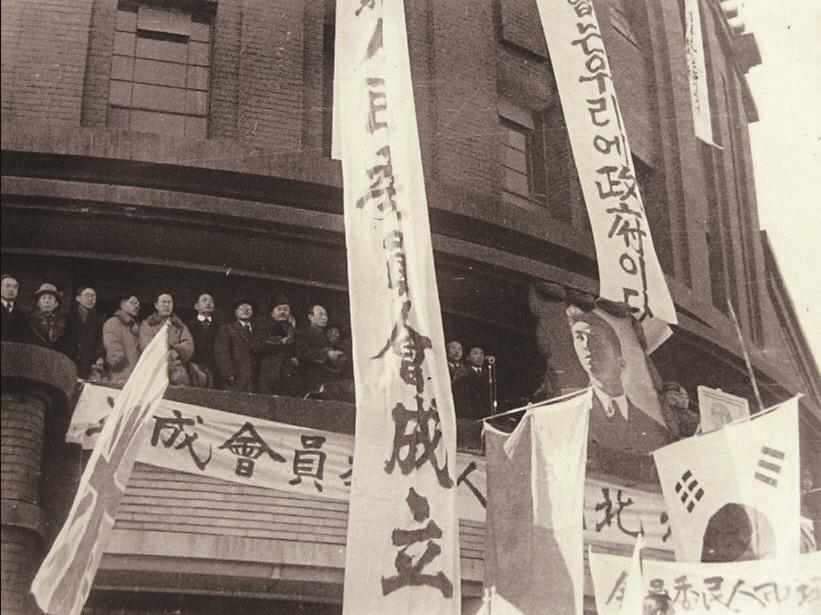
1946년 2월 8일 북조선임시인민위원회 성립 경축 대회. 아래로 드리워진 현수막에 임시인민위원회는 "우리의 정부이다"라고 쓴 것이 또렷이 보인다. 북한에는 김일성을 위원장으로 하는 단독정부가 세워졌다는 증거이다. 이런 북한이 남한의 총선과 단독정부 수립을 반대한 것은 적반하장이고, 남북협상을 추진한 것도 총선 방해공작에 불과하다.

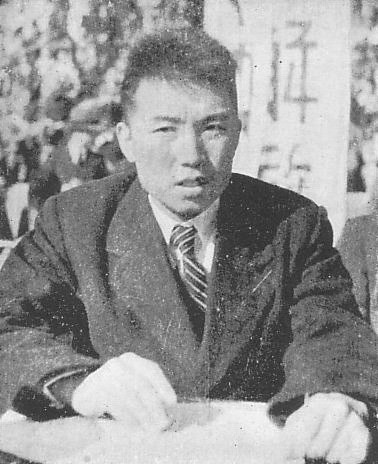
1946년 당시의 김일성

김일성 가족

공산당내의 주도권을 장악한 김일성은 민족주의 진영과 공산주의 및 사회주의 진영으로 반씩 구성하여 출범한 평안남도 인민정치위원회에 가담하였다. 이후 처음에는 민족주의 진영의 인사와 공산주의 및 사회주의 진영의 인사가 동등한 합작전략을 사용하였으나, 그러나 후에 점차 공산주의 및 사회주의 진영 인사들의 가입으로 공산주의 및 사회주의 수를 늘려 결국 그는 평안남도 인민정치위원회를 장악하고 이후 38선 이북 조선 다른 지역의 인민정치위원회들 역시 장악하였다.
평안남도 인민정치위원회 위원장 조만식은 1945년 11월 3일 조선민주당을 결성하여 당수가 되었으나 공산주의자들은 조만식의 제자 최용건을 가입시켜 부당수로 만들어 제동을 걸었다. 소련군정은 신탁통치를 반대하는 등 협력을 거부하는 조만식을 친일파로 몰아 1946년 1월 5일 고려호텔에 연금하여, 북한에서 공산화에 반대하는 세력을 무력화시켰다.
김일성은 해방 후의 군정기 조선에서 정치 기반이 전혀 없었으나 소련 군정의 지도를 받아 1946년 2월 8일 북조선 5도행정국을 북조선림시인민위원회로 바꾸고 위원장이 되어 공산주의 정책을 추진하였다 소련 점령군 사령부는 북조선임시인민위원회를 발족시켜 북한에서 사실상의 단독 정부로 기능케 했다. 위원장에는 김일성, 부위원장에는 김두봉, 서기장에는 강양욱이 각각 선출되었다. 이로서 김일성은 조선공산당 북조선분국의 책임비서로 당을 장악한 동시에 북조선림시인민위원회 위원장으로서 행정부를 장악하게 된다.
2월 9일 김일성은 친일 잔재 청산, 토지 개혁, 주요 산업 발전 지원, 중소 상공업 육성, 노동운동 지원, 민주주의 교육⋅문화 정책 수립 등 「북조선 임시 인민 위원회 당면 과업」 11개조를 제시하였다. 3월 5일에는 '토지는 밭갈이하는 농민에게'라는 구호를 내걸고 소위 "무상몰수, 무상분배"라는 토지 개혁을 전격적으로 단행하였다. 무상분배라고 하지만 농민들은 토지의 소유권 아닌 경작권만 받았을 뿐이고, 지주에게 내던 소작료보다 가혹한 세금을 국가에 내어야만 했으며, 이조차 경작권도 없는 협동농장 체제로 가기 위한 과도적 조치에 불과했다. 탈북 작가 최진이는 북한의 토지개혁에 대해 "농민들은 얼마안가 나라에 땅을 몰수당하고 ‘사회주의’의 미명하에 지주의 머슴에서 수령의 노예로 신분이동을 하였다."고 증언했다.
이러한 조치들로 인해 남북한은 돌이키기 어려운 이질적인 사회로 변모되어 가고 통일정부 수립은 점점 어렵게 되었다.
3월 23일에 임시인민위원장 김일성은 일제 잔재 청산, 국내 반동 세력과의 투쟁, 중요 산업의 국유화와 개인 상공업의 장려, 8시간 노동제 확립 등을 주요 내용으로 하는 20개 정강 (二十個政綱)을 발표하였으며, 3월 20일부터 서울에서 개막된 제1차 미소공동위원회에서 논의되는 남북을 아우르는 조선임시정부도 이 20개 정강에 기반하여야 한다고 하여 사실상 자신을 지도자로 하는 공산국가가 되어야 한다는 주장과 다름없다. 이런 발표를 스티코프와 레베데프가 미소공동위원회 참석차 서울에 가 있을 동안 김일성 단독으로 임의로 할 수는 없으므로, 소련과 사전에 협의가 된 것이다.
1947년 2월에는 (북조선)임시인민위원회에서 '임시'를 떼고 '북조선인민위원회'로 하였다.
초기에는 3·1 만세 운동을 부르주아들만의 투쟁으로 보았으나 3·1 만세 운동을 인민봉기로 재평가하기도 했다. 1946년 3월 1일 평양에서는 김일성 주관하에 《3. 1 인민봉기 27돐 경축대회》가 진행되었다. 이날 행사를 파탄시키려는 테러리스트들에 의하여 주석단 가까이에서 수류탄이 터지는 사건이 발생하였다. 그러나 김일성은 재빨리 단상에서 피하여 위기를 모면하였다. 김정숙은 행사가 끝난 후 경위대자동총소대원들에게 경호의 허술함을 지적하였다.
조선공산당 북조선분국은 1946년 3월부터 북조선공산당으로 개칭되었다.
1946년 3월 김일성은 북조선로동당 당수에 취임하였다. 이때까지만 해도 조선공산당 북조선분국은 서울의 조선공산당에 보고를 해야 하는 처지였으나 이때부터 남조선로동당과 당대 당의 관계로 대하게 되었다.

### 북조선 임시정부 수립 준비
1946년 6월 14일 김일성은 민주주의민족전선 북조선 지부 산하 정당, 사회단체 열성자대회를 소집하고 조선민주주의 임시 정부 수입에 관하여 논의하였다.
1946년 11월 우익 단체들이 통합하여 서북청년단이 결성되자 이승만, 김구, 한민당은 함께 서북청년단에 자금을 지원해 주었다. 1946년 11월 북한에서는 인민위원회 위원 선거가 있었다. 이때 월남했던 반공주의 세력의 일부가 다시 월북하여 선거 방해를 도모하였다. 김일성은 이를 이승만과 김구가 배후에서 조종한 짓이라고 선언했다. 심지어 이들의 방해로 선전대원 몇 명이 사망한 경우도 있었다. 이들은 “선거가 비민주적이다”, “승려들과 목사들은 선거하지 말라”, “공동 후보가 아니라 자유 경쟁” 등으로 선거에 비판적이었고, 유권자들에게 선거에서 찬성하면 흑함에 넣으라는 흑함 운동을 하기도 하였다. 이들에 대하여 김일성은 인민의 원수이며 반동파들에게 매수되어 그들의 간첩배가 된 세력으로 몰았다. 김일성은 선거기간에 생산 기관의 방화, 운수 과정에서 일어난 충돌 사건, 주요 인사의 암살 미수 사건 등이 반동 세력이 일으킨 반대 운동의 일환으로 파악하였고, 나아가서 북한에서 일어난 방화를 이승만과 김구가 파견한 방화단의 소행으로 규정하였다.

### 38선 이북에 대한 소련의 수탈과 김일성의 협조
1945년 일본의 항복 뒤 소련군은 38선 이북에 진주하였는데, 소련의 정책을 지지하는 입장이었던 김일성은 소련군의 비행에 대해 방관하는 입장을 고수했다. 실제로, 소련군은 북한 여성에 대한 유린, 상인들에 대한 수탈을 수차례 자행했으며, 이는 조선민주주의인민공화국 인민들이 자발적으로 양호단과 같은 자위 단체를 구성하는 계기가 되었다. 또한, 소련군은 일본과 치른 전쟁에 대한 배상의 일환으로, 수력 발전소 시설, 공장시설, 쌀 농사의 1/4를 공출하는 등 심각한 경제 수탈을 저질렀으며, 이에 대한 결과로 38선 이북에서 수만명의 실향민이 월남하기도 하였다. 김일성이 소련군의 불합리한 처사에 대해 적극적으로 대응하였다는 기록은 보이지 않는다.

### 남북협상 주도

1948년 4월 방북 직전 38선에서의 김구와 일행

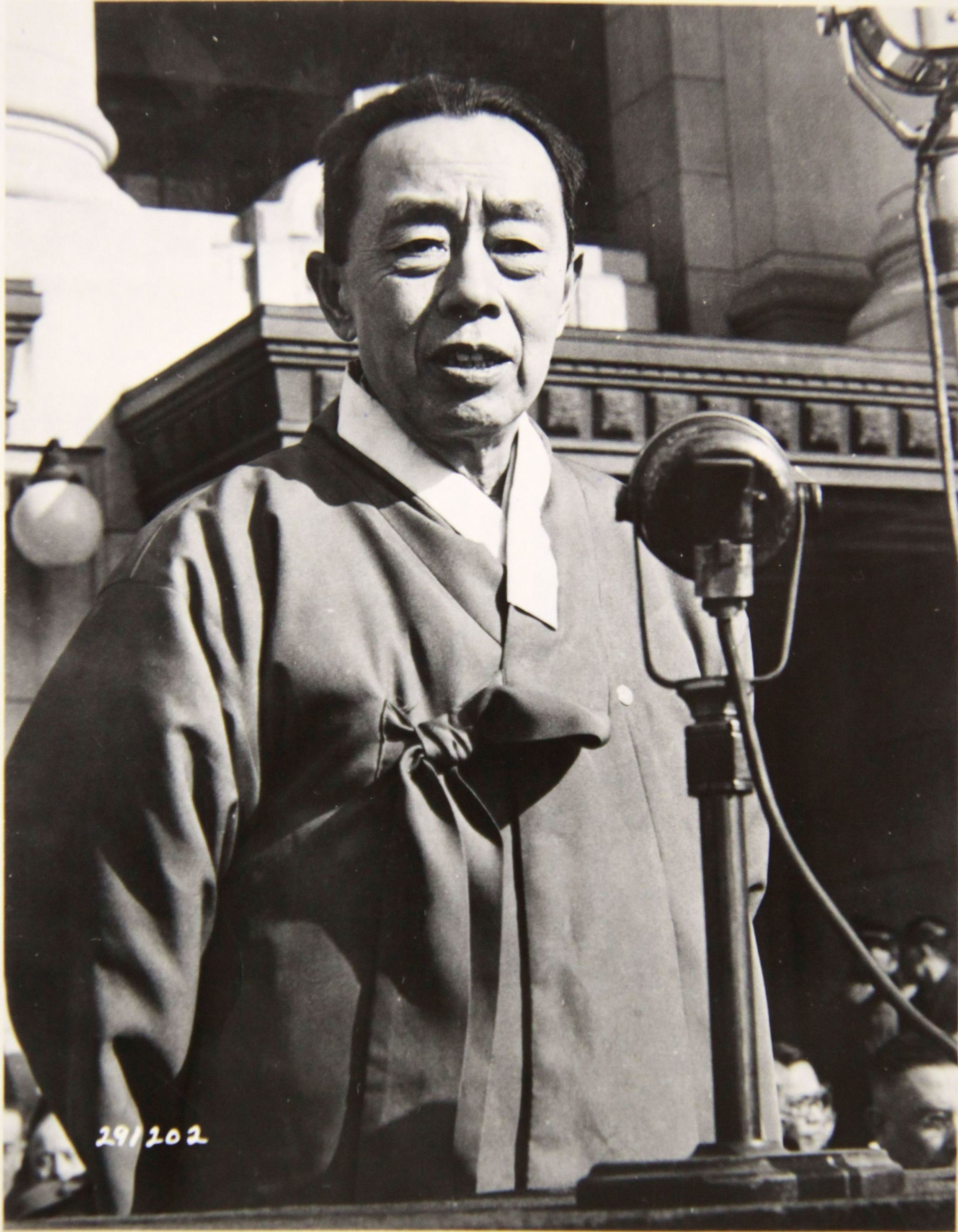
김규식

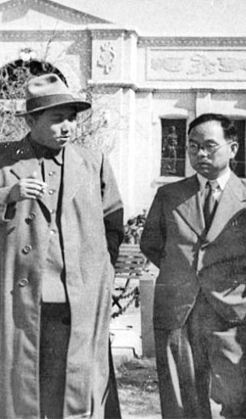
박헌영과 이야기하고 있는 김일성

1948년 1월 김구, 김규식은 남북협상을 제의하였고, 김일성은 이를 수락했다. 1948년 2월 김일성은 조선인민혁명군을 정규군인 조선인민군으로 발전시켰다. 1948년 2월 8일 조선인민군 창설에 참여하고 총사령관은 최용건을 추대했지만 실질적인 최고 통수권자는 김일성이었다.
1948년 7월 10일 평양 중앙광장에서 국기를 태극기에서 인공기로 교체하는 교체식에 참석하였다.
4월 김구, 김규식은 수행원들을 동반하고 38선을 넘어 평양에 방문하였다. 최고지도자연석회의를 주관하고 김두봉과 함께 김구, 김규식과 4김회담을 하였다. 김규식은 회의에 불참하려고 5개 조항의 조건을 제시했지만 김일성은 이를 모두 수락한다고 즉시 답변을 보냈다. 5월 김구와 김규식은 38선을 넘어 남으로 내려갔다. 김구, 김규식 등을 만나, 평양직할시 쑥섬(강나도)에서 남북연석회의를 열었고 4김회담을 주도하였다. 그러나 서로의 주장이 상이하여 결국 회의는 해결책을 찾지 못한 채 중단되었다.
김일성이 김구, 김규식에게 남한에서 먼저 정부를 수립하더라도 정부 수립은 하지 않겠음을 다짐했다는 설도 있다. 그러나 48년 2월 이미 인민군을 창건하여 사실상 정부수립 의사를 굳힌 뒤였다. 이후 1948년 9월 황해남도 해주에서 김구, 김규식에게 2차 남북협상과 최고지도자회의를 제안하였으나 거절당하였다. 이후 박헌영, 홍명희 등과 별도로 2차 최고지도자회의를 개최했다.
1994년에 소련군정의 군사정치위원이었던 니콜라이 레베데프 (Nikolai Lebedev, 1901 – 1992) 소장이 남긴 "레베데프 비망록"이 공개되면서 1948년의 남북정치협상은 스티코프와 레베데프등 소련군정 핵심인사들이 주도한 치밀한 정치공작에 따른 것으로 밝혀졌다.
연석회의에 참석한 남측 인사 226명 중 홍명희등 70여 명이 서울로 귀환하지 않고 평양에 잔류했다는 사실은 연석회의 참석자의 약 3분의 1이 순수한 목적이 아니라 북한의 의도를 대변하여 남북협상을 주장한 자들이었음을 시사한다. 방북한 김구와 김규식은 결과적으로 그들에게 이용당한 것이다.

## 조선민주주의인민공화국 수립

### 인민공화국 내각 총리 시절

#### 사회주의 정부 수립

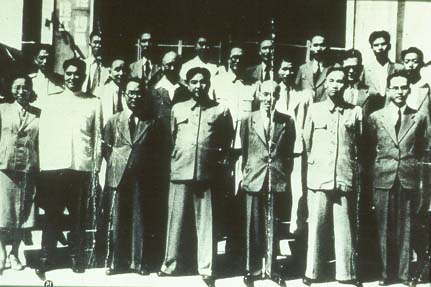
1948년 9월. 조선민주주의인민공화국 초대 내각, 김일성 (맨 앞줄 가운데), 좌우로 최용건, 박헌영과 홍명희가 서 있고, 뒷줄 오른쪽 두 번째에는 김원봉이 서 있다.

김일성은 1948년 9월 9일 조선민주주의인민공화국이 수립되면서 내각 수상에 선출되었고, 부수상 박헌영 등으로 내각을 구성하였다. 국가강령인 '조선민주주의인민공화국강령'을 발표한다. 이 강령의 내용은 남녀평등과 선거권 실시, 무상교육제도 실시와 무상의료제도 실시, 친일파·지주 청산과 토지개혁 실시, 자원의 공동 생산과 공동 소유를 주장하고 있다.
1949년 3월 박헌영과 소련을 방문, 소련 최고인민회의를 참관하고 돌아왔다. 3월 5일, 스탈린과 회담하여, 김일성은 대한민국에 대한 무력침공과 무력통일에 관해 소련 지도부의 의견을 문의하였다. 스탈린은 조선인민군이 대한민국 군사력에 대해 절대적인 우위를 확보하지 못하는 한 공격해서는 안된다고 답변하고 대한민국에 미군이 아직 주둔하고 있음(소련군은 1948년 12월 조선민주주의인민공화국에서 철수)과 미-소간 38선 분할에 관한 합의를 상기시켰다. 또한 스탈린은 조선민주주의인민공화국의 대한민국에 대한 공세적 군사활동은 대한민국의 북진 침략을 물리치는 경우에만 이루어질 수 있다고 강조하였다. 1949년 남북 조선로동당을 합당하여 조선로동당을 결성하여 당 중앙위원회 위원장이 되었다. 1949년 6월 30일 조선로동당 중앙위원회들의 합동전원회의를 소집하고, 회의에서 조선로동당 위원장으로 선거되었다. 8월 12일, 스티코프 북조선 주재 소련대사를 면담한 김일성과 박헌영은 대한민국이 조국통일민주주의전선의 평화적 통일안을 거부하고 있으므로 북조선은 대남공격을 준비할 수밖에 없으며 그렇게 되면 대한민국에서는 이승만 정권에 대한 대규모 민중봉기가 분명히 뒤따를 것이라고 언급했다. 김일성과 박헌영은 만약 대남공격을 하지 않는다면 인민들은 이를 이해하지 못할 것이라고 강조했다. 그들은, 이승만 대통령이 많은 친북 ‘민족인사’들을 투옥시켰지만 북조선은 아직도 대한민국에서의 봉기를 조직할 능력을 갖추고 있다고 생각했다.

#### 공화국 정부 수립시 친일파 등용 논란
김일성은 조선민주주의인민공화국 정부 수립 과정에서 친일파를 강력하게 숙청하였음을 공언하였다. 해방 직후 대한민국에서보다 조선민주주의인민공화국에서 친일파 청산이 더 잘 이루어진 것은 아니다. 조선민주주의인민공화국 정권에서 기용한 친일인사로는 그의 동생 김영주가 관동군에서 통역으로 복무하였고, 장헌근 사법부장은 일제 중추원 참의, 강량욱 인민위원회 상임위원장은 일제하 도의원, 남로당 2인자 리승엽은 친일단체 대화숙 출신, 정국은 문화선전성 부부상은 일제의 밀정, 김정제 민족보위성 부상은 일제 시대 관료, 조일명 문화선전성 부상의 친일단체 대화숙 출신 경력 등을 친일인사로 지적하였다.
하지만 이러한 친일 논란 인사들에 대한 지위가 너무나 보잘것없고, 그 친일 행적중 대화숙의 경우에는 변절자도 포함되었지만, 반일 명단을 분류해놓은 상태이기도 하기 때문에 명확한 친일이라고 행하기도 힘든것도 사실이다. 더군다나 글의 근거가 정말 신빙성이 없는 조갑제만의 뜬금없는 글에서 링크 된것이기 때문에 이 친일파 등용 논란은 여전히 오리무중이다. 이 부분에 대해 동아일보 [주성하] 기자는 지나친 논리적 비약이라고 반론을 제기했다.

북한은 오늘날에도 최고 권력자의 말 한 마디로 고위 관료에 대한 공개 총살이 일상적으로 진행되는 나라로 혼란기였던 해방 당시에 정상적인 입법과 법집행으로 친일청산이 이루어졌다고 믿는 것은 지나치게 순진한 생각이다. 김일성은 소련군 무력을 등에 업고 공식적인 정부 수립이전 1945년 해방 직후부터 최고 권력자 행세를 하며 정치적 필요에 의해 여러 세력들을 자의적으로 처단하면서 친일 청산이란 명분을 가져다 붙였을 뿐이다. 반면에 남한은 1948년 정부수립 이후에야 친일청산 문제를 다룰 수 있었지만, 행위 자체가 국가가 생기기도 이전에 발생한 것으로 소급입법으로 처벌한다는 것이 법적으로도 논란이 될 수 밖에 없었다. 반민특위 법안이 국회에 통과되자 법무장관이 대통령에게 위헌을 문제삼아 거부권 행사를 요청하기도 했지만, 대통령이 법안에 서명하여 미흡하나마 정상적인 입법과 수사 및 재판을 거쳐 다소간의 청산이 이루어졌다.
북한이 자랑하는 철저한 친일청산의 내막은 전혀 다르다.
북한을 대표하는 작가 양성기관인 김형직사범대 출신으로 1999년 월남한 탈북 작가 최진이는 북한의 친일청산에 관해 다음과 같이 증언하고 있다.
“일제잔재 청산이라는 해방이후 전 국민의 숙원인 이 주제를 어떻게 다루어 내는가 하는 문제는 정치가로서의 승패가 달린 관건적 안건이 아닐 수 없었다. 당시 떠오르던 많은 정치인사들 중 누구보다 정치 감각이 탁월했던 김일성은 이를 자기 권력기반 형성에 완벽하게 이용하였다. 그 대표적 방법이 인구 70 % 이상이 농업에 종사하는 농업사회에서 일제시기 땅마지기나 가지고 있던 자들을 우선 처벌하는 일이었다. 3천 평 이상 소유한 자는 지주, 천오백 평부터는 부농으로 규정하고, 그들의 땅을 무상 몰수하는 것과 동시에 본인들은 전부 타고장으로 이주시켰다. 이들의 개인적 사정을 알 바 없는 낯선 고장 사람들은 국가가 ‘친일주구’ ‘역적’이란 딱지를 붙여놓은 추방자들을 심판하기가 어렵지 않았다. ((…)) 심판대에 오른 사람들은 피비린내를 맡기 전에는 직성이 풀리지 않는 군중 히스테리의 제물로 고스란히 바쳐졌다. 군중의 열기가 고조되면 될수록 김일성의 정치적 카리스마는 급상승하였다. 김일성은 북한인들을 ‘적대계급’ 증오사상으로 자극시킬 때 그것이 가져올 반사작용의 효과를 알았다. 농민들에게 땅을 무상으로 분배해 준 자신에 대한 숭배열이었다. 김일성이 무상 분배한 땅은 ‘국가’의 이름하에 곧 압수될 정치 미끼일 뿐이었다. 농민들은 얼마안가 나라에 땅을 몰수당하고 ‘사회주의’의 미명하에 지주의 머슴에서 수령의 노예로 신분이동을 하였다.”
북한의 철저한 친일청산이란 소비에트(soviet)화를 합리화시키고 나아가서 북한을 공산주의 체제로 재편하기 위한 수단의 일환으로 이루어진 가혹한 전체주의 공산혁명에 다름 아니었다.

북한 전문가인 브라이언 마이어스 부산 동서대 교수는 독일의 튀빙겐 대학에서 북한문학 연구로 박사학위를 받았고, 김일성 치하의 문화에 대한 개척적인 연구라 할 만한 『한설야와 북한문학(Han Sorya and North Korean Literature)』을 출간한 바 있는데, 북한의 친일 청산 문제에 대해 다음과 같이 말한다.
북한에 친일파가 없었다고 남한 좌파와 미국의 역사가 브루스 커밍스(Bruce Cumings)가 주장하는 바와 달리, 해방 후 평양으로 이주한 거의 모든 지식인들은 어느 정도까지는 일제와 협력한 사람들이었다. 소설가 김사량(金史良, 1914~1950)처럼 특히 적극적으로 협력했던 몇몇 인물들은 사실상 서울에서 쫓겨났고, 북쪽은 그런 협력자들을 열렬히 환영했다. 1981년에 북한에서 발행된 한 역사책에 “위대한 수령 김일성 동지께서는 지난 날 공부나 좀 하고 일제기관에 복무하였다고 하여 오랜 인테리들을 의심하거나 멀리하는 그릇된 경향을 비판 폭로하시면서 오랜 인테리들의 혁명성과 애국적 열의를 굳게 믿으시고 그들을 새조국 건설의 보람찬 길에 세워 주시었다”라는 부분이 나온다. (김일성 형제도 중국에서 일본군의 통역관 노릇을 했다는 사실을 간과해서는 안 된다.)
“북한은 이념적으로 공산주의 중국이나 동유럽보다는 제2차 세계대전 당시 미국의 적대국이었던 독일과 일본에 더 가깝다. 북한 정권은 그동안 남한의 이승만 정권을 가리켜 친일파를 숙청하지 않은 친일정권이라고 주장해 왔다. 하지만 김일성 치하의 북한문화를 연구하면서 확인했다. 김일성은 친일파를 숙청하지 않았다. 오히려 김일성은 이승만 정권보다 친일 인텔리를 환영했고 그들에게 관대했다. 김일성은 친일 인텔리에게 정부의 고위직을 주고 그들로 하여금 우상화작업을 하게 했다. 일제가 해왔던 것처럼 히로히토와 같은 우상화 작업을 해나갔다. 일본 제국주의가 우상화에 동원한 수사(修辭)를 그대로 빌려왔다.”

북한은 친일파 정도가 아니라 아예 일본인 기술자들을 산업 시설 가동을 위해 귀국도 못하게 막고 고임금을 주면서 고용하였다. 오원철은 북한 당국이 일본인 기술자들에게 어떤 상황에서도 생명과 재산을 보장한다는 신분증을 발부하고, 생필품과 주택을 포함해 최고 대우를 해주었다고 증언하고 있다.
 이렇듯, 북한에서는 ‘친일파’ 전문가뿐만 아니라 일본인 기술자들도 활용하였다. 해방 후 북한은 거대한 공장을 자체적으로 가동하기에는 기술이 부족하다는 것을 알고, 일본인 기술자들의 귀국마저 중지시키고 강제로 일을 하게 했다. 그리고 북한 기술자들로 하여금 기술 이전을 받도록 조치했다.
“이로 인해 북한에 남게 된 일본인 기술자는 1946년 11월 868명이나 되었고 1947년에는 405명이 되었다. … 일본인 기술자에게는 월 4,500~5,000원을 지급했다.
당시 임시인민위원회 위원장(김일성)이 4,000원, 동 인민위원회 과장급이 1,500원, 일반 사무원이 800~1,000원이었던 것과 비교하면 얼마나 좋은 대우를 해 주었는가. … 흥남공장에서는 일본인 기술자 콘키치(昆吉朗)를 ‘노력영웅’으로 표창까지 했다.”

북한 정권에도 상당수 친일파가 참여한 것은 잘 알려져 있다.
남한에는 반민특위의 법절차에 따른 친일파에 대한 수사와 재판 기록이 남아 있지만, 북한은 친일파 청산을 철저히 했다는 말만 무성할 뿐 이에 대한 아무 기록도 없다. 정당한 법적 절차 없이 자의적으로 진행된 일들에 대한 기록이 있을 수 없었기 때문이다. 북한이 주장하는 철저한 친일파 청산은 무력을 동원하여 자행된 공산화 과정에서의 숱한
인권유린을 정당화 시키고 남한에 대한 정치 공세를 펼치기 위한 공허한 수사일 뿐이다.

#### 한국전쟁 직전

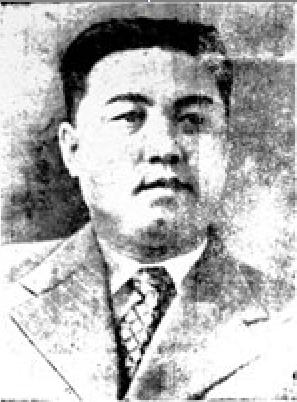
한국 전쟁 무렵

1949년 대한민국에서 미군이 철수하자 김일성은 고심 끝에 무력통일 계획을 세운다. 조선민주주의인민공화국의 남침이 시기적으로 적절하지 못하다는 소련 공산당 정치국의 지시문이 김일성에게 전달되었다.(1949년 9월 24일)
1950년 1월 17일 박헌영의 관저에서 열린 만찬에서 김일성은 조선민주주의인민공화국 주재 소련 대사 스티코프에게 남침 문제를 다시 제기하고 이를 논의하기 위하여 스탈린과의 면담을 희망한다는 의사를 피력했다. 이 대화에서 김일성은 국공 내전에서 중국 공산당이 승리한 다음에는 대한민국(남조선)을 해방시킬 차례라고 강조하고, 조선민주주의인민공화국은 기강이 세워진 우수한 군대를 보유하고 있다고 주장했다. 또 김일성은 이전에도 그러했던 것처럼 대한민국의 선제공격에 대한 반격만을 승인한 1949년 3월의 스탈린의 결정에 불만을 토로했다. 1월 30일, 스탈린이 서명한 전보를 평양으로 타전했다. 전문에서 스탈린은 김일성의 불만은 이해가 되나 '큰일'에 관해 치밀한 준비를 해야 하며 이를 실현하기 위해 지나친 모험을 해서는 안된다는 점을 이해해야 한다고 언급했다. 스탈린은 김일성을 접견해 이 문제를 논의할 준비가 돼 있으며 그를 지원할 용의가 있다고 밝혔다. 3월 20일, 김일성은 스티코프와의 면담에서 4월 초에 자신과 박헌영이 스탈린과 만나고자 한다는 것을 전해달라고 요청하였다. 김일성은 이번 방문을 46년의 방문처럼 비공식(비밀)으로 할 것을 제의하였다. 김일성은 남북한 통일의 방법, 북한 경제개발의 전망, 기타 공산당내 문제에 관해 스탈린과 협의하기를 원하였다. 4월, 모스크바에서 열린 스탈린과 김일성 간의 회담에서 스탈린은 국제환경이 유리하게 변하고 있음을 언급하고 북한이 통일과업을 개시하는 데 동의하였다. 다만, 이 문제의 최종결정은 중국과 북조선에 의해 공동으로 이루어져야 하며 만일 중국쪽의 의견이 부정적이면 새로운 협의가 이루어질 때까지 결정을 연기하기로 합의하였다.
5월 12일, 스티코프가 김일성 및 박헌영과 면담한 자리에서 김일성은 마오쩌둥과의 면담계획을 밝혔다. “소련에서 돌아온 후 이두연 주베이징대사로부터 마오쩌둥과의 면담 결과를 보고받았다. 마오는 ‘조선통일은 무력에 의해서만 가능하며 미국이 남한 같은 작은 나라 때문에 3차대전을 시작하지는 않을 것이므로 미국의 개입을 두려워할 필요가 없다’고 말했다. 마오와 면담하기 위해 5월 13일 베이징으로 출발할 것이다. 마오는 내가 대남 군사행동을 곧 시작할 생각이라면 비공식으로 만나겠다고 한다. 마오에게 북한으로 이양되는 중국군 소속의 조선인 사단을 위해 중국이 노획한 일본 및 미국무기를 제공해줄 것을 요청할 계획이다. 50년 6월께로 예정하고 있는 남침계획을 구체적으로 수립하라는 지시를 북한군 총참모장에게 시달했다. 작전이 6월에 개시될 것이나 그때까지 준비가 완료될지 자신이 없다.” 5월 13일, 김일성과 박헌영이 베이징에 도착하여 마오쩌둥과 면담하고 스탈린이 모스크바 회담 때 ‘현 국제환경은 과거와는 다르므로 북한이 행동을 개시할 수 있으나 최종결정은 마오쩌둥과의 협의를 통해 이뤄야한다’고 했음을 설명했다. 5월 14일 스탈린은 마오쩌둥에게 보낸 특별전문에서 “국제정세의 변화에 따라 통일에 착수하자는 조선사람들의 제청에 동의한다. 그러나 이는 중국과 조선이 공동으로 결정해야 할 문제이고 중국동지들이 동의하지 않을 경우에는 다시 검토할 때까지 연기되어야 한다.”고 했다. 5월 15일, 모스크바의 메시지를 받은 뒤 마오는 김일성 · 박헌영과 구체적으로 의견을 교환하였다. 김일성은 북조선이 ‘군사력 증강-평화통일 대남제의-대한민국쪽의 평화통일 제의 거부 뒤 전투행위 개시’의 3단계 계획을 세웠다고 언급했다. 마오가 이 계획에 찬성을 표명하고 일본군의 개입 가능성을 물은 데 대해 김일성은 일본군이 참전할 가능성은 별로 없는 것으로 보나 미국이 2만~3만명의 일본군을 파견할 가능성을 전혀 배제할 수는 없다고 답변했다. 그러나 일본군의 참전이 상황을 결정적으로 변화시키지는 못할 것이라고 말했다. 마오는 만일 미군이 참전한다면 중국은 병력을 파견해 북한을 돕겠다고 했다. 소련은 미국쪽과 38선 분할에 관한 합의가 있기 때문에 전투행위에 참가하기가 불편하지만 중국은 이런 의무가 없으므로 북한을 도와줄 수 있다고 했다. 북한이 현 시점에서 작전 개시를 결정함으로써 이 작전이 양국간 공동의 과제가 되었으므로 이에 동의하고 필요한 협력을 제공하겠다고 했다. 5월 29일, 김일성은 스티코프에게 4월 모스크바 회담시 합의된 무기와 기술이 이미 대부분 북조선에 도착했음을 통보하였다. 이 통보에서, 또한, 김일성은 새로 창설된 사단들이 6월말까지 준비 완료될 것이라고 말했다. 김일성의 지시에 따라 북한군 참모장이 바실리예프 장군과 함께 마련한 남침공격 계획을 북한지도부가 승인하였고, 군조직 문제는 6월 1일까지 끝내기로 했다. 북조선 군은 6월까지 완전한 전투준비 태세를 갖추게 된다는 것이었다. 김일성은 6월말 이후는 북한군의 전투준비에 관한 정보가 남쪽에 입수될 수 있으며 7월에는 장마가 시작된다는 점을 지적했다. 6월 8~10일께 집결지역으로의 병력이동을 시작할 것이이라고 보고되었으며, 김일성과 면담 뒤 스티코프는 바실리예프 장군 및 포스트니코프 장군과 의견을 교환했다. 그들은 7월에 공격을 시작하는 것이 가장 시의적절하나 일기관계로 6월로 변경할 수 밖에 없다고 말했다. 이와 같이, 김일성은 스탈린을 상대로 끈질기게 남침을 허락해달라고 48회나 요구했고 스탈린은 시기적으로 맞지 않다는 이유로 계속 거절했다. 스탈린은 48번씩이나 거절했음에도 불구하고 끈질기게 요구하는 김일성의 고집을 꺾을 수 없다고 판단하여 결국 남침을 허락하고 만다. 이 때 스탈린은 김일성을 북한의 통제관으로 옹립한 것을 후회했다.
1950년 3월에는 박헌영 당시 조선공산당 총비서와 허가이 조선노동당 책임비서와 함께 소련으로 물자 원조와 무기 공급을 요청하기 위해 방문했으며, 스탈린의 지원을 받아 남침을 감행했다. 전쟁 발발에서 김일성의 주동적인 책임은 고르바초프의 방한을 계기로 공개된 구 소련의 외교문서를 통해 증명되었으며, 국제학계의 정설로 인정되고 있다. 1950년 6월부터 1953년 7월까지 3년 동안의 한국 전쟁 시기 교전 일방인 조선인민군의 최고사령관으로서 전쟁을 이끌었다.

#### 한국 전쟁 발발
1950년 6월 25일 일요일 새벽4시 당시에는 38선 이북에 있는 조선민주주의인민공화국이 대한민국을 갑자기 공격하면서 한국전쟁이 발발했다. 한국 전쟁 3일만에 조선인민군은 대한민국의 수도 서울을 점령했다. 6월말에 김일성은 서울에 입성했고 시민들은 그를 맞이하였다. 김일성은 박헌영의 최측근이자 남로당원인 리승엽을 서울시 임시인민위원회 위원장으로 임명했다가 곧 서울시 인민위원회 위원장으로 임명하고 서울시장직을 겸하게 했다.
조선인민군은 전쟁 1개월 만에 대한민국의 경기도, 강원도와 충청북도를 점령한 뒤, 대구근처 낙동강 인근까지 점령했다. 그러나 한국군과 유엔군의 인천 상륙작전이 성공하며 북상을 시작하자 인민군은 지속적으로 패배하였고 결국 철수하게 된다.

1950년 9월 조선인민군 총참모장 강건의 장례식장에서 (왼쪽 뒷편이 김일성, 오른쪽 앞은 최용건)

1950년 9월, 조선 인민군이 패주하고 북쪽으로 밀려나자 김일성과 박헌영은 각각 조선인민군 최고사령관과 조선인민군총정치국장의 명의로 인민군에게 현지사수를 명령하였으나, 인민군의 패주는 계속되었다. 인민군의 사기가 저하되면서 인민군의 패주와 탈영은 계속되었다. 1950년 11월 강건이 전쟁 중 전사하자 김일성은 박헌영 등과 직접 강건의 장례식을 주관하고 시신을 운구하였다.
한국 전쟁 중에도 전쟁에서 후퇴할 때 전쟁의 운용을 놓고 박헌영과 갈등하였다. 10월 8일 전쟁에서 후퇴할 때 '산으로 들어가 유격작전을 하자.'는 김일성의 주장에 박헌영은 철수론을 주장하며 반대하며 다투는 모습이 중국 대사가 모란봉의 지하 집무실에 방문했을 때에도 목격되었다고 한다.

#### 전쟁 시 김일성의 결단과 소련의 지원

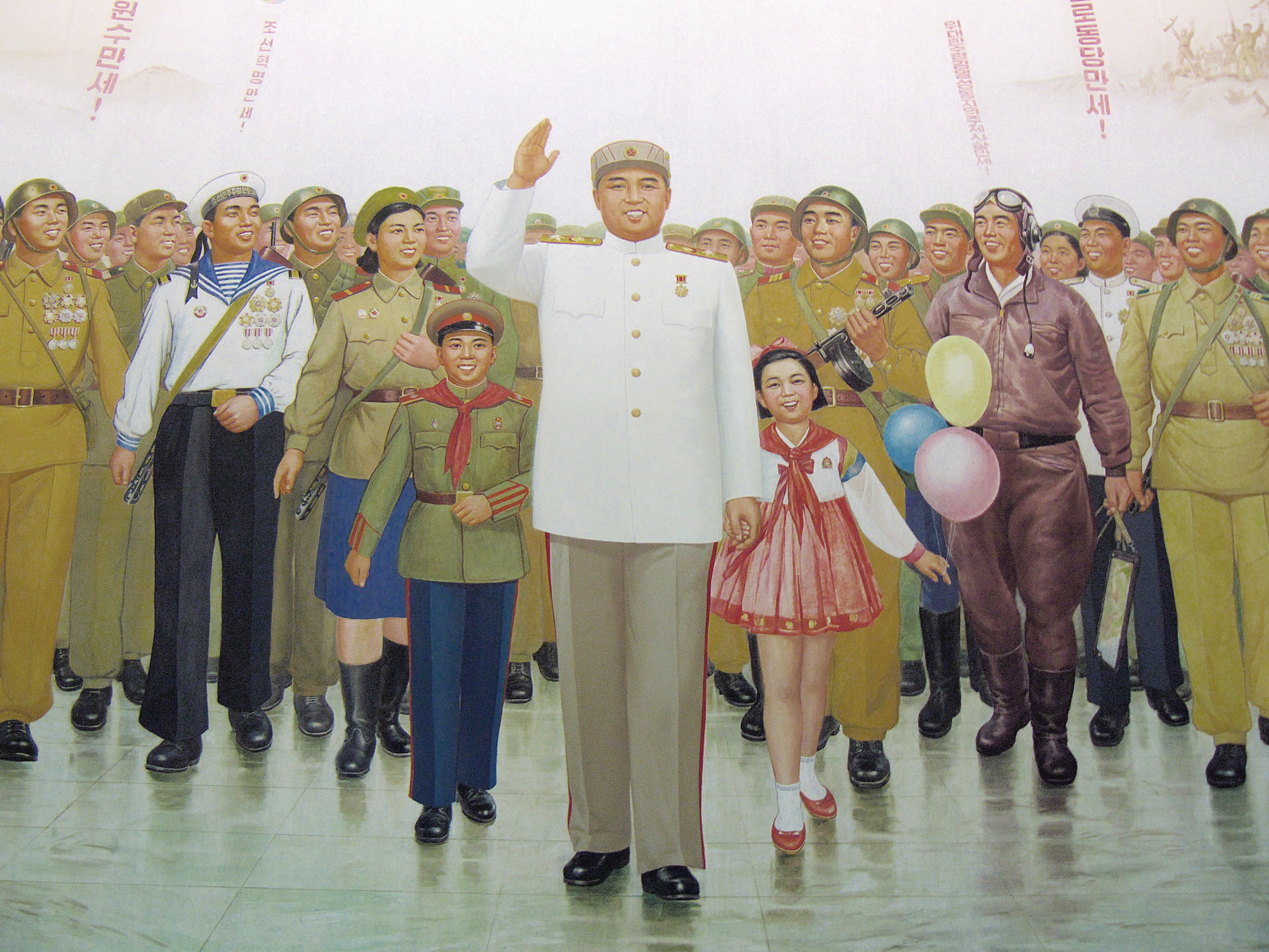
한국 전쟁 기념화

소비에트 연방 붕괴 이후 공개된 문서와, 흐루쇼프 전 소련 서기장의 증언에 따르면, 소련은 직접적인 대규모의 군사 지원은 보류하기로 하였고, 그 대신 공군 조종사와 교관 등 비교적 간접적인 지원을 하게 되었다.(스탈린은 48회에 이르는 김일성의 요구를 꺾을 수 없어 허락한 것으로 보임) 결정적인 군사 지원은 마오쩌둥이 하게 되었고, 이 약조는 한국전쟁 당시 중국 인민해방군의 공세로 나타나게 되었다. 소비에트 연방, 중화인민공화국의 직간접적 지원을 약속받은 김일성은 빠른 시간 내에 전쟁을 끝낼 수 있을거라 판단, 6월 25일 새벽 대한민국을 공격했지만, 미군과 UN군의 참전으로 계획은 물거품이 되었다. 1950년 10월 12일에 평양에서 철수하면서 한국군과 유엔군은 평양을 점령했다. 김일성은 덕천을 거쳐, 임시수도인 강계까지 밀리는 일이 생겼으나, 중공군의 원조에 힘입어 12월 6일에 평양을 탈환했다. 

### 전전 정적 숙청 작업

이정 박헌영 (부총리 겸 외무성상인 그는 김일성의 최대의 경쟁자들 중의 한사람이었다.)

한국 전쟁을 통한 과업성취 실패로 김일성은 궁지에 몰렸으며, 전쟁에 실패한 책임을 부총리인 박헌영에게 전가시켰다. 이후 김일성은 한국 전쟁의 책임을 정적들에게 돌림으로써 조선민주주의인민공화국 내에서 자신의 확고한 권력을 구축할 수 있었다. 전쟁 이전인 1945년부터 신탁통치를 반대하고 북한 체제 협력을 거부하던 민족주의자 조만식을 평양시 고려호텔에 감금한 뒤 1950년 10월 처형하였고 1952년 연안파인 김무정은 병사했고, 1953년 같은 소련파의 라이벌이던 허가이는 자살했다. 1951년에는 최고인민회의 의장인 허헌이 대동강에서 익사했는데, 그의 사망도 김일성에 의해 제거되었다는 의혹이 제기되기도 하였다.

### 전후 복구 시기와 전후 정적 숙청 작업

약산 김원봉 (최고인민회의 상임부위원장이자 노동상, 검열상인 그 역시 김일성의 최대의 경쟁자들 중의 한사람이었다.)

1953년 2월 8일 인민군 창건 5주년에 김일성은 공화국 최초의 조선인민군 원수가 되어 칭호는 '김일성 장군'에서 '김일성 원수'로 불리게 되었고, 1953년 7월 28일 공화국 영웅 칭호와 국기훈장 제일급을 수여받았다. 그때부터 박헌영의 남로당파, 김두봉의 연안파, 허가이의 소련파를 제거하여 정권을 안정시켰다. 1958년 3월에 열린 전국청년공산주의건설자대회에 참관, 청년들은 자기 손으로 밝은 새 시대, 새로운 공산주의시대를 개척해야 한다고 하며 모든 청년들이 자기의 열정과 지혜와 능력을 공산주의건설에 바칠것을 주장하였다.
1958년 11월 약산 김원봉을 차례로 숙청, 살해하였다. 1953년부터는 박헌영의 구 남조선로동당 계열에게 한국 전쟁 패전 누명과 미국 간첩들과 교신했다는 죄목으로 임화·이강국 등을 살해하고 남로당계를 체포, 심문, 고문하였으며 1955년 3월 박헌영을 체포, 반당 종파 행위 등의 죄목으로 외무상과 부총리 등 공직에서 해임시킨 뒤 수감, 1955년에서 1956년사이에 처형하였다.
박헌영과 남로당 계열의 숙청의 발판을 마련한 조선로동당 제5차 전원회의를 계기로 조선민주주의인민공화국 내 모든 정치세력이 공식적으로 김일성을 수령으로 부르게 되었다. 이종석은 '결국 전쟁이라는 극단적인 비상 상황 속에서 1인 권력 집중이 가속화되면서 당내에서 김일성에 대한 수령 호칭이 일반화된 것으로 보인다.'고 추정했다. 그러나 김일성의 권력 기반이 강화된 것은 아니었으며, 소비에트 연방과 중화인민공화국은 김일성을 견제, 감시했다. 마오쩌둥의 지원을 받는 친중파와 그외 친소파 그룹, 스탈린 사후 스탈린에 비판적이었던 소련의 김일성에 대한 지지를 거부하거나 소극적으로 하면서 김일성과 다른 정파 사이에 긴장감과 견제가 지속되었다.

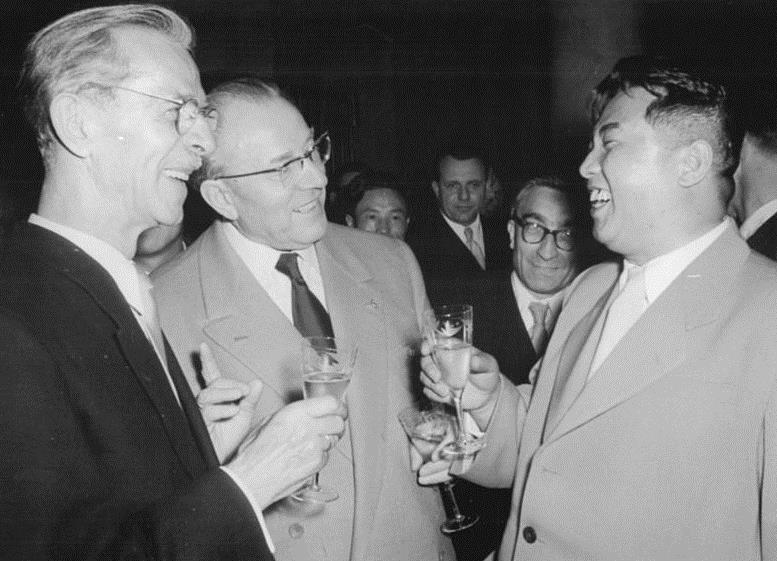
1956년 북한을 방문한 동독 외교관들과의 만찬석상에서

한편 전후 김일성을 향한 '경애하는 수령'이라는 호칭은 더욱 일반화되어 조선인민군이나 조선로동당을 넘어서 다른 정당, 종교 단체에 이르기까기 조선민주주의인민공화국 내에서 전 사회적으로 통용되었다. 이와 함께 김일성의 혁명 활동에 대한 강연회가 개최되는 등 그에 대한 개인 숭배 현상도 계속되었다.

### 주체사상 확립
1953년 한국 전쟁 휴전 이후 연안파는 전쟁 책임론을 주장하며 비판적인 시각을 가졌다. 김일성은 남로당 계열을 숙청한 뒤 연안파와 소련파에 대한 숙청을 감행, 1955년 이후 연안파에 대한 숙청은 서서히 진행되어 1956년 주영하, 내무성 부상 이필규 등이 처형되었고, 문화선전부 부상 정률(정상진) 등은 소련으로 망명하였다. 한편 중국계였던 최창익은 김일성을 공개적으로 비난하였는데, 이를 8월 종파사건이라 한다. 김일성이 소련을 방문할 무렵인 8월 30일에 열린 노동당 중앙위 8월 전원회의에서 연안파 최창익과 소련파 박창옥 등이 김일성의 독재화를 주장하며 김일성을 정면으로 비판하면서 발생한 사건이다. 귀국후 김일성은 1957년 최창익을 반당종파행위로 숙청하였고 김일성의 권력집중화와 일당독재를 비판하던 연안파의 거두 김두봉은 1964년 숙청당했다.
김정일 후계구도와 관련하여 1967년 박금철, 이효순 등 빨치산 계열의 갑산파마저 숙청하여, 김일성 권력에 도전할만한 세력은 더 이상 남아있지 않게 되었다.

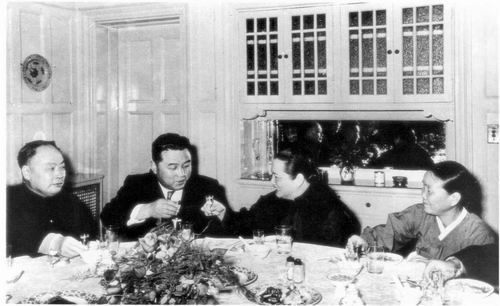
1958년 당시 중국을 방문, 송경령과 오찬중인 김일성

1958년 1월 중화인민공화국을 방문하여 송경령 등과 면담하였다.
1960년대 초반부터 주체사상을 국가이념으로 정착시키며 중화인민공화국·소련에 대한 자주노선을 선언하였다. 한국 전쟁으로 대규모의 산업 시설과 교통 시설, 그리고 복지 시설이 모두 파괴되자 산업 시설들을 복원하기 위해 전후복구사업인 천리마운동을 1957년에 처음으로 실시했으며, 항운교통의 중심인 남포항을 현대적인 시설들을 갖추고, 통제경제를 받아들였다. 그는 제2세계 간 외교에서 크게 벗어나서 제1세계와 제3세계 국가 간의 폭넓은 외교활동을 실시하였으며, 국민들의 계몽을 통한 문맹퇴치운동을 실시, 평양직할시를 공식적인 수도로 지정할 것(실제 지정은 1972년이다. →평양직할시 연혁)을 결정하였다.
1966년 10월 조선로동당 당중앙위원회 제4기 14차전원회의에서 조선로동당 중앙위원회 총비서로 선출되었다.

### 천리마 운동
1960년 이후 연안파 일부와 국내파 일부를 제외한 정적을 최종적으로 정리한 김일성은 휴전 이후의 황폐화된 기간산업과 경제 성장을 고심했다. 자본주의(資本主義)의 모순을 지적, 비판하며 자본주의체제는 비인간성과 자체모순에 의해 자멸하고 결국 사회주의(社會主義)로 전환된다는 신념 하에, 인류 역사는 물질과 계급에 의해 진행된다는 이념을 자신의 신념을 확립, 공산주의 체재를 구축하였다. 또한 전후복구 뒤 경제살리기의 목적으로 천리마 운동을 실시하였다. 본래 1956년의 김일성의 당 중앙위원회 전원회의에서 시작된 것으로 김일성의 권력강화에 반대하는 소련파, 연안파 등의 반발과 비판으로 1957년부터 시작될 예정인 경제5개년계획을 앞두고 대내외적으로 심각한 난관에 봉착하게 되었다. 그러나 반대파를 숙청한 뒤 자본·물자·기술 등이 부족한 정국에서 내부 역량과 인민의 자발적 역량을 총동원해야 했다고 판단, 이를 위한 집단적 증산운동을 추진하게 되었다.
1960년 12월 전원회의 직후 김일성은 강선제강소를 방문하여 생산력 증대를 위해 인민에게 직접 자력갱생의지를 호소하면서, '천리마를 탄 기세로 달리자'는 구호를 선포하여 주민들의 생산 증대의욕을 촉구하면서 확산되었다.

### 4·19 전후대응과 통일론
1960년 조선민주주의인민공화국의 지도부는 4월 19일 '피의 화요일'에 분명히 이승만의 사퇴를 예견하였다. 4월 21일 김일성은 이승만의 후계자를 언급하며 반공연맹 의장 장택상을 그 후계자로 예상하였다. 그러나 장택상에 대한 미국의 신뢰를 의심했다. 이어 김일성은 이승만의 후계자들에 대해 전망하면서 미국이 난처한 입장에 처해 있다고 말했다. 이승만은 연령상 도저히 안되는 상태인 바, 특히 최근들어 권위를 엄청나게 훼손당하였다고 말했다.
그를 교체해야 한다. 그러나 충분한 권위와 특색을 지닌 인물이 없다. 또 다시 부통령이자 민주당 최고위원인 가톨릭신자 장면도 적합하지 않다. 그나마 권위를 누리고 있었던 조봉암 진보당 당수은 평화적 조국통일이라는 당 강령을 성급하게 공표하는 바람에 이승만의 명령으로 체포돼 지난해 처형되고 말았다. 부르조아 민주당 최고위원인 조병옥은 1960년 3월 15일 대선후보였으나 선거를 며칠 앞두고 급사했다. 현재로서는 남조선 정치지도자들 가운데 가장 두드러진 인물은 반공연맹 의장 장택상이다. 그러나 그는 친일성향을 가지고 있으며 이 때문에 미국은 그를 신뢰할 수 있는지 망설이고 있다.

한편 그는 국제부장 박용국을 시켜 주한미군만 철수되면 평화통일이 가능할 것이라며 설득을 하게 하기도 했다.
1960년 여름 연방제통일론을 발표하였으나 장면 내각에 의해 거부당하고 장면내각은 외무부를 통해 반박하였다. 5.16 군사 정변 이후 1963년 비밀리에 대한민국의 대통령 박정희에게 밀사 황태성을 보냈으나 황태성은 중앙정보부에 의해 살해되었고, 68년 두 번째 밀사로 부총리 박성철을 내려보냈다. 대한민국 대통령 박정희는 두 번째 밀사에 대한 응답으로 1971년부터 이산가족 명부확인과 이산가족 상봉이 시작되었으며, 박정희는 이후락을 평양에 파견하여 남북협상을 시도하였다. 한편, 중화인민공화국의 마오쩌둥은 베트남과 인도네시아 당대표 및 북조선의 최용건이 참석한 가운데 "아시아 지역 혁명에 대해 논의"에서 대한민국에서 무장 게릴라 봉기를 일으키라고 강요했다.(1965년 3월) 이에 대해서, 김일성은 "남조선에는 해안이 많고, 산이 벌거벗었으며, 교통이 비교적 발달해 있는 데다 미군까지 주둔하고 있다"는 이유를 들어 반대하는 대신 "시간을 들여서 대중 속에 '비공연(非公然) 조직'을 만들어 대중운동을 전개해야한다. 이러한 투쟁이 아니고서는 소모일뿐, 승리는 어렵다"는 의견이었다.

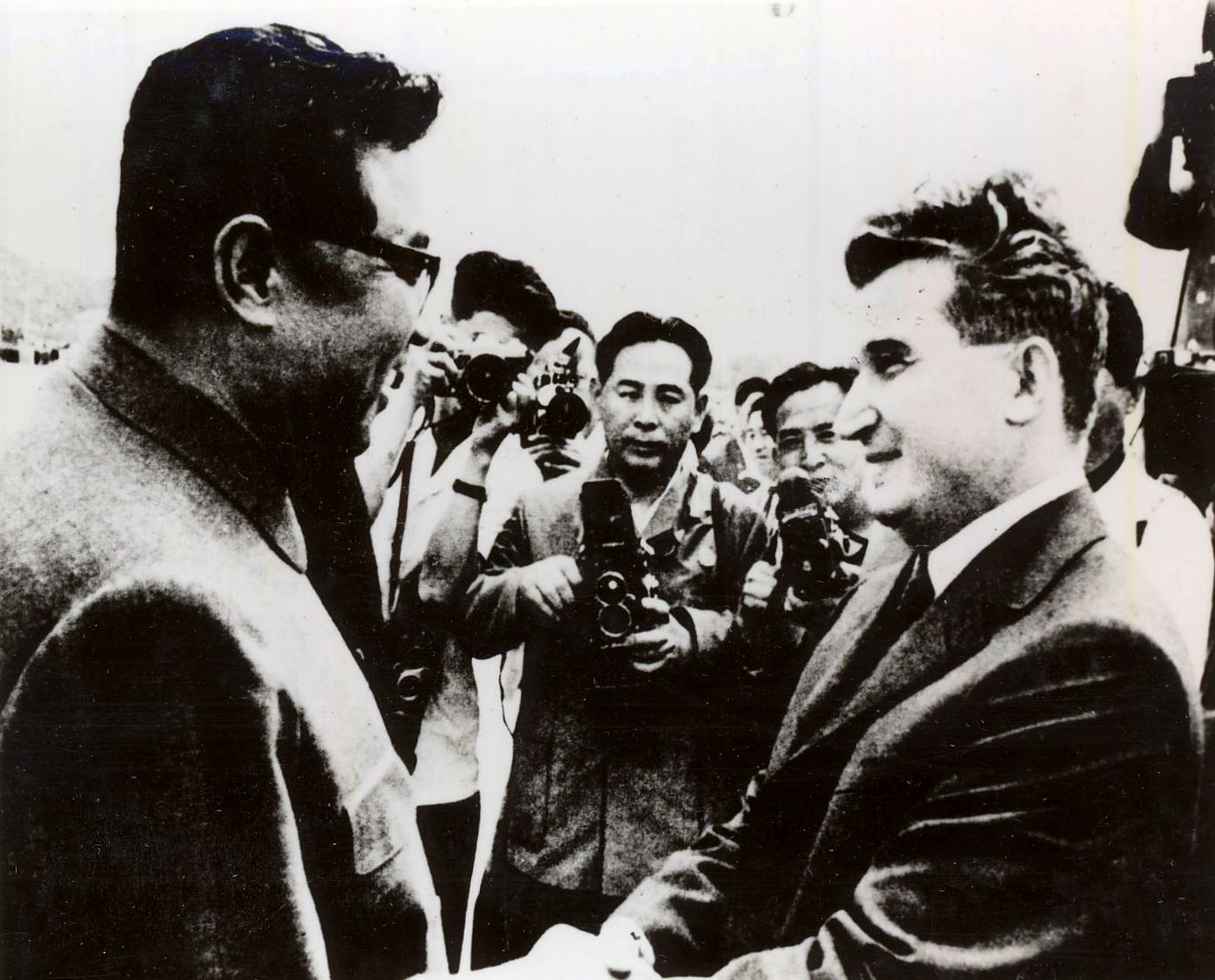
1971년 조선민주주의인민공화국을 방문한 루마니아 국가주석 차우셰스쿠를 영접하는 김일성

1968년 1월 21일 김신조 등 무장공작원을 대한민국으로 파견했다. 1·21 사태 당시 조선인민군 일부는 휴전선 근방에서 검거되었지만 일부는 서울까지 잠입하는데 성공하였다. 긴장한 박정희는 대한민국 국군의 의무복무 기간을 6개월 연장시켰고, 향토 예비군을 강화하였다.
남조선에서 미국 놈들을 몰아내야 하겠는데, 그놈들은 절대로 그냥 물러가지 않습니다. 그러니까 우리가 언젠가는 미국놈들과 다시 한 번 꼭 벌여야 한다는 각오를 가지고 전쟁 준비를 다그쳐야 합니다. 동무들은 하루빨리 핵무기와 장거리 미사일을 자체 생산할 수 있도록 적극 개발해야 합니다.

그러나 김일성은 한국 전쟁을 끝나지 않은 전쟁으로 인식하고 있었다. 1968년 11월 과학원 개발팀과의 담화 통일 실패 요인을 미국군으로 간주하고 있었다. 또한, 1968년에는 자신의 생일인 4월 15일을 북한의 최대 명절로 지정하는 등, 우상화 작업에도 본격적으로 착수를 하였다.

## 국가주석 추대 이후

### 헌법개정과 주석 취임 (1970 ~ 1972)

#### 주석 취임 초기

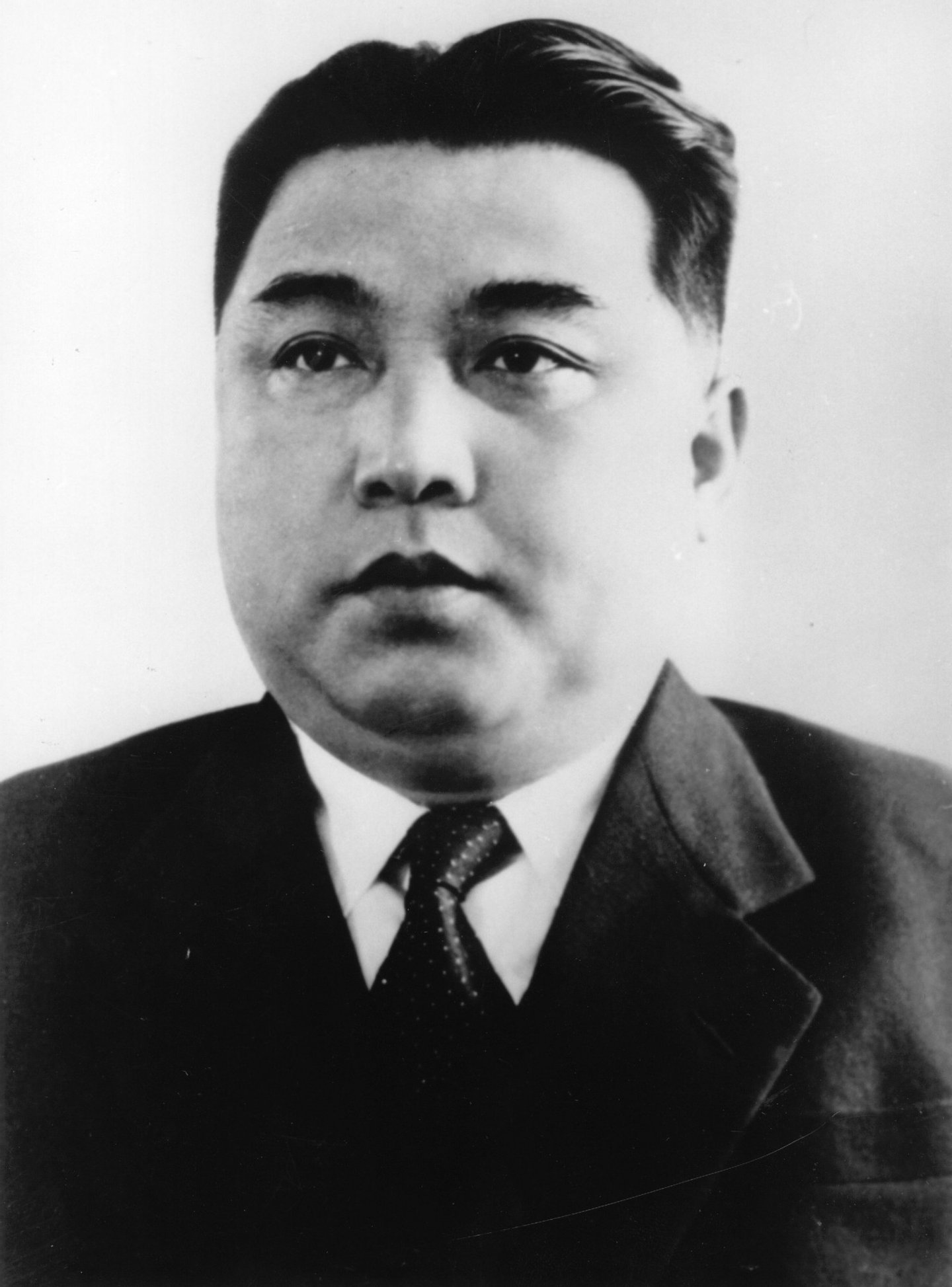
김일성의 1950년 모습.

김일성은 주체사상을 통해 자주, 자립 노선을 택하게 되었다. 1970년에 진행된 조선로동당 제5차대회에서 당 중앙위원회 총비서에 재선출되었다. 1971년 8월 6일 캄보디아의 국왕 노로돔 시아누크(Norodom Sihanouk)를 환영하는 평양 대규모 집회에서 "우리는 언제든지 집권여당인 민주공화당을 포함한 남조선의 전(全) 정당, 사회단체, 개별인사들과 만날 용의가 있다."라고 천명하였다.
1972년 5월에 자주, 평화, 민족대단결의 조국통일 3대원칙을 발표하였다. 1972년 7·4 남북 공동 성명을 발표, 성명을 통해 남북 문제를 논의하였으며, 1972년 헌법 개정으로 국가 권력 구조를 국가주석 중심 체제로 바꾼 다음 12월 최고인민회의 제5기 제1차회의에서 조선민주주의인민공화국 사회주의헌법을 채택했다.
박정희 정권 붕괴 이후에도 껄끄러운 관계 가운데 대한민국에서 수해가 발생하자 김일성은 구호물자와 쌀을 지원하기도 했다. 1984년 수해 당시에는 쌀 5만 석(약 7800t), 옷감 50만m, 시멘트 10만t의 대규모 수해 구호물자를 대한민국에 지원하였고, 전두환은 이를 수용하였다.

#### 대한민국과의 통일 교섭
닉슨 독트린에 이후 찾아온 미·소 간의 데탕트는 조선반도에도 영향을 끼쳤다. 1972년 5월 이후락은 평양의 김일성 집무실에서 한 시간 남짓 비밀회담을 갖는다. 이 자리에서 김일성은 1968년 김신조 일당의 1·21 사건과 관련, "박정희 대통령에게 대단히 미안한 사건이다. 그때 나도 몰랐다. 우리 내부의 좌경 맹동분자들이 한 짓이다. 보위부 참모장, 정찰국장 다 철직(撤織)시켰다." 고 주장했다. 또 6·25 얘기가 나오자 “과거는 과거고…. 다시는 남침 않겠다”는 취지로 말하기도 했다.
국가주석 취임 직후 평화통일론을 다시 선언하고, 박정희에게 박성철 등을 파견하였다. 그의 평화통일 제안을 전면 거부하던 이승만, 장면, 윤보선 등과는 달리 박정희가 협상 제안을 일부 수용함에 따라 매년 판문점에서 남북고위급 회담 및 이산가족 상봉을 추진하였다.
7.4 남북공동성명의 발표에 일부 지식인들은 환영하였으며, 이후 대한민국 측에서 제의한 주기적인 이산가족 상봉을 승인하기도 했다. 1972년 여름 부산과 강원도 영월에서 수해가 발생하자 김일성은 특별히 구호물자로 쌀 3만석과 약간의 옷감을 보내왔고, 박정희 정권은 이를 받았다. 그러나 박정희는 대한민국 내부의 민주화 요구, 미국의 인권 문제 제기와 미군철수론, 영국과 프랑스의 유신체제에 대한 반감, 박정희의 핵개발에 대한 외교적 마찰 등의 문제에 시달리면서 남북교섭은 별 진전을 못보고 흐지부지 되었다.

### 권력 기반 강화 (1972 ~ 1980)
1960년대 말부터 추진하던 박정희의 핵개발 추진에 자극을 받은 김일성은 군비를 증강, 본격 핵미사일 개발 사업을 추진한다. 1972년 12월 15일에 채택된 새로운 사회주의헌법에 따라 그는 국가수반인 공화국 국가주석과 국방위원회 위원장(겸임)에 취임하였다. 그와 동시에 매년 남북대화를 진행하였다.
김일성은 국가주석 취임 직후 평화통일론을 주창하고 대한민국의 대통령 박정희에게 박성철 등을 사절로 파송했지만, 다른 한편으로는 군비를 증강하고 핵미사일 개발 사업을 추진하였다. 박정희 정권 역시 주한미군 철수를 추진하려던 카터 정부가 등장하자 군비를 증강하고 자체적 핵무기 개발을 시도하였다.
1979년 10월 26일 박정희가 죽자 김일성은 조문단 파견을 계획하기도 했으나, 대한민국에서의 권력이양이 순조롭게 진행되지 않고 12.12 사태로 전두환의 신군부가 집권하자 김일성은 남조선에서 쿠데타를 일어났으니 인민무력부는 신호만 떨어지면 즉각 출동할 수 있도록 24시간 가동하라는 명령을 내렸다. 대한민국의 신군부는 이를 남침책동으로 규정했다. 당시 미국은 12.12 사태 직후 조선민주주의인민공화국의 남침 가능성을 50% 정도로 판단하고, 만일의 사태에 대비하기도 했다. 1980년 10월에 있은 당 제6차대회에서 당중앙위원회 재선되었다.

### 1980년 ~ 1988년

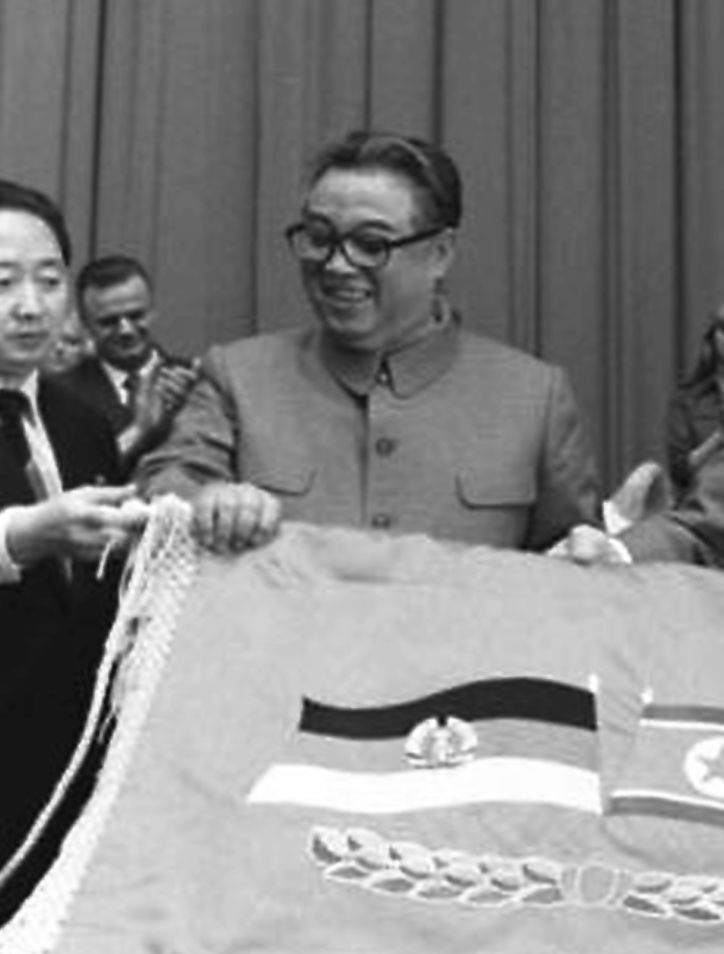
1984년 동독을 방문한 김일성

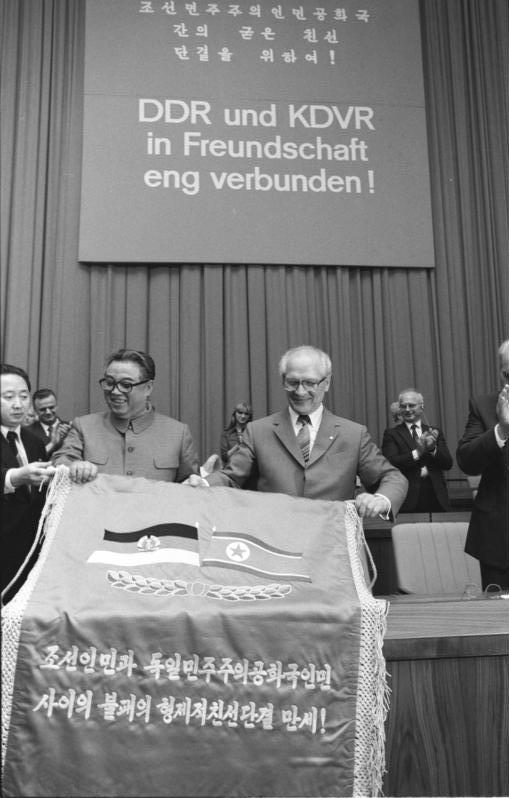
1984년 6월 1일 동독 서기장 에리히 호네커와 공개 기자회견중인 김일성

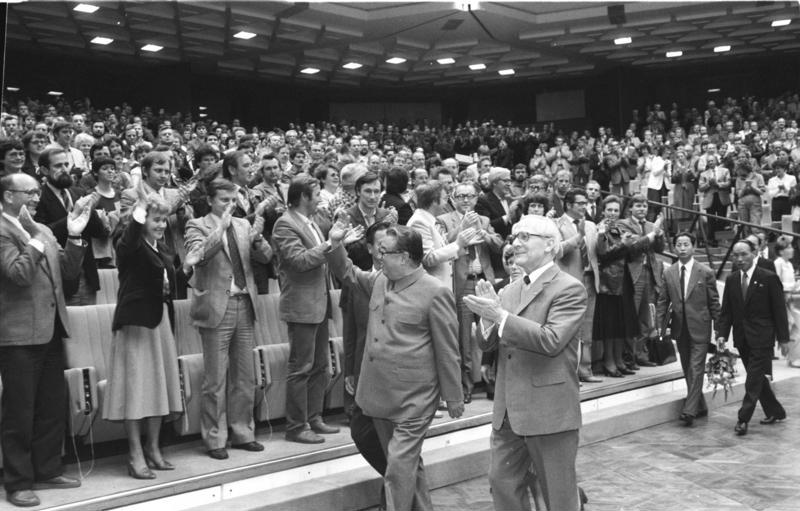
1984년 6월 1일 동독 서기장 에리히 호네커와 공개 기자회견중인 김일성

1980년 5월 동유럽 순방을 떠났으며, 유고 대통령 티토의 장례식에 참석한 뒤 루마니아를 방문하여 5월10일 차우셰스쿠와 회담을 가졌다..
1980년 이후 남북평화통일에 대한 방안 모색을 내각과 인민위원회에 지시했고, 1980년 10월 공식 성명을 통해 대한민국에 남북통일 방안으로 〈고려민주연방공화국안〉을 제안했다. 대한민국의 전두환 대통령은 집권 초기 정권 안정을 위해 1982년 북한과 ‘잠정협정’을 맺고 비정치적, 비군사적 교류부터 점진적으로 하자는 ‘민족화합민주통일방안’을 제의했다.
1984년 9월초 남쪽에 발생한 홍수로 전국에서 190여명이 생명을 잃고 재산피해도 1천 300억원이 넘는 수재가 발생하자 조선민주주의인민공화국은 9월8일 조선적십자회 이름으로 통지문을 보내 쌀 5만석(7천 200t), 천 50만ｍ, 시멘트 10만t, 의약품을 지원했다. 식량지원 이후 남북 양측은 적십자회담 본회담을 가진 데 이어 1985년에는 이산가족 고향방문 및 예술공연단의 교환방문을 실현시켰고 남북간 최초의 경제회담도 시작했다. 1985년 전두환 대통령은 김일성에 남북정상회담을 제안했고, 김일성 역시 같은해 허담 비밀특사를 서울에 특파해 전두환 대통령과의 정상회담 논의를 타진했다. 1987년에는 김대중에게 방북한 서경원 의원과 조총련 2곳을 통해서 정치 자금을 전하였다고 언급한다.
1987년 6월 6일 항쟁이 발생하자 그는 '온 민족이 남조선인민들의 통일애국투쟁을 적극 지지성원'하도록 지시하였다. 6월 항쟁으로 대한민국에서 군사 정권이 붕괴되고, 1988년 대한민국 서울특별시에서 서울 올림픽을 개최하면서 올림픽에 조선민주주의인민공화국의 참가 여부 논란이 있었지만 조선민주주의인민공화국은 참가하지 않았다.

### 남측 인사들과의 교섭 (1988 ~ 1990)
1988년 8월 대한민국의 평민당 소속 국회의원 서경원이 비밀리에 조선민주주의인민공화국을 방문, 2박 3일간 국가주석 김일성 및 부총리 허담 등과 회담하고 남하하였다. 홀로 방북해 김일성을 면담한 서경원은 대한민국 안기부로부터 간첩으로 몰리기도 했다. 대한민국에서는 박철언을 비밀리에 조선민주주의인민공화국으로 파견하였다. 박철언은 그의 회고록 ‘바른 역사를 위한 증언’에서 1988년 11월 방북 당시 김일성을 면담하지 못한 이유를 밝히고 있다. 그는 책에서 '사전에 남북 핫라인을 통해 비밀스러운 방북 사실을 북측에 알렸는데, 미국의 도청 가능성을 우려해 ‘대북 밀사’란 직접적인 말을 쓰지 못해 미스커뮤니케이션이 있었다.' 김일성 주석은 지방출장을 갔었고, 면담은 이루어지지 못하였다.
1989년 1월 1일 신년사에서 남북정치협상을 제의하며 남쪽의 각 정당 당수와 사회단체 대표, 추기경 김수환, 민중·노동운동가 백기완, 목사 문익환을 평양으로 초청했다. 3월 25일 목사 문익환이 방북, 그와 두 차례 회담을 하고 4월 10일 조국평화통일위원회와 공동성명을 발표했다. 6월 21일에는 한국외국어대학교 4학년에 재학 중이던 임수경이 일본 도쿄를 거쳐서 방북, 그와 면담하였다. 그러나 문익환과 임수경은 정부의 허가를 받지 않고 방북한 것이었기에, 당시 대한민국 대통령 노태우는 방북하였거나 협상에 참가한 문익환, 임수경 등을 체포, 구속하는 것으로 대응하였다.

### 말기

#### 국가주석 5선 (1990 ~ 1994)
김일성은 1990년 5월 24일 최고인민회의로부터 조선민주주의인민공화국 국가주석에 재선출되었고, 조선민주주의 인민공화국 국방위원회 위원장에도 재추대되었다. 동시에 최고인민회의로부터 의회의장격인 조선민주주의 인민공화국 중앙인민위원회 수위(首位)에 추대되었다. 1992년 4월 13일 인민군 대원수 칭호를 받았다. 한편 조선민주주의인민공화국의 정치인 및 소련, 중국의 정치인들로부터 회고록 집필 제의가 들어왔다. 김일성은 처음에 사양했으나 그 후 마음을 바꿔 회고록 발간을 추진한다. 회고록 편집과 외교문제에 집중하기 시작하여, 1992년에 그의 회고록 《세기와 더불어》가 출판되어 나온다.
1989년 11월 9일 베를린 장벽과 1991년 소비에트 연방의 붕괴로 김일성은 공산주의의 한계를 느끼게 되었고, 자신이 죽기 전에 대한민국과의 통일이 이루어지도록 협상 추진을 시작했다. 그와 동시에 조선민주주의인민공화국 내부에서는 공산권 국가 붕괴의 파급효과와 조선민주주의인민공화국 내 위기를 타개하려 했다.

#### 개혁 개방 정책
1980년대부터 조선민주주의인민공화국에 경제 위기가 점차오고 있었는데 이때 김일성은 경제개혁조치와 경제개방조치를 부분적으로 실행을 하기에 이르렀는데 이때 3가지의 경제개혁조치가 벌어지고 있었다.

##### 연합기업소의 전면적 도입
첫번째는 연합기업소의 도입이며 두번째는 독립채산제의 전국적 실행이고 세번째는 사영 집체기업의 전면적 허용이었다.
1985년 11월 연합기업소의 확대 역시 중앙에 의한 공장기업소의 직접적인 관리의 어려움을 연합기업소를 만들어 이것에 여러 공장기업소를 묶음으로 관리 대상을 줄이고, 관리단계를 줄이려는 시도를 하였으며 도행정경제지도위원회가 지역에 기초한 산업관리체계를 통하여 권한을 하부에 이양하려는 목적에 의하여 도입된 것이라면, 연합기업소 체계는 산업 부문별 관리를 보다 효율화하기 위하여 도입된 것이다.
연합기업소 체계하에서 자재공급체계는 내각의 자재공급위원회 내각의 각 위원회, 부의 지도 밑에 연합기업소들이 직접 계획에 따라 계약을 맺고 상업적 거래형식으로 자재를 주고받는 체계이며 연합기업소는 다른 연합기업소들과 계약을 맺고 자재를 주고받는 계약 단위이며, 아래 공장․기업소들에 필요한 원료와 자재, 기계설비 등 생산수단들을 직접 공급하는 자재공급의 기본단위가 된다.

##### 독립채산제의 전면적 도입
북한의 독립채산제는 1970년대 초 중앙의 국영기업뿐만 아니라 지방공업을 포함한 공업부문, 농업부문, 그리고 비생산적 부문인 유통부문에 이르기까지 확대실시되었으며 그리고 1970년대 중반부터 연합기업소에 대하여 2중 독립채산제를 실시하였다.
2중 독립채산제는 연합기업소 단위로 독립채산제를 실시하면서 연합기업소에 속하는 공장기업소도 독립채산제로 운영하는 제도이며 또한 독립채산제를 직장, 작업반에까지 심화시키기 위하여 직장 및 작업반 우대제를 실시하였다.
연합기업소로 누계적인 초과이윤을 실현하였을 때 초과이윤의 일정 비율을 상금 기금으로 유보할 수 있는데 유보이율은 최대 50%까지 유보할 수 있으며 이 상금기금을 원천으로 직장, 작업반이나 개별 노동자에게 상금을 지불할 수 있으며 또한 북한 기업소의 이윤유보율이 기업관리체제의 분권화 과정과 대체로 일치한다.

##### 8.3 인민소비품생산운동
1984년 8.3 인민소비품 생산운동이 벌어져서 이때 김정일이 8.3 가내작업반을 많이 창업하여 동이나 혹은 노동자구, 기관, 기업소, 협동조합에 조직 창업을 지시하여 사영 집체기업을 형성하라고 명령을 내리고 이때부터 8.3 인민소비품생산운동이 벌어지게 되었다.
이때 1989년 5월 정무원에 8.3 인민소비품 생산 및 처리에 관한 규정이 제정되어 가내작업반에 대한 창업이 정식적으로 허용되어 믾은 가내작업반이 조직되어 김정일이 장려하고 있다.
가내작업반에서 만든 물품은 사실상 시장가격에 의해 판매가 가능하며 특히 직매점에서 정식적으로 시장기능을 담당할 수 있도록 시장경제를 받아들이게 되었고 특히 실제로 전자제품은 물론 식료품까지 직매점에서 시장가격 엄밀히 말하면 합의가격에 판매하고 있다.
실제로 가내작업반을 창업하고 직접 작업반장이 되고 그것으로 의류를 판매하거나 초제품을 생산하고 직매점에 가격제정권이 독자적으로 가내작업반에 가지고 있다고 증언하면서 실제 돈주의 자리까지 올랐다고 증언을 하였다.
원자재를 가져다가 직접 물건을 제조하여 파는 것이 효과적이므로 개인이 직접 물건을 제조하는 가내작업반 작업을 선호하고 있으며 3명 - 5명이 단체로 할 경우에는 자체적으로 가내작업반이라는 명칭을 만들어 동사무소에 신청하여 허가를 받는 등 별도의 가내작업반을 만들어 생필품을 제조하여 판매하고 있다.
별도의 가내작업반을 결성하는 이유는 법적, 행정적 문제 발생시 당국이 불법을 하였다고 잡지 못하게 함은 물론, 문제 처리도 용이하기 때문이며 이들은 개인적으로 물건을 제조, 판매하는 대가로 당국에 이윤의 3 - 10%를 세금으로 납부해야 한다.
물건 제조시 제조 설비는 주로 인근의 사회주의 물자교류시장에서 사온 설비를 사용하고 있으며 필요 원자재는 중국 수입품과 자체 조달품을 반반씩 섞어 활용하고 있다.

##### 무역관리제도의 개혁 과정[192]
1991년에는 무역 분야에서도 개혁적 조치가 취해지고 새로운 무역체계가 등장하기에 이러하여 이 제도는 대외경제위원회는 물론 생산을 담당한 위원회, 부, 도에 무역회사를 설치하여 스스로 무역을 수행할 수 있도록 하였다.
생산을 담당하는 정무원 산하의 부, 위원회, 그리고 지역의 행정단위인 도에 대외무역권한이 위임되었으며 새로운 무역체계하에서 위원회, 부, 도가 자신의 부문, 지방에서 생산한 물건을 직접 팔고 또한 필요한 물건을 직접 사게 되어 있다.
제도적으로 무역의 분권화라고 해도 좋을 만한 조치가 취해졌으며 1990년대 초에 외화벌이 사업소에 근무한 적이 있는 증언에 따르면 1980년대 초부터 지역별로 수많은 외화벌이 사업소가 있고 많은 사람이 기지장으로 설립되었다고 기억하고 있다.

##### 그외 개방 과정
1992년 개방 의사를 공식 표명하고 미국, 유럽 등과 적극적인 외교협상을 추진한다. 나진, 선봉에 무역지구를 열어 일본, 미국과의 무역을 허용하였고, 신의주를 통해 중화인민공화국 및 몽골, 중앙아시아와의 무역을 공식 허용하였다. 1993년에는 사회주의 헌법의 국가주석의 국방위원장 겸임조항 삭제를 지시하고, 국방위원장직을 김정일에게 이양하였다. 1993년 4월에 평화통일을 위한 전민족대단결의 10대강령을 제시하였다. 이후 김일성은 대한민국의 김영삼과 회동을 약속하였다. 한편 1990년대 초반 그는 노벨 평화상의 예비 후보로도 언급되기도 했다.

### 말년

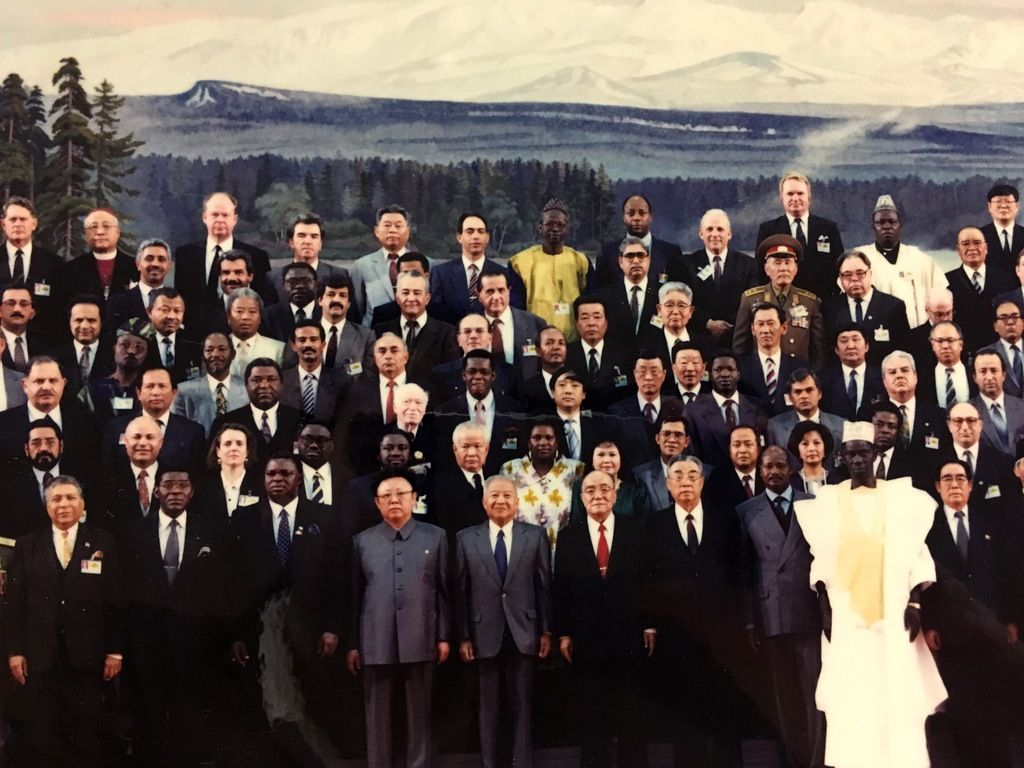
80세 생일에 국제 내빈들과 함께 (1992년)

1994년 초 일시적으로 의식을 잃기도 했고, 심근경색 및 목 뒤의 물혹이 심해져서 입원하기도 했다. 김영삼 대통령과의 회담은 1994년 초로 예정하였으나 김일성의 병세로 무기한 연기되었다. 1994년 6월 평양에서 제39대 미국 대통령 지미 카터의 방문을 받고, 핵 문제와 관련한 북미협상을 진행하였다.
1994년 7월 초 묘향산으로 휴양을 다녀왔다.
김일성은 지미 카터과 면담할 때 남북정상회담을 제안하였고 지미 카터는 김일성의 제안을 김영삼에게 전하였는데 김영삼도 김일성의 제안을 수용하였다. 남북정상회담을 준비하던 가운데 7월 8일 새벽 2시에 평양 집무실에서 82세의 나이로 심근경색으로 갑작스럽게 사망하였다.
그의 공식 사망 장소는 평양 주석 집무실이지만, 묘향산 향산초대소에서 사망했다는 설이 있다. 이 설이 제기된 배경에는 김일성이 요양을 하려 향산초대소에 머물다가 갑자기 사망했기 때문에 그 이후로 그의 아들 김정일이 향산초대소를 가지 않는다는 소문이 있기 때문이었다. 또한 남북정상회담 성사 직전의 상황과 갑작스러운 사망으로 인하여 김정일에 의한 암살 내지는 사망 방관설이 제기되기도 한다. 아직도 그의 죽음은 여러 가지 이야기와 함께 미스터리로 남아 있다. 다른 이야기에서는 대남정책문제로 아들인 김정일과 갈등이 빚어서 그 스트레스로 사망하였다는 이야기가 있다. 그는 오전 6시부터 저녁 10시까지 16시간 이상 정무를 주관하였는데, 타고난 체력과 정신력으로 장시간 정무를 강행하였으나, 70대 이후부터는 체력의 한계를 불러와 감기와 당뇨와 목 뒤의 물혹, 피부병 등의 스트레스에 시달려야 했고, 말년에는 간혹 졸도하기도 했다.
조선중앙방송과 평양방송 등 주요 언론들은 7월 9일 정오 특별방송을 통해 “심장혈관과 동맥경화증으로 치료를 받아오던 중 겹쌓이는 정신적 과로로 1994년 7월 7일 심한 심근경색이 발생 했고 심장쇼크가 합병되었으며 모든 치료를 다했으나 심장쇼크가 악화돼 7월 8일 새벽 2시에 사망했다”고 보도했다. 조선민주주의인민공화국의 아나운서들은 김일성의 사망 당시 울먹이는 목소리로 "김일성 수령님께서 뜻하지 않게 서거하신 것은 우리 당과 혁명의 최대의 손실이며 온 민족의 가장 큰 슬픔"이라 표현하였다.

### 사후

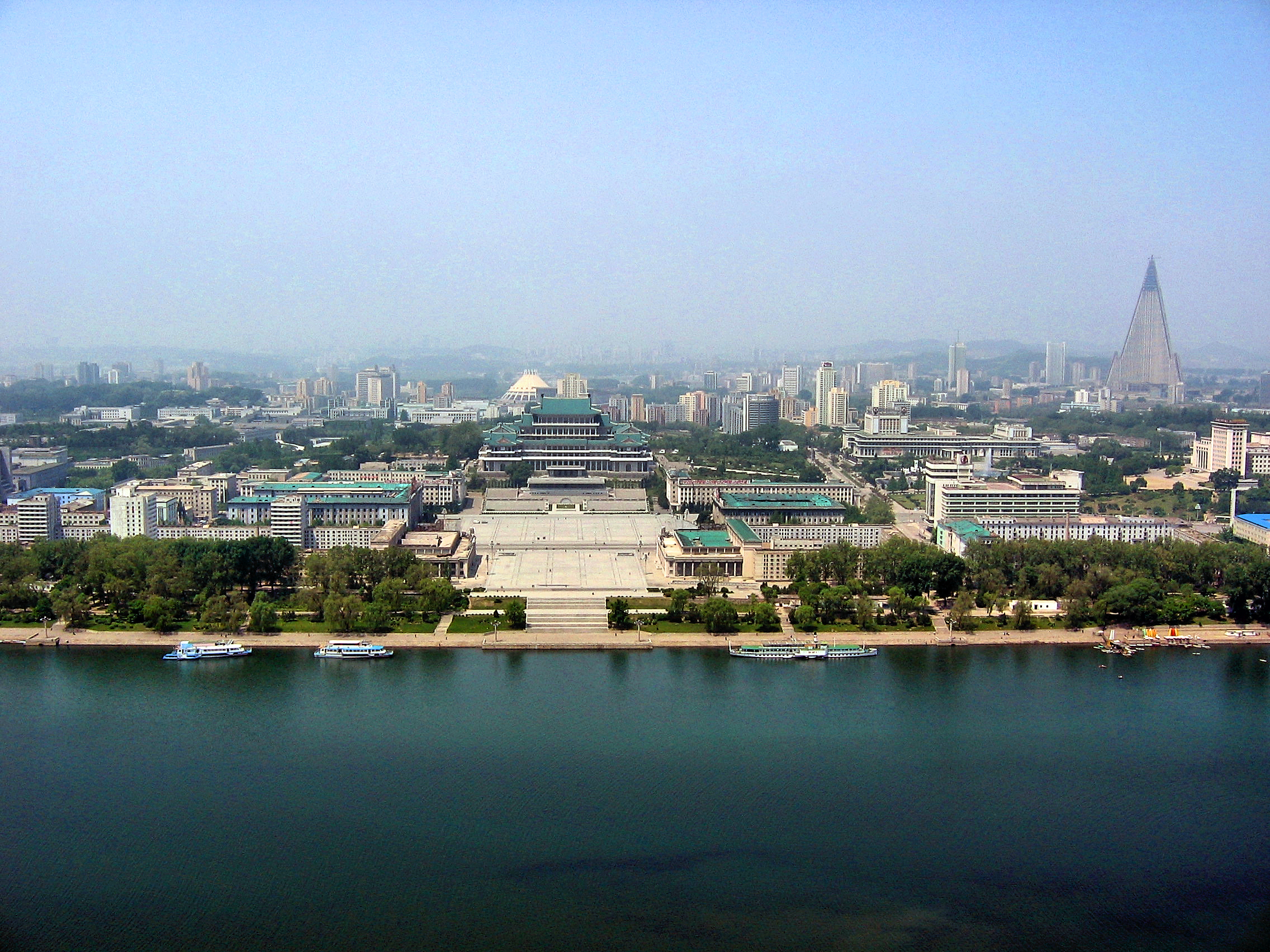
김일성 광장

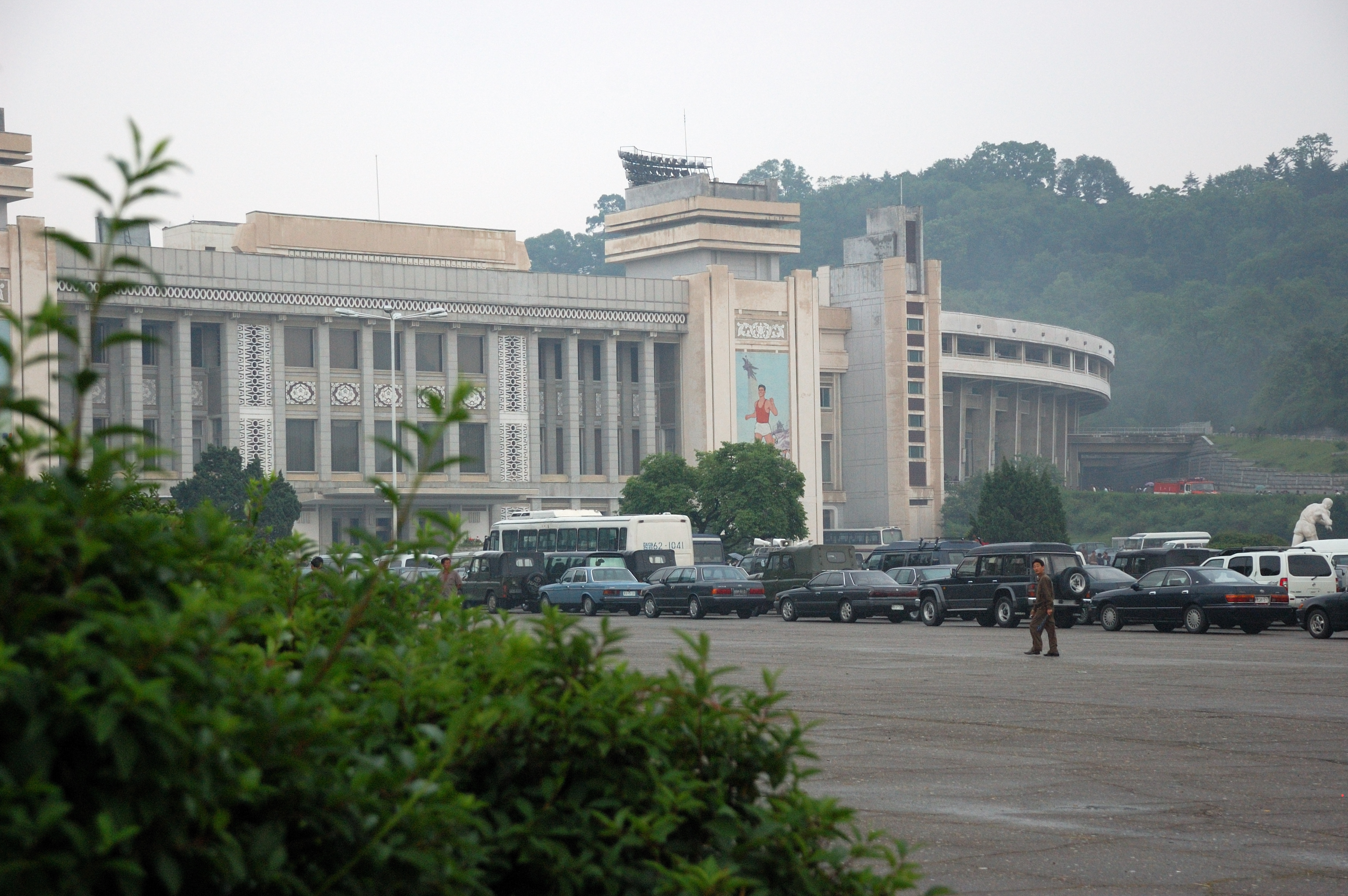
평양 김일성 종합 경기장

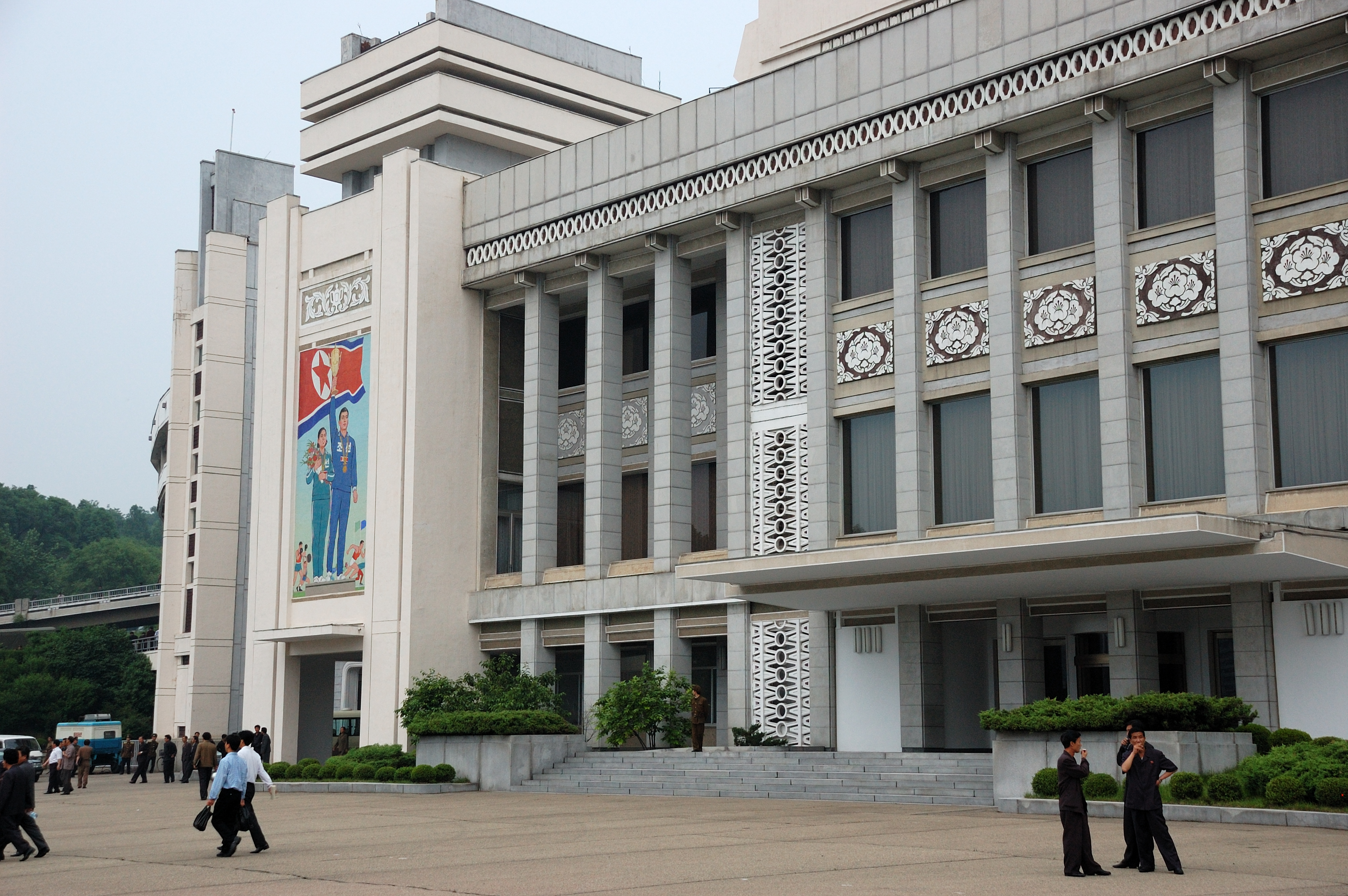
평양 김일성 종합 경기장

1994년 7월 8일부터 7월 17일까지 애도기간이 있었고, 7월 19일 국장으로 장례식이 거행되었다. 김일성 사망 다음날인 9일 방송을 통해 김일성종합대학 학생들이 김일성동상에 호상(護喪)을 선다는 소식이 보도되었고 이것을 계기로 각 도, 시, 군들에서 간부들과 대학생들, 보위부와 안전부까지 동원되어 김일성동상 호상사업을 조직하기 시작했다.
조선민주주의인민공화국 정부 당국은 처음에 ‘10일장’을 결정했으나, 3일을 연장해 결국 7월 20일에야 장례가 치러졌다. 각급 조직별로, 가족별로 생화를 준비해 김일성 동상을 찾아 애도를 표했으며, 동상이 없는 시골에서는 김일성연구실에 있는 초상 앞에서라도 애도를 표시했다.
1994년 7월 20일 김정일은 금수산의사당에 안치된 김일성의 시신을 실은 영구차가 평양 시내를 한바퀴 돌고 다시 의사당에 안치하도록 조치했다. 이날 아침 평양시민들은 김일성의 영구차를 보기 위해 이른 아침부터 모여들었다. 영구차가 지날 때마다 길가에 늘어선 군중들은 꿇어 엎드려 눈물을 흘리며 ‘수령님, 수령님’하면서 통곡했다. 지방 주민들도 조직적으로 또는 개별적으로 TV시청을 통한 장례식에 참여하였다.

### 추모 행사

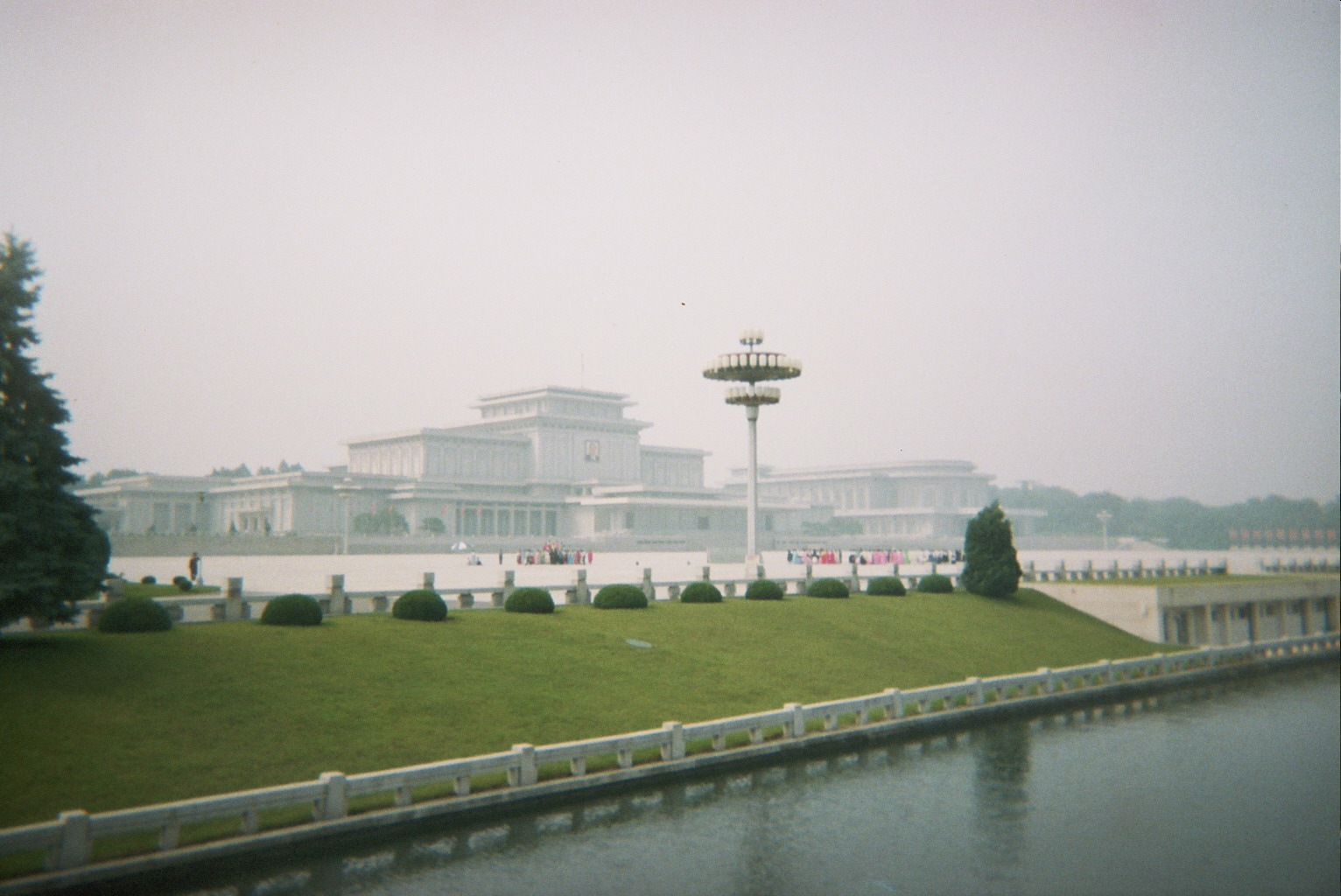
만수산기념궁전

김일성이 사망한 뒤 평양에서는 대규모 추모 행사가 벌어진다. 이 추모 행사는 5년과 10년을 번갈아가며 진행되며, 지금도 진행되고 있다.
조선민주주의인민공화국은 김일성의 사망을 애도하기 위해 1997년에 평양 모란봉구역에 대형 추모탑을 세워놓고, 지방 도시에 1개씩 세웠다. 그리고 김일성이 태어난 날을 '태양절'이라고 부르도록 했으며, 조선노동당 중앙위원회 강령을 통하여 "김일성 주석이 탄생한 1912년 4월 15일부터 '주체연호'를 사용한다."라고 했다.

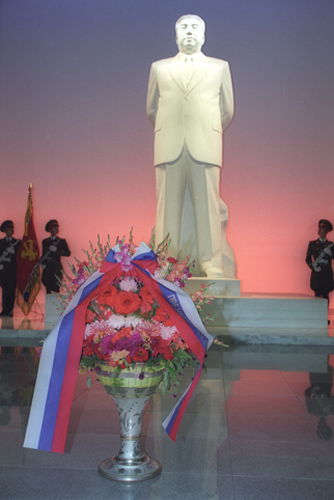
김일성 동상

김일성이 생전에 말하기를 "만약 내가 죽는다면 대성산 혁명열사릉에 묻히기를 간절히 바란다."라고 하였으나, 유언과는 반대로 돌아갔다. 김일성의 주검은 방부 처리가 되어 금수산기념궁전에 있는 유리관에 안치되어 있다.

## 성격
김일성은 시와 노래를 좋아해서, 지은 노래와 시가 몇 십 편에 이른다. 가장 유명한 노래는 "조선의 노래"이다. 이 노래는 일제강점기 때 동북인민혁명군이 부르던 것을 1993년에 보천보전자악단에서 활동하고 있는 가수 전혜영이 다시 복원했다. 좋아하는 노래는 "사향가"와 "자장가"이다. 사향가는 내용이 고향에 대해 묘사한 것으로서, 조모인 이보익의 애창가였다. 김정일도 어린 시절에 그녀가 부르는 사향가를 들으며 자랐다고 한다. 또 자연을 노래한 시는 《묘향산 가을날에》라는 시가 있는데, 이 시의 내용은 평안북도 묘향산의 아름다움을 노래한 것이다. 이 시의 내용은 국제친선전람관에 내부에 전시했다. 그리고 김정일의 50돌의 생일을 맞이하여 "백두광명성찬가"라는 시를 짓기도 했다. 이 시는 한문으로 지어졌고, 량강도 삼지연군에 화강암 비석에 새겨져 있다.
또한 서예 활동에 대해서 적극 참여하였는데, 조선민주주의인민공화국의 공공건물에는 김일성의 친필이 있는 간판이 있는 것을 볼 수 있다. 김일성의 친필비는 황해북도 개성시에 있으며, 주민들이 살고 있는 주택에도 현판을 제작해서 나누어 주기도 했다. 김일성의 친필이 걸려 있는 건물로는 "대동강려관"과 "김형직사범대학", 그리고 조선의 종합대학중의 하나인 "김책공업종합대학" 등이 있다.
특히 김일성은 평소 집무실에서 틈틈이 책을 읽는 습관을 갖고 있었다. 심지어는 대한민국에서 발간된 책까지도 읽었다고 한다. 1989년 대한민국의 소설가 황석영이 문익환 목사 일행과 방북했을 때, 김일성은 황석영이 쓴 책을 감명 깊게 읽었다면서 한동안 그와 책 내용을 두고 토론을 벌이기도 했었다. 김일성 주석이 좋아했던 책은 역사책과 문학책이다.

## 주석 재임기간 중

### 외교 관계
조선민주주의인민공화국은 루마니아와 짐바브웨 등의 일부 유럽과 아프리카의 독재 국가들과 돈독한 우호관계를 형성했다. 특히 김일성은 루마니아의 니콜라에 차우셰스쿠, 짐바브웨의 로버트 무가베등 독재자와 의형제를 맺어 큰형이 되었다.
미국과의 관계는 한국 전쟁 이후 적대적이었다. 그러나 1970년대부터는 미국과도 회담을 하였고, 1992년부터는 개방정책을 추진하려하였다.

## 상훈
- 1953년 7월 28일 조선민주주의인민공화국 '공화국 영웅' 칭호 수여
- 1953년 7월 28일 조선민주주의인민공화국 국기훈장 제1급
- '공화국 영웅' 칭호 3번 수상, '공화국 3중 영웅'

## 주요 저서
저서, 로작, 주요 로작이라고도 부른다.

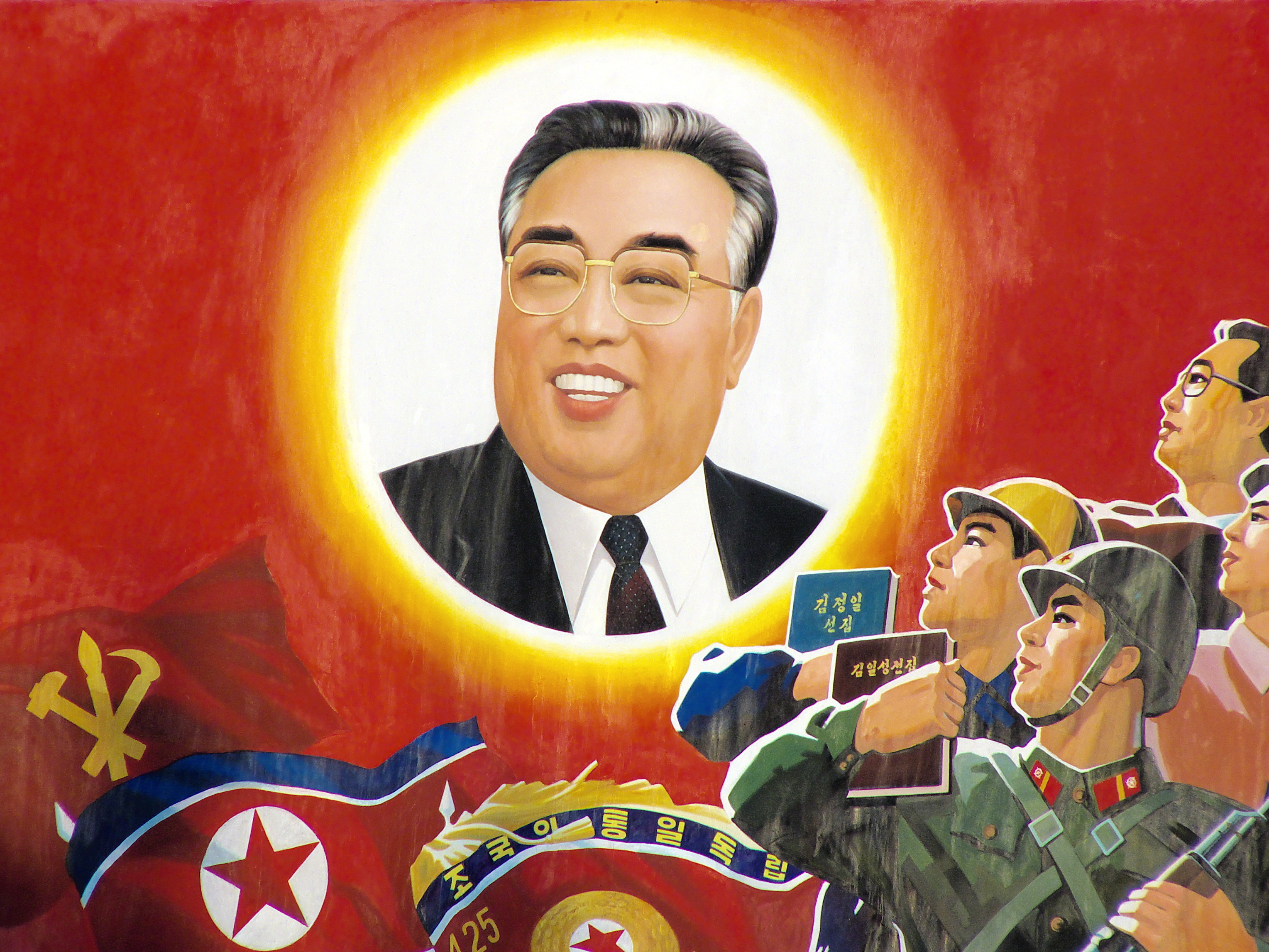
로작 김일성 선집 홍보 포스터

- 《김일성선집》 (1953년) - 상·하권
- 《김일성저작집》 (1962년) - 전 3권
- 《진보적민주주의에 대하여》
- 《김일성저작선집》(1971년)
- 《세기와 더불어》(1994년) - 전8권
- 《김일성전집》(2012년) - 전 100권

## 논란과 의혹

### 김일성 진위 논쟁
그의 이력에 대해서는 조선민주주의인민공화국과 다른 나라의 역사관이 첨예하게 대립되는데, 이는 조선민주주의인민공화국 측으로서는 그의 이력에 대한 신화화가 주체사상의 수령론의 중요한 근거를 마련해 주기 때문이다. 또한 독립운동가들 중에 김일성이라는 가명을 사용한 사람이 여럿이며, 결코 김성주가 최초가 아니었다는 비판도 제기되고 있다.
그러나 현재 김일성 가짜설은 많은 의문이 되고 있다.
미 군정은 김일성의 본명이 김성주이며, 일제 강점기 만주에서 항일 무장투쟁으로 명성을 얻은 `김일성' 행세를 하고 있다는 판단을 내린 것으로 나타났다. 이 자료에 따르면 김성주가 1929∼1930년 만주와 조선 국경에서 활동하던 실제 김일성의 유격부대에 합류했으며, 실제 김일성이 55∼60세에 숨지자 명령 때문인지 자발적이었는지는 몰라도 자신을 `유명한 전사(戰士.김일성)'로 가장했다고 기술되어 있다.
또 다른 주장은 오영진(吳泳鎭)의 《하나의 증언》, 이명영(李明英)의 《진위 김일성 열전》, 허동찬의 《김일성 평전》, 임은의 《북조선왕조성립비사》 등에 나타나 있다. 이들의 주장에 따르면, 해방직후 집회현장에 나타난 김성주가 너무 젊어서 평양 사람들을 놀라게 했다고 하며, 김일성 가짜설의 주요 근거로 내세운다. 또한 숙청당한 박금철의 증언과 남로당출신 탈북자들의 증언을 인용하는 경우도 있다.

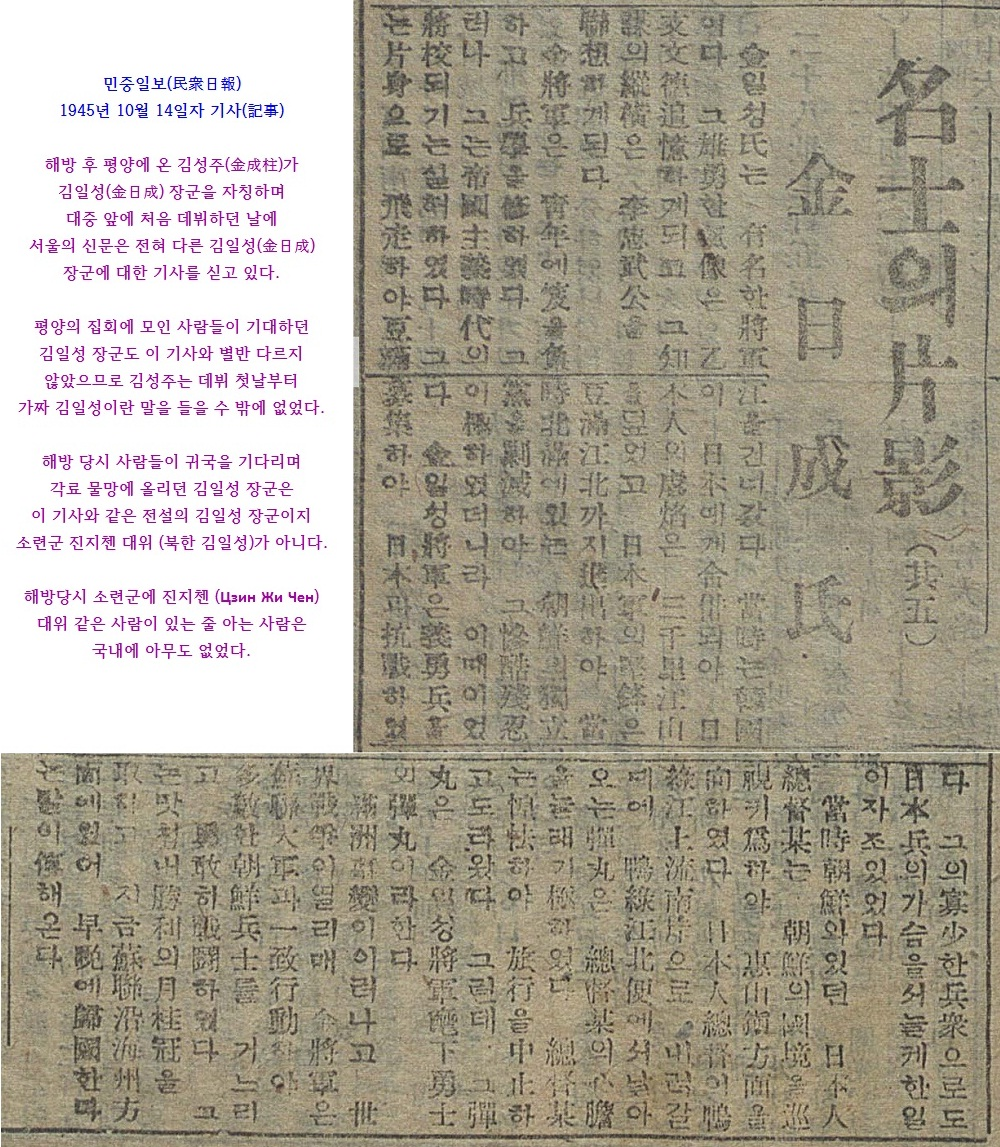
해방당시 국민들이 귀국을 기다리던 유명한 전설적 김일성 장군에 대해 보도한 민중일보 1945년 10월 14일자 1면 기사. 이날은 평양에 온 김성주가 김일성 장군을 자칭하며 대중 앞에 처음 나선 날이지만 서울의 신문은 전혀 다른 김일성 장군에 대해 보도하고 있다. 이날 평양 집회에 모인 사람들이 기대했던 김일성 장군도 이 기사와 별반 다르지 않았으므로 김성주는 데뷔 첫날부터 가짜 소리를 듣게 된 것이다.

이북의 김일성이 가짜라는 설을 유포한 사람들은 친일파나 일제의 고등계 형사 출신, 또는 한민당과 같은 우익단체의 간부들이라고 주장하는 이들이 있다. 이들은 분단상황에서 이북의 김일성이 식민지 시기의 말기에 민족적 항일영웅으로 존경을 받은 김일성이라면 지극히 곤란한 위치에 처할 만한 사람들이었다. 한홍구에 의하면 특히 가짜 김일성 설의 고전적 문헌인 이북의 <김일성 위조사>나 오영진의 <하나의 증언>이 한국전쟁 시기에 제작, 배포되었다는 점은 중요한 의미를 갖는다.
한홍구는 '가짜 김일성 설'의 유포에 기여한 사람이 박정희라고 보았다. 그에 의하면"'가짜 김일성 설'은 한국전쟁을 거치면서 1950년대에 이미 널리 퍼졌지만 1960년대에 들어와서는 좀더 체계적으로 정리되고 전파되었다. 이승만의 경우 반민특위를 물리적으로 와해시키고 수많은 친일파를 등용하여 자신의 권력기반으로 삼았지만, 어느 누구도 이승만 본인을 친일파로 보지는 않았다 는 것이다. 이어 한홍구는 "그러나 5·16군사반란으로 집권한 박정희의 경우는 사정이 달랐다. 만주군관학교를 수석으로, 일본육군사관학교출신으로서 관동군 중위로 복무했던 박정희로서는 분단상황에서 이북과의 정통성 경쟁이 큰 걱정거리가 아닐 수 없었다."는 것이다.
성공회대 한홍구 대학교수는 '이젠 '가짜 김일성 설'의 망령을 떨쳐버리고, 어떻게 김일성이 실제보다 부풀려져 영웅으로 부상했으며, 우리 민족해방운동사에서 차지하는 그의 위치는 무엇인지 자리매김해야 할 때'라고 평하였다. ‘가짜 김일성 설’을 주장하는 사람들이 자주 인용하는 책에 《만주국군》이란 것이 있다. 이 책에는 1937년 11월 김일성의 목을 베었다는 기록이 있기 때문이다. 그런데 같은 책을 조금 더 넘겨보면 죽은 줄 알았던 김일성이 다시 나타나 어찌 된 영문인지 알아보니 전에 목을 벤 사람은 김씨 성을 가진 유격대 지도자일 뿐, 김일성은 건재하다는 기록이 나온다. 한홍구는 이를 두고 학문적인 관점에서 볼 때 황당하기 짝이 없는 가짜설 이라고 주장한다. 그러나 다른 연구자들은 영하 40도를 오르내리는 겨울의 만주에서 전개된 항일유격전쟁은 백마를 탄 노장군이 나오는 세계는 아니었다'고 반박하였다.
반면 김성주가 항일운동을 한 김일성이 맞다고 주장하는 서대숙(徐大肅) 등의 말에 따르면, 김일성이 보천보 전투 직후 현상금이 1만 엔으로 오른 일(항일 단체의 위원장급의 현상금이 3천 엔이었다.), 그밖에 항일 활동으로 소련으로부터 적기(赤旗) 훈장을 받은 일 등을 근거로 부정한다. 그만한 활동이 있었기 때문에 그러한 처우를 받았다고 근거로 보며, 소련 정부가 아직 새파란 나이의 젊은 김성주에게 훈장을 줄 정도면 그것은 소련도 인정할 만큼 그의 활동이 대단했기 때문이라고 주장한다. 또한 3차 조선공산당 대표였던 김철수(金綴洙)는 김일성이 가짜였다면 독촉(獨促) 회의 당시 내각 구성을 숙의하는 과정에서 그토록 어린 김일성을 군사위원장으로 천거할 수 있었겠느냐고 자신의 회고록에서 반문했다.
김일성의 10촌으로 1994년 탈북한 강명도는 종편 채널A 방송 '이제 만나러 갑니다'에서 김일성은 김일성 장군의 이름과 업적을 가로챈 가짜라고 주장했다. 근거로 김일성이 해방후 모습을 드러내기 전까지 자기 가족도 김성주가 김일성인 줄 몰랐다고 말했다.
북한 김일성이 전설의 김일성 장군의 명성을 훔친 가짜라는 것은 근래에 발굴된 해방 직후부터 평양에 김일성이 등장하기 전 2개월간 김일성 이름이 나오는 기록들을 근거로 한다. 해방 이튿날인 8월 16일부터 서울과 전국 도처에 "동진공화국(東震共和國)이 수립되며, 대통령 이승만, 총리대신 김구, 육군대신 김일성(金日成), 외무대신 여운형, 기타 미정" 등의 내용이 든 출처불명의 벽보와 비라가 나돌았다. 9월 6일 발표된 조선인민공화국(朝鮮人民共和國) 전국인민위원(全國人民委員) 55명 명단에도 이승만, 김구와 함께 김일성도 들어 있다. 또 잡지 선구(先驅) 1945년 10월호에 발표된 대통령과 각료 적임자에 대한 여론조사에서 군무부장 적임자로 김일성이 최다득표(309표 32%)를 하기도 했다.
북한 김일성이 아직 소련군 88여단에 있거나, 평양에 왔더라도 아직 남한에 제대로 알려지지도 않은 시기에 이승만, 김구와 나란히 거명되던 이 김일성은 풍문으로 떠돌던 전설적 항일영웅 김일성 장군인 것을 당시 기록들을 보면 알 수 있다. 정관해(鄭觀海)의 관란재일기(觀瀾齋日記)에는 동진공화국 외무대신이 김일성이라는 소문을 기록하면서 "김일성군은 말타고 하루 500리를 달릴 수 있으며, 그 정예하기가 비할데 없다고 한다.[金日成軍, 一日能驅五百里, 其精銳無比云]"라 했다.
또 민중일보 1945년 10월 14일자는 해외의 독립운동 지사를 소개하는 연재기사에 이승만, 김구에 이어 5번째로 김일성을 소개하면서, 을지문덕, 이순신에 비견되는 유명한 장군이며, 일본군 장교 교육과정(일본 육사)을 이수했으나 독립운동에 나섰고, 그 부하가 압록강 일대를 순시하던 조선 총독을 저격한 일도 있다고 하였다. 실제로 압록강 일대를 순시하던 사이토 마코토(齋藤實) 총독을 저격한 사건이 1924년 5월 19일에 있었는데, 다른 사람이 한 일이지만, 일반에서는 김일성 장군이 한 일로 소문이 나돌았다. 당시는 1921년의 갑산군 함정포(含井浦) 사건 등 국경 근처에서 일어나는 어지간한 사건은 으례 김일성 장군의 소행으로 소문이 났다고 한다. 이 기사는 김일성 장군의 이름은 1937년 보천보 사건 때부터가 아니라 1920년대 초에도 이미 유명했다는 증거이기도 하다. 이 때문에 평양에 온 33세의 김성주가 김일성 장군을 자칭했을 때 사람들이 나이가 맞지 않는다는 것을 금방 알아보고 가짜라 했다는 것을 알 수 있다.
해방 후 공개적으로 귀국하여 곧바로 활동을 시작한 이승만, 김구와 달리 김성주가 9월 19일 원산항으로 비밀리에 입북하여 한 달 가까이 잠행하며 민심을 살피다 10월 14일에야 공개석상에 등장한 것도 본인이나 소련군정이 그가 국내에서 사실상 무명이라는 것을 알고 있었다는 증거이며, 대중앞에 지도자로 나서기 위해서는 사전 준비가 필요했기 때문일 것이다. 당시 소련군정은 조선인들이 유명한 항일영웅 김일성 장군의 귀국을 기다린다는 것을 알고, 사실상 무명인사였던 김성주를 북한 지도자로 만들기 위해 그를 항일영웅으로 부각시키는 방편으로 김일성 장군의 이름을 사칭하는 방안을 생각해 내었고, 소련군정을 총지휘하던 스티코프도 이 아이디어를 극구 칭찬했다고 소련군정 정치 사령관이었던 레베데프 소장이 후일 증언했다.
북한 김일성은 만주 빨치산 시절 1938년 이후와 소련군에서 한자로 金日成이란 이름을 쓴 것이 확인되나, 러시아어로는 김일성 아닌 중국발음 진지첸(Цзин Жи Чен, 또는 Цзин Жичэн, Jing Zhichen)으로 적었다. 해방후 원산항으로 입북할 당시에는 자신을 본명 김성주로 소개했고, 또 평양에 온 초기에는 김영환(金英煥)이란 가명으로 행세했으므로, 국내 사정을 파악한 뒤 김일성 장군의 명성을 이용하기 위해 본명 대신 김일성 이름을 쓰기로 한 것을 알 수 있다. 소련군 문서에는 1945년 10월 2일부터 그의 이름을 이전의 진지첸에서 김일성(Ким Ир Сен, Kim Ir-sen)으로 바꾸어 적기 시작했다. 이러한 사실들로부터 많은 월남민들이 증언한대로 북한 김일성은 누구인지 불분명한 전설의 김일성 장군의 명성을 훔쳤을 가능성이 있다.
만약 김일성 가짜설이 진실이라면, 진짜 김일성 장군이 누구인가에 대해서는 풍문의 내용이 구구하여 실존인물 한 사람으로 단정하기는 어려우나, 일본 육사를 졸업했다거나, 백마를 타고 다녔다는 설이 많은 것으로 보아 일본 육사 기병과를 졸업한 김경천(金擎天) 장군이 전설의 원형일 가능성이 상당히 크다. 1946년경 편집된 것으로 추정되는 『고헌실기약초(固軒實記畧抄)』에는 그가 김일성의 이름으로 지은 박상진(朴尙鎭, 1884~1921) 의사의 죽음을 애도하는 시가 나온다.

### 미화 논란
문인들은 김일성 찬양에 앞장섰다. 김일성은 46년 위대한 우리나라의 태양으로 예찬되었으며, 김일성을 우리 민족의 양심이고 의지이며 우리 민족의 신념이며 희망으로서, 우리 민족의 샛별로 묘사한 조기천의 약3천여 행의 장편 서사시 백두산은 47년 북조선 예술축전에서 1등상을 받고 각 학교의 교과교재로 채택, 사용되었다.

### 경제정책 실패
조선민주주의인민공화국이 1960년대까지 대한민국의 두 배 이상 경제력을 유지해왔으나, 이는 소련의 무상 지원 13억 루블 등, 동유럽 공산권 국가들 및 중화인민공화국의 막대한 지원 덕분이었다. 1970년대 이후로는 소련의 지원이 어려워졌다.
국제 환경의 변화도 경제건설의 집중도를 떨어뜨리는데 커다란 역할을 했다. 김일성은 1950년대 중반의 중,소 분쟁 이후 1960년대 들어 대한민국에서 한일 기본 조약이 체결되자 '미국 제국주의, 소련 수정주의, 중국 교조주의, 일본 군국주의에 포위되었다.'고 하면서 '자립경제노선'을 더욱 강조했다. 여기에 줄곧 국민총생산 20~30%에 이르는 막대한 군사비를 지출하며 '4대 군사노선'을 강조했다.
1970년대, 김일성은 주체사상을 명기한 《사회주의헌법》을 발표한다. 주체사상이 사상변화를 추동할 여지를 극도로 좁히게 만들어 민주화운동과 시민의식을 크게 저하시키는 역할을 했고, 이어 생산력 저하 문제를 극도로 심화시켰다. 이 시기 김일성은 '사상사업'을 강조해 국유화 중심으로 운영하였고, 시장,개인영농이나 상공업의 자율성을 전면 부정했다.
시장과 상공업에 대한 반론도 있으며 실제 조선민주주의인민공화국은 종합시장격인 8.3 직매점을 정식으로 허용을 하기 시작을 하였으며 특히 가격 제정권을 공장기업소와 가내작업반에 독자적으로 제정이 가능하여 직매점과 합의가격에 판매가 가능하도록 설정하였고 특히 이것을 빌미로 전자제품, 식료품등 많은 제품들이 8.3 직매점으로 유통하였다.
그리고 실제 상공업 수준까지는 아니지만 가내작업반의 사영 집체기업과 그리고 가내편의서비스업 그리고 주식합작기업인 가내생산협동조합의 공동 출자도 가능하며 직접 작업반장을 하여 직접 가내작업반과 가내편의서비스업을 창업할 수 있는 기회가 있으며 특히 이것으로 인하여 돈주가 된 사람도 적지 않다고 증언을 하였다.
이러한 정책들은 김일성이 사망할 무렵 최악에 이르게 되었고, 결과적으로 외국의 무상 식량지원 없이는 버틸 수 없게 만든 '외세 의존적 지도자'로 비판받았다.

## 기타

### 배움의 천리길과 광복의 천리길

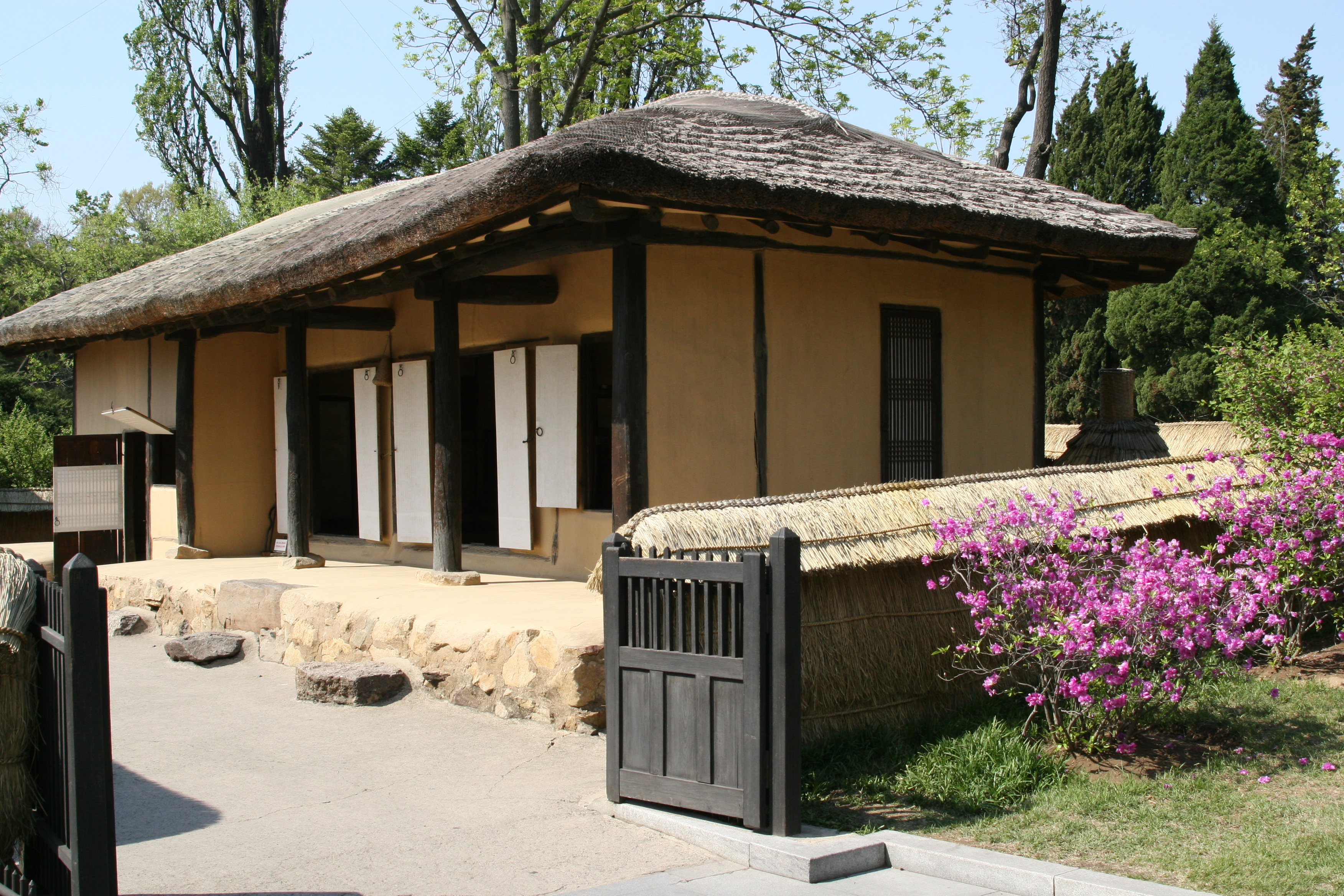
김일성의 생가, 만경대

조선민주주의인민공화국에서는 그의 '배움의 천리길'을 기념하는데, 1923년 3월 만주 바다오거우(팔도구)에서 칠골로 걸어서 유학온 길이다.
부친 김형직이 일경에 체포되었다는 소식을 듣고 1925년 1월 22일 칠골을 떠나 만주로 돌아간 길은 "광복의 천리길"이라는 이름을 붙여 기념하는 데, 배움의 천리길을 거꾸로 돌아가는 길이다. 이때 김일성이 압록강을 건느면서 맹세했다고 하는 말이 각종 김일성 전기에 판박이처럼 나온다.
『나는 14살 때에 조선이 독립하지 않으면 다시 돌아오지 않으리라 굳게 결심하고 압록강을 건넜습니다. 그 때 나는 그 누군가가 지은 「압록강의 노래」를 부르면서 내가 언제 다시 이 땅을 밟을 수 있을까, 내가 자라나고 선조의 무덤이 있는 이 땅에 다시 돌아올 날은 과연 언제인가, 이렇게 생각하니 어린 가슴에도 슬픔을 금할 수 없었습니다』

 그러나 이것은 해방 직후 김일성 수행기자를 했던 한재덕(韓載德, 1911 ~ 1970)이 1945년 10월 19일부터 평남인민정치위원회 기관지 평양민보(平壤民報)에 연재한 『김일성 장군 개선기(金日成 將軍 凱旋記)』에 처음 나오는 말로, 그가 지어낸 것이다.

### 외국으로부터 받은 훈장, 칭호, 선물
생전에 70여개 국가와 국제기구들로부터 180여개의 최고훈장과 메달, 30여개도시의 명예시민칭호, 20여개의 이름있는 다른 나라 대학으로부터 명예교수, 명예박사칭호, 169개 나라 당 및 국가, 정부수반들과 진보인사들로부터 16만 5,920 여점의 선물을 받았다.

### 종교
김일성은 초기에 부모와 목사 집안이었던 외가의 영향으로 개신교 장로교 예배당에 다녔다. 양친이 장로교 신자였고 외조부 강돈욱과 외삼촌 강진석, 외삼종조부 강량욱은 모두 장로교 목사였다. 유년기에 장로교 신자 생활을 했다는 의견이 있으나 청년기에 공산주의 운동에 가담하면서 무신론자가 되었다. 이후 김일성이 신앙활동을 했다거나 신앙적이었다는 기록은 발견되지 않았다.

### 신체적 특징
김일성의 목 뒤에는 거의 야구공과 동일한 크기의 혹이 나 있었다. 조선민주주의인민공화국의 외과의사들은 김일성의 혹을 제거하지 못하고 있었는데 김일성이 나이가 너무 많았기 때문이었다.
이렇게 된 이유가 있는데 김일성의 주치의로 있다가 탈북한 김소연 박사에 의하면 김일성은 영원히 늙지 않으려고 이른바 '피갈이'를 했기 때문이다. 김일성과 혈액형이 동일한 20대 초반의 청년들을 징발한 후 그들과 김일성의 피를 바꿔치기했다. 김일성으로부터 피를 바꿔치기 당한 청년들은 마치 70대 노인처럼 몸이 쭈글쭈글해졌다. 문제는 김일성이 이 '피갈이' 시술을 받는 부작용으로 목 뒷부분에 혹이 생기기 시작했는데 이 '피갈이'를 하면 할수록 혹의 크기가 점점 커진 것이다.
그래서 초상화를 그릴 때도 콤플렉스인 혹을 숨기고 그렸다.

### 김일성의 이름으로 수여되는 상훈
- 김일성상[227]
- 김일성훈장
- 김일성청년영예상
- 김일성소년영예상
- 조국통일상

## 평가와 비판

### 긍정적 평가
그는 항일 독립 운동에도 참가했고 알려지는데, 1937년에 보천보 전투에서 승리한 것을 비롯해서, 일제강점기 동안 동북인민혁명군을 조직하여 항일운동에 적극적으로 참여한 것이다. 한홍구는 '이젠 '가짜 김일성 설'의 망령을 떨쳐버리고, 어떻게 김일성이 실제보다 부풀려져 영웅으로 부상했으며, 우리 민족해방운동사에서 차지하는 그의 위치는 무엇인지 자리매김해야 할 때'라고 주장하였다.

#### 경제 성장
김일성은 소련의 지원을 받으며 한국전쟁으로 피폐해진 조선민주주의인민공화국을 재건하는데 노력했고 초토화된 북한 산업 기반을 빠르게 재건할 수 있었다. 특히 흥남비료공장의 경우 예전보다 더 큰 규모로 재건되었다. 당시 조선민주주의인민공화국의 산업화 정책은소련의 스탈린의 산업화 정책과 유사한 중공업을 중요시하는 노선이었기 때문에 제철소, 조선소, 화학 공장을 위주로 중공업을 발전시켰다. 게다가 1960년대부터 조선민주주의인민공화국은 기초 과학 분야와 최신 산업 기술을 단순히 전수받은 수준이 아니라 자신들의 기술로 체화하는 과정에 들어서게 되었다. 대한민국의 경우에는 1970년대에서야 과학 기술 인재를 양성하고 1980년대에 들어서야 본격적으로 첨단 과학 기술 개발에 뛰어든 것을 생각하면 조선민주주의인민공화국의 이러한 행보는 상당히 빠른 것이다. 이러한 조선민주주의인민공화국의 경제 성장으로 1973년까지는 남한보다 1인당 GNP가 높을 수 있었다. 그래서 70년대까지 조선민주주의인민공화국은 생활 수준에서도 소득분배나 사회보장은 대한민국보다 우위에 있었다.

### 부정적 평가

#### 집권 과정의 정당성 결여
해방 당시 국내에 아무 정치적 기반이 없고 한낱 마적단 두목에 불과했던 김일성은 자신의 능력과 주민들의 선택이 아닌 스탈린의 발탁과 소련군의 일방적인 지원을 받아 소련의 대리인으로 집권하였다. 이후로 주민들은 국가체제 선택권이나 지도자 선출권을 한번도 가져보지 못하였고, 각종 선거도 정해진 각본을 100% 찬성으로 추인하는 요식행위에 지나지 않았다. 게다가 김일성은 한낱 노략질 행위에 불과한 데다가 5명과 싸워서 2명(그나마 그 중 1명이 2살짜리 여자 아기)을 사살한 행위에 불과한 보천보 전투를 지나칠 정도로 미화 및 과대포장을 하여 마치 독립운동인양 거짓으로 홍보하였다. 지금까지도 북한의 주권은 국민 아닌 세습 수령에게 있으며, 이런 면에서 공산당 1당 독재의 중국과도 전혀 다르고, 국가 자체가 수령 일족의 사유물로 되어 있다.

#### 공산주의 원칙에 위배되는 행동
김일성은 겉으로만 공산주의자일 뿐 실제로는 그냥 전범이자 독재자일 뿐이다. 일찌기 모택동이 금지시킨 인민재판을 김일성은 자행했으며 공산주의에서 내세우는 만인평등의 원칙을 깨고 북한을 신분제 사회로 만들었다. 북한의 신분제는 크게 3가지로 평양에서 거주하는 핵심계층, 그냥 평범한 국민인 동요계층, 김일성의 입장에서는 숙청 대상인 적대계층으로 분류된다. 겉으로는 공산주의자라고 선전하면서 실제로는 공산주의와는 동떨어진 세습을 해서 현재 북한은 김일성의 아들 김정일을 거쳐서 김일성의 손자인 김정은이 지배하고 있는 상황이다. 이런 김일성의 일련의 행동들을 김일성 본인은 주체사상이라 선전하고 있다.
결론적으로 김일성의 생애를 종합해보자면 김일성은 공산주의 역사상 최고의 반동분자인 셈이다. 결국 본인 스스로의 행동 자체가 본인의 지배기반이 되는 사상에 위배되는 것으로 김일성이 북한을 지배하는 것 자체가 모순이다.
- 만민평등을 어기고 신분제 사회로 만든 것도 모자라 최고 귀족 중에서도 자기네 혈통만 독식하는 체제를 구축했는데 이를 '백두 혈통'이라 한다.
- 만민평등과는 정반대인 세습을 자행해 김정은까지 3대째 지배하고 있다.
- 모택동과 이오시프 스탈린은 금지시킨 인민재판을 밥먹듯 자행했다.
- 공평한 분배가 원칙인 공산주의와는 반대로 본인의 가문만 모든 것을 독식하고 있다. 이게 많이 지나쳐서 조선인민군의 경우 호위사령부 요원들만 매우 정예하며 나머지는 죄다 사실상 거지나 다름없게 만들었다.
- 진짜 공산주의자들(소련파)을 한국전쟁이 종전된 이후 숙청시키거나 사고를 빙자한 암살을 저질러 죽여 없앴다. 특히 남일 장군의 죽음은 아직도 논란이 있다.

#### 전쟁 도발과 정적 숙청
그는 박헌영과 더불어 한국 전쟁의 최고 주범이다. 또한 김일성은 인권을 말살하는 스탈린주의를 엄격하게 고수했고, 황장엽의 인간중심 철학에 기초해 제시된 주체사상을 통치이데올로기화 하면서 독재이데올로기로 변질시켰다. . 여기에 더해, 정적 탄압과 독재에 대한 비판도 존재한다. 한국 전쟁 중에 조만식 등 민족계열 인사들을 모두 처형하고, 전후에는 독재 권력 강화를 위해 김일성 직계 빨치산파를 제외한 남로당파, 연안파, 조선 국내파, 소련파, 갑산파 등 다른 공산, 사회주의 계파 사람들도 거의 모두 차례차례 숙청, 제거하였다.

#### 주민들의 자유 박탈과 국가 사유화
주민들은 언론의 자유, 결사의 자유, 거주 이전의 자유 등 대부분 자유를 박탈 당하고, 수령을 위해서만 살도록 강요받는 수령의 노예로 전락하였다. 북한의 모든 토지와 재산, 인명은 김씨 일족이 임의로 처분 가능하다. 또한 정치지도원을 적극 활용하여 주변의 모든 사람들을 감시했으며 자신의 아들인 김정일을 후계자로 삼아 공산주의와는 동떨어진 세습체제를 구축하여 국가를 오직 김씨일가만을 위한 국가로 사유화하였다.

#### 경제 파탄
김일성은 경제적으로 공업에 너무 치중한 나머지 농산물의 값이 폭등하고, 계단식 논밭을 무리하게 개간하여 산림을 파괴시켜 그로 인해 식량생산의 자급률이 떨어지는 등 농업의 쇠퇴를 야기했다. 게다가 경제개발에는 점점 신경을 쓰지 않게 되고 오직 자신의 우상화에만 전력투구했기 때문에 조선민주주의인민공화국의 경제는 1970년대 후반부터 기울기 시작하였으며 1990년대 무렵에는 미국의 경제 제재와 함께 거의 국가파탄 지경에 이르렀다.
적어도 최용건 정부 당시의 북한은 김일성이 내각 수상 신분이었기 때문에 함부로 우상화를 할 수 없어서 조선민주주의인민공화국의 경제는 그럭저럭 국가를 지탱하는 수준은 되었으나 1972년, 김일성 정부로 정권이 교체되자 김일성에게는 자신을 유일하게 저지할 수 있었던 최용건이 사라진 탓에 국가개발의 비중을 줄이고 본인 우상화의 비중을 만들어 갔으며 이 때를 기점으로 조선민주주의인민공화국의 국력은 하향세로 돌아서기 시작했다.

## 연보
- 1919년 팔도구 소학교에 입학
- 1923년 3월 외척이 교사로 있는 칠골의 창덕소학교로 전학
- 1925년 만주 푸쑹 소학교로 전학, 졸업, 길림성 유원중학교로 진학
- 1926년 6월 5일 아버지 김형직 사망.
- 1929년 유원중학교 3학년 재학 중, 불순사상 혐의로 중국 군벌에 체포
- 1929년 가을, 수감 중 유원중학교에서 퇴학당함, 화성의숙에 입학
- 1930년 5월초 출옥
- 1931년 화성의숙 졸업, 조선공산청년회에 가입
- 1934년 가을 동북인민혁명군 제3단으로 배속되어 동북인민혁명군 제3단 정치위원에 임명
- 1936년 3월 동북항일연군 제2군 정치위원회 위원
- 1936년 7월 동북항일연군이 편제개편 이후 동북항일연군 제1로군으로 배속, 제1로군 6사단장이 되다.
- 1936년 5월 항일 통합조직 조국광복회 결성에 참여
- 1936년 함경남도에서 보천보 전투를 지휘, 일본군과 경찰관서를 습격.
- 1940년 3월 25일 허룽현 훙치허에서 훙치허 전투를 지휘. 일본인 백여 명을 사살하고, 30여 명을 생포했으며, 탄약과 양곡을 전리품으로 획득하였다.
- 1940년 소비에트 연방 하바로프스크로 떠나 소련군에 입대, 소련군 특무공작요원으로 훈련을 받고 소련군 장교로 임관(소련 인민군 육군 소위)
- 소련군 대위로 소비에트 연방 극동군 제88국제여단에 배속되어 5년간 복무, 군사교육과 훈련 이수
- 1945년 8월초 동북항일연군교도려 내에 있던 조선인들은 '조선공작단' 결성에 참여
- 1945년 8월말 소련군 소좌로 진급, 귀국
- 1945년 9월 22일 평양에 도착
- 1945년 10월 소련군 소좌에서 예편
- 1945년 10월 8일~10월 9일 김일성은 38도선 개성에서 박헌영과 회담하여 조선공산당 북조선분국 설치를 협의하였다. 그러나 38도선 이북에도 당본부를 설치한다는 그의 주장에 박헌영은 거절하고 분국 형식으로 당을 조직하게 됐다.
- 1945년 10월 10일 조선공산당 북조선분국 중앙조직위원회를 조직
- 1945년 10월 13일 조선공산당 북조선분국 조직, 조공 북조선분국 집행위원에 선출(당수는 김용범)
- 1945년 12월 18일 조선공산당 북조선분국의 제2대 책임비서로 선출
- 1946년 2월 8일 북조선림시인민위원회 위원장
- 1946년 2월 15일 민족주의민주전선 북조선지부 위원장
- 1946년 3월 1일 평양에서 3·1절 27돐 기념회를 주관하다가 백의사 단원이 던진 폭탄을 피해 단상에서 뛰어 내림. 이때 그를 감싼 소련군 중위 노비첸코는 오른 팔을 잃었다.
- 1946년 6월 14일 민주주의민족전선 북조선지부 산하정당 소집, 임시정부 수립 계획을 논의
- 1948년 2월 8일 조선인민군 창건, 최고인민회의 조직, 대의원의 한사람에 선출됨
- 1948년 3월 김구의 남북협상 제안에 수용
- 1948년 4월 평양직할시에서 전조선 제정당 사회단체 연석회의를 주관
- 1946년 6월 22일 조선공산당 북조선분국을 북조선공산당으로 재편하고 책임비서로 취임
- 1946년 8월 28일 북조선공산당과 조선신민당을 합당시켜 북조선로동당으로 재편
- 1948년 9월 황해남도 해주군에서 제2차 전조선 제정당 사회단체 연석회의를 주관
- 1948년 9월 9일 조선민주주의인민공화국 초대 내각 수상에 선출
- 1949년 6월 30일 통합 조선로동당 중앙위원장
- 1950년 6월 25일 한국 전쟁 발발
- 1950년 7월 조선인민군 최고사령관에 취임
- 1953년 2월 8일 인민군 창건 5주년에 공화국 최초의 조선인민군 원수로 추대
- 1953년 박헌영을 실각, 남로당 출신들을 처형함
- 1956년 7월 19일 박헌영을 처형함
- 1956년 8월 종팟건
- 1956년 3월 최고인민회의 상임위원장 김두봉을 실각시킴
- 1958년 11월 김원봉을 숙청, 처형함
- 1960년 3월 마산에서의 시위를 보고 이승만의 퇴진을 예견함
- 1970년 조선로동당 제5차 당대회에서 조선로동당 중앙위원회 총비서에 재선출
- 1972년 남북고위급회담을 박정희에게 제안, 사절단 교환후 7·4 남북 공동 성명 발표
- 1972년 5월 자주, 평화, 민족대단결의 조국통일 3대원칙 발표
- 1972년 10월 국가 주석 취임, 동시에 국방위원회 초대 위원장에 선출
- 1980년 10월 조선로동당 제6차 당대회에서 조선로동당 중앙위원회 총비서로 다시 재선
- 1983년 국채 대량 발행
- 1989년 1월 1일 신년사에서 남북정치협상을 제의, 남쪽의 각 정당 당수와 사회단체 대표, 추기경 김수환, 민중·노동운동가 백기완, 목사 문익환 등을 평양으로 초청
- 1989년 3월 25일 목사 문익환이 방북, 그와 두 차례 회담을 하고 4월 10일 조국평화통일위원회와 공동성명을 발표했다.
- 1989년 6월 21일 한국외국어대학교 4학년에 재학 중이던 임수경이 일본 도쿄를 거쳐서 방북, 면담
- 1990년 5월 24일 최고인민회의로부터 조선민주주의인민공화국 국가주석에 재선출되고, 국방위원회로부터 조선민주주의인민공화국 국방위원회 위원장에도 재추대되었다. 동시에 조선민주주의인민공화국 중앙인민위원회 수위(首位)에 추대
- 1992년 4월 13일 조선인민군 대원수로 진급
- 1993년 2월 대한민국 대통령 김영삼에게 방북을 제의
- 1994년 7월초 묘향산으로 휴양을 다녀왔다.
- 1994년 7월 8일 사망

## 가족 관계
|                           |                           |                           |                           |                           |                           |                           |                           |                           |                           |                           |                           | 김형직 金亨稷 1894 - 1926 | 김형직 金亨稷 1894 - 1926 | 김형직 金亨稷 1894 - 1926 | 김형직 金亨稷 1894 - 1926 | 김형직 金亨稷 1894 - 1926 | 김형직 金亨稷 1894 - 1926 |                           |                           |                           |                           |                           |                           | 강반석 康盤石 1892 - 1932 | 강반석 康盤石 1892 - 1932 | 강반석 康盤石 1892 - 1932 | 강반석 康盤石 1892 - 1932 | 강반석 康盤石 1892 - 1932 | 강반석 康盤石 1892 - 1932 |  |  |                      |                      |                      |                      |                      |                      |                      |                      |                           |                           |                           |                           |                           |                           |                      |                      |                      |                      |                      |                      |                      |                      |                           |                           |                           |                           |                           |                           |  |  |                           |                           |                           |                           |                           |                           |  |  |                           |                           |                           |                           |                           |                           |
|                           |                           |                           |                           |                           |                           |                           |                           |                           |                           |                           |                           | 김형직 金亨稷 1894 - 1926 | 김형직 金亨稷 1894 - 1926 | 김형직 金亨稷 1894 - 1926 | 김형직 金亨稷 1894 - 1926 | 김형직 金亨稷 1894 - 1926 | 김형직 金亨稷 1894 - 1926 |                           |                           |                           |                           |                           |                           | 강반석 康盤石 1892 - 1932 | 강반석 康盤石 1892 - 1932 | 강반석 康盤石 1892 - 1932 | 강반석 康盤石 1892 - 1932 | 강반석 康盤石 1892 - 1932 | 강반석 康盤石 1892 - 1932 |  |  |                      |                      |                      |                      |                      |                      |                      |                      |                           |                           |                           |                           |                           |                           |                      |                      |                      |                      |                      |                      |                      |                      |                           |                           |                           |                           |                           |                           |  |  |                           |                           |                           |                           |                           |                           |  |  |                           |                           |                           |                           |                           |                           |
|                           |                           |                           |                           |                           |                           |                           |                           |                           |                           |                           |                           |                           |                           |                           |                           |                           |                           |                           |                           |                           |                           |                           |                           |                           |                           |                           |                           |                           |                           |  |  |                      |                      |                      |                      |                      |                      |                      |                      |                           |                           |                           |                           |                           |                           |                      |                      |                      |                      |                      |                      |                      |                      |                           |                           |                           |                           |                           |                           |  |  |                           |                           |                           |                           |                           |                           |  |  |                           |                           |                           |                           |                           |                           |
|                           |                           |                           |                           |                           |                           |                           |                           |                           |                           |                           |                           |                           |                           |                           |                           |                           |                           |                           |                           |                           |                           |                           |                           |                           |                           |                           |                           |                           |                           |  |  |                      |                      |                      |                      |                      |                      |                      |                      |                           |                           |                           |                           |                           |                           |                      |                      |                      |                      |                      |                      |                      |                      |                           |                           |                           |                           |                           |                           |  |  |                           |                           |                           |                           |                           |                           |  |  |                           |                           |                           |                           |                           |                           |
|                           |                           |                           |                           |                           |                           | 김정숙 金正淑 1917 - 1949 | 김정숙 金正淑 1917 - 1949 | 김정숙 金正淑 1917 - 1949 | 김정숙 金正淑 1917 - 1949 | 김정숙 金正淑 1917 - 1949 | 김정숙 金正淑 1917 - 1949 |                           |                           |                           |                           |                           |                           | 김일성 金日成 1912 - 1994 | 김일성 金日成 1912 - 1994 | 김일성 金日成 1912 - 1994 | 김일성 金日成 1912 - 1994 | 김일성 金日成 1912 - 1994 | 김일성 金日成 1912 - 1994 |                           |                           |                           |                           |                           |                           |  |  |                      |                      |                      |                      |                      |                      |                      |                      |                           |                           |                           |                           |                           |                           |                      |                      |                      |                      |                      |                      |                      |                      | 김성애 金聖愛 1924 - 2014 | 김성애 金聖愛 1924 - 2014 | 김성애 金聖愛 1924 - 2014 | 김성애 金聖愛 1924 - 2014 | 김성애 金聖愛 1924 - 2014 | 김성애 金聖愛 1924 - 2014 |  |  | 김철주 金哲柱 1916 - 1935 | 김철주 金哲柱 1916 - 1935 | 김철주 金哲柱 1916 - 1935 | 김철주 金哲柱 1916 - 1935 | 김철주 金哲柱 1916 - 1935 | 김철주 金哲柱 1916 - 1935 |  |  | 김영주 金英柱 1920 - 2021 | 김영주 金英柱 1920 - 2021 | 김영주 金英柱 1920 - 2021 | 김영주 金英柱 1920 - 2021 | 김영주 金英柱 1920 - 2021 | 김영주 金英柱 1920 - 2021 |
|                           |                           |                           |                           |                           |                           | 김정숙 金正淑 1917 - 1949 | 김정숙 金正淑 1917 - 1949 | 김정숙 金正淑 1917 - 1949 | 김정숙 金正淑 1917 - 1949 | 김정숙 金正淑 1917 - 1949 | 김정숙 金正淑 1917 - 1949 |                           |                           |                           |                           |                           |                           | 김일성 金日成 1912 - 1994 | 김일성 金日成 1912 - 1994 | 김일성 金日成 1912 - 1994 | 김일성 金日成 1912 - 1994 | 김일성 金日成 1912 - 1994 | 김일성 金日成 1912 - 1994 |                           |                           |                           |                           |                           |                           |  |  |                      |                      |                      |                      |                      |                      |                      |                      |                           |                           |                           |                           |                           |                           |                      |                      |                      |                      |                      |                      |                      |                      | 김성애 金聖愛 1924 - 2014 | 김성애 金聖愛 1924 - 2014 | 김성애 金聖愛 1924 - 2014 | 김성애 金聖愛 1924 - 2014 | 김성애 金聖愛 1924 - 2014 | 김성애 金聖愛 1924 - 2014 |  |  | 김철주 金哲柱 1916 - 1935 | 김철주 金哲柱 1916 - 1935 | 김철주 金哲柱 1916 - 1935 | 김철주 金哲柱 1916 - 1935 | 김철주 金哲柱 1916 - 1935 | 김철주 金哲柱 1916 - 1935 |  |  | 김영주 金英柱 1920 - 2021 | 김영주 金英柱 1920 - 2021 | 김영주 金英柱 1920 - 2021 | 김영주 金英柱 1920 - 2021 | 김영주 金英柱 1920 - 2021 | 김영주 金英柱 1920 - 2021 |
|                           |                           |                           |                           |                           |                           |                           |                           |                           |                           |                           |                           |                           |                           |                           |                           |                           |                           |                           |                           |                           |                           |                           |                           |                           |                           |                           |                           |                           |                           |  |  |                      |                      |                      |                      |                      |                      |                      |                      |                           |                           |                           |                           |                           |                           |                      |                      |                      |                      |                      |                      |                      |                      |                           |                           |                           |                           |                           |                           |  |  |                           |                           |                           |                           |                           |                           |  |  |                           |                           |                           |                           |                           |                           |
|                           |                           |                           |                           |                           |                           |                           |                           |                           |                           |                           |                           |                           |                           |                           |                           |                           |                           |                           |                           |                           |                           |                           |                           |                           |                           |                           |                           |                           |                           |  |  |                      |                      |                      |                      |                      |                      |                      |                      |                           |                           |                           |                           |                           |                           |                      |                      |                      |                      |                      |                      |                      |                      |                           |                           |                           |                           |                           |                           |  |  |                           |                           |                           |                           |                           |                           |  |  |                           |                           |                           |                           |                           |                           |
| 성혜림 成蕙琳 1937 - 2002 | 성혜림 成蕙琳 1937 - 2002 | 성혜림 成蕙琳 1937 - 2002 | 성혜림 成蕙琳 1937 - 2002 | 성혜림 成蕙琳 1937 - 2002 | 성혜림 成蕙琳 1937 - 2002 |                           |                           |                           |                           |                           |                           | 김정일 金正日 1941 - 2011 | 김정일 金正日 1941 - 2011 | 김정일 金正日 1941 - 2011 | 김정일 金正日 1941 - 2011 | 김정일 金正日 1941 - 2011 | 김정일 金正日 1941 - 2011 |                           |                           |                           |                           |                           |                           | 고용희 高容姬 1952 - 2004 | 고용희 高容姬 1952 - 2004 | 고용희 高容姬 1952 - 2004 | 고용희 高容姬 1952 - 2004 | 고용희 高容姬 1952 - 2004 | 고용희 高容姬 1952 - 2004 |  |  | 김경희 金敬姬 1946 - | 김경희 金敬姬 1946 - | 김경희 金敬姬 1946 - | 김경희 金敬姬 1946 - | 김경희 金敬姬 1946 - | 김경희 金敬姬 1946 - |                      |                      | 장성택 張成澤 1946 - 2013 | 장성택 張成澤 1946 - 2013 | 장성택 張成澤 1946 - 2013 | 장성택 張成澤 1946 - 2013 | 장성택 張成澤 1946 - 2013 | 장성택 張成澤 1946 - 2013 |                      |                      | 김평일 金平日 1954 - | 김평일 金平日 1954 - | 김평일 金平日 1954 - | 김평일 金平日 1954 - | 김평일 金平日 1954 - | 김평일 金平日 1954 - |                           |                           |                           |                           |                           |                           |  |  |                           |                           |                           |                           |                           |                           |  |  |                           |                           |                           |                           |                           |                           |
| 성혜림 成蕙琳 1937 - 2002 | 성혜림 成蕙琳 1937 - 2002 | 성혜림 成蕙琳 1937 - 2002 | 성혜림 成蕙琳 1937 - 2002 | 성혜림 成蕙琳 1937 - 2002 | 성혜림 成蕙琳 1937 - 2002 |                           |                           |                           |                           |                           |                           | 김정일 金正日 1941 - 2011 | 김정일 金正日 1941 - 2011 | 김정일 金正日 1941 - 2011 | 김정일 金正日 1941 - 2011 | 김정일 金正日 1941 - 2011 | 김정일 金正日 1941 - 2011 |                           |                           |                           |                           |                           |                           | 고용희 高容姬 1952 - 2004 | 고용희 高容姬 1952 - 2004 | 고용희 高容姬 1952 - 2004 | 고용희 高容姬 1952 - 2004 | 고용희 高容姬 1952 - 2004 | 고용희 高容姬 1952 - 2004 |  |  | 김경희 金敬姬 1946 - | 김경희 金敬姬 1946 - | 김경희 金敬姬 1946 - | 김경희 金敬姬 1946 - | 김경희 金敬姬 1946 - | 김경희 金敬姬 1946 - |                      |                      | 장성택 張成澤 1946 - 2013 | 장성택 張成澤 1946 - 2013 | 장성택 張成澤 1946 - 2013 | 장성택 張成澤 1946 - 2013 | 장성택 張成澤 1946 - 2013 | 장성택 張成澤 1946 - 2013 |                      |                      | 김평일 金平日 1954 - | 김평일 金平日 1954 - | 김평일 金平日 1954 - | 김평일 金平日 1954 - | 김평일 金平日 1954 - | 김평일 金平日 1954 - |                           |                           |                           |                           |                           |                           |  |  |                           |                           |                           |                           |                           |                           |  |  |                           |                           |                           |                           |                           |                           |
|                           |                           |                           |                           |                           |                           |                           |                           |                           |                           |                           |                           |                           |                           |                           |                           |                           |                           |                           |                           |                           |                           |                           |                           |                           |                           |                           |                           |                           |                           |  |  |                      |                      |                      |                      |                      |                      |                      |                      |                           |                           |                           |                           |                           |                           |                      |                      |                      |                      |                      |                      |                      |                      |                           |                           |                           |                           |                           |                           |  |  |                           |                           |                           |                           |                           |                           |  |  |                           |                           |                           |                           |                           |                           |
|                           |                           |                           |                           |                           |                           |                           |                           |                           |                           |                           |                           |                           |                           |                           |                           |                           |                           |                           |                           |                           |                           |                           |                           |                           |                           |                           |                           |                           |                           |  |  |                      |                      |                      |                      |                      |                      |                      |                      |                           |                           |                           |                           |                           |                           |                      |                      |                      |                      |                      |                      |                      |                      |                           |                           |                           |                           |                           |                           |  |  |                           |                           |                           |                           |                           |                           |  |  |                           |                           |                           |                           |                           |                           |
|                           |                           |                           |                           |                           |                           | 김정남 金正男 1971 - 2017 | 김정남 金正男 1971 - 2017 | 김정남 金正男 1971 - 2017 | 김정남 金正男 1971 - 2017 | 김정남 金正男 1971 - 2017 | 김정남 金正男 1971 - 2017 |                           |                           | 김정철 金正哲 1981 -      | 김정철 金正哲 1981 -      | 김정철 金正哲 1981 -      | 김정철 金正哲 1981 -      | 김정철 金正哲 1981 -      | 김정철 金正哲 1981 -      |                           |                           | 김정은 金正恩 1984 -      | 김정은 金正恩 1984 -      | 김정은 金正恩 1984 -      | 김정은 金正恩 1984 -      | 김정은 金正恩 1984 -      | 김정은 金正恩 1984 -      |                           |                           |  |  |                      |                      | 리설주 李雪主 1989 - | 리설주 李雪主 1989 - | 리설주 李雪主 1989 - | 리설주 李雪主 1989 - | 리설주 李雪主 1989 - | 리설주 李雪主 1989 - |                           |                           | 김여정 金與正 1988 -      | 김여정 金與正 1988 -      | 김여정 金與正 1988 -      | 김여정 金與正 1988 -      | 김여정 金與正 1988 - | 김여정 金與正 1988 - |                      |                      |                      |                      |                      |                      |                           |                           |                           |                           |                           |                           |  |  |                           |                           |                           |                           |                           |                           |  |  |                           |                           |                           |                           |                           |                           |
|                           |                           |                           |                           |                           |                           | 김정남 金正男 1971 - 2017 | 김정남 金正男 1971 - 2017 | 김정남 金正男 1971 - 2017 | 김정남 金正男 1971 - 2017 | 김정남 金正男 1971 - 2017 | 김정남 金正男 1971 - 2017 |                           |                           | 김정철 金正哲 1981 -      | 김정철 金正哲 1981 -      | 김정철 金正哲 1981 -      | 김정철 金正哲 1981 -      | 김정철 金正哲 1981 -      | 김정철 金正哲 1981 -      |                           |                           | 김정은 金正恩 1984 -      | 김정은 金正恩 1984 -      | 김정은 金正恩 1984 -      | 김정은 金正恩 1984 -      | 김정은 金正恩 1984 -      | 김정은 金正恩 1984 -      |                           |                           |  |  |                      |                      | 리설주 李雪主 1989 - | 리설주 李雪主 1989 - | 리설주 李雪主 1989 - | 리설주 李雪主 1989 - | 리설주 李雪主 1989 - | 리설주 李雪主 1989 - |                           |                           | 김여정 金與正 1988 -      | 김여정 金與正 1988 -      | 김여정 金與正 1988 -      | 김여정 金與正 1988 -      | 김여정 金與正 1988 - | 김여정 金與正 1988 - |                      |                      |                      |                      |                      |                      |                           |                           |                           |                           |                           |                           |  |  |                           |                           |                           |                           |                           |                           |  |  |                           |                           |                           |                           |                           |                           |
|                           |                           |                           |                           |                           |                           |                           |                           |                           |                           |                           |                           |                           |                           |                           |                           |                           |                           |                           |                           |                           |                           |                           |                           |                           |                           |                           |                           |                           |                           |  |  |                      |                      |                      |                      |                      |                      |                      |                      |                           |                           |                           |                           |                           |                           |                      |                      |                      |                      |                      |                      |                      |                      |                           |                           |                           |                           |                           |                           |  |  |                           |                           |                           |                           |                           |                           |  |  |                           |                           |                           |                           |                           |                           |
|                           |                           |                           |                           |                           |                           |                           |                           |                           |                           |                           |                           |                           |                           |                           |                           |                           |                           |                           |                           |                           |                           |                           |                           |                           |                           |                           |                           |                           |                           |  |  |                      |                      |                      |                      |                      |                      |                      |                      |                           |                           |                           |                           |                           |                           |                      |                      |                      |                      |                      |                      |                      |                      |                           |                           |                           |                           |                           |                           |  |  |                           |                           |                           |                           |                           |                           |  |  |                           |                           |                           |                           |                           |                           |
|                           |                           |                           |                           |                           |                           | 김한솔 金漢率 1995 -      | 김한솔 金漢率 1995 -      | 김한솔 金漢率 1995 -      | 김한솔 金漢率 1995 -      | 김한솔 金漢率 1995 -      | 김한솔 金漢率 1995 -      |                           |                           |                           |                           |                           |                           |                           |                           |                           |                           |                           |                           | 김정주 ? 2010 -           | 김정주 ? 2010 -           | 김정주 ? 2010 -           | 김정주 ? 2010 -           | 김정주 ? 2010 -           | 김정주 ? 2010 -           |  |  | 김주애 金主愛 2013 - | 김주애 金主愛 2013 - | 김주애 金主愛 2013 - | 김주애 金主愛 2013 - | 김주애 金主愛 2013 - | 김주애 金主愛 2013 - |                      |                      |                           |                           |                           |                           |                           |                           |                      |                      |                      |                      |                      |                      |                      |                      |                           |                           |                           |                           |                           |                           |  |  |                           |                           |                           |                           |                           |                           |  |  |                           |                           |                           |                           |                           |                           |

- 할아버지 : 김보현(金輔鉉, 1871년 음력 8월 19일 ~ 1955년 양력 9월 2일)
- 할머니 : 리보익(李寶益, 1876년 5월 31일 ~ 1959년 10월 18일)
- 아버지 : 김형직(金亨稷, 1894년 7월 10일 ~ 1926년 6월 5일)
- 어머니 : 강반석(康盤石, 1892년 4월 11일 ~ 1932년 7월 31일)
- 숙부 : 김형록(金亨禄, ? ~ ?)
- 숙부 : 김형권(金亨權, 1905년 11월 4일 ~ 1936년 1월 12일)
- 동생 : 김철주(金哲柱, 1916년 6월 12일 ~ 1935년 6월 14일)
- 동생 : 김영주(金英柱, 1920년 - 2021년 12월 13일, 일본제국 육군관동군의 통역관)[230]
- 배우자 : 한성희(? ~ ?)
- 배우자 : 김정숙(金正淑, 1917년 12월 24일 ~ 1949년 9월 22일)
  - 장남 : 김정일(金正日, 국방위원장, 1941년 2월 16일 ~ 2011년 12월 17일)
  - 며느리: 홍일천(洪一茜, ? ~ ?)
    - 손녀 : 김혜경(金惠敬, 1968년 ~ )

  - 며느리: 성혜림(成蕙琳, 1937년 ~ 2002년)
    - 손자 : 김정남(金正男, 1971년 ~ 2017년)
      - 증손자 : 김한솔(金漢率, 1995년 ~ )

  - 며느리 : 김영숙(金英淑)
    - 손녀 : 김설송(金雪松, 1974년 ~ )
    - 손녀 : 김춘송(金春松)

  - 며느리: 고용희(高容姬, 1953년 ~2004년)
    - 손자 : 김정철(1981년 ~ )
    - 손자 : 김정은(1984년 ~ )
      - 증손녀 : 김주애(金主愛, 2013년 ~ )

    - 손녀 : 김여정(金汝貞, 1987년 ~ )

  - 며느리: 김옥(金玉, 1964년 ~ )
  - 차남 : 김만일(金萬日, 1944년 ~ 1947년)
  - 장녀 : 김경희(1946년 2월 6일 ~ )
  - 사위 : 장성택(張聖澤, 1946년 5월 30일 ~ 2013년 12월 12일)
- 배우자 : 홍영숙(洪永淑, 1923~?) - 부수상 홍명희(洪命熹)의 딸.[231][232] 일찍 사망.
- 배우자 : 김성애(金聖愛, 1929년 ~ 2014년 ) : 초명 김성팔(金星八). 김일성 타자비서 출신.[232]
  - 차녀 : 김경진(1952년 ~ )
  - 사위 : 김광섭 주 오스트리아 북한대사 역임[233]
  - 3남 : 김평일(金平日, 1954년 ~ )
  - 며느리 : 김순금
    - 손자 : 김인강
    - 손녀 : 김은송

  - 4남 : 김영일(1955년 ~ 2000년 )
- 배우자 : 제갈순복, 주석궁의 안마사[234]
  - 5남 : 김현(1971년 ~ )
- 배우자 : 김송죽[234]
  - 3녀 : 김백연
- 관련 인물
  - 사촌 형제 : 김창주(金昌柱, 정무원 부총리 역임)
  - 고종사촌 : 김정숙 : 정무원 총리 허담의 처
  - 고종사촌 : 김신숙 : 최고인민회의 위원 양형섭의 처
- 외조부 : 강돈욱(康敦煜, 1871년 ~ 1943년), 목사
  - 외숙부 : 강진석(康晋錫), 목사
- 외삼종조부 : 강량욱(康良煜[235], 1904년 12월 7일 ~ 1983년 1월 9일)
- 기타 : 김용순(김정숙의 남동생)
- 기타 : 김달현, 외조카사위
- 기타 : 강성산 인척
- 처남 : 김기준, 김정숙의 형제[236]
- 처남 : 김기송
- 처제 : 김영숙, 김정숙의 여동생[237]
- 기타 : 이한영, 인척

## 일화
김일성 장례에 당시 전체 인민들이 총동원해 매일 생화를 들고 동상을 찾으려니 북한에 꽃이란 꽃은 전부 절판되는 진풍경을 보이기도 했다. 김일성 사망 당시까지만 하더라도 김일성, 김정일 생일날 김일성 동상이나 초상화 앞에 꽃다발을 갖다 놓는 관례가 있었다. 이 시기를 이용해 한시적으로 꽃장사에 나서는 주민들이 있었는데, 김일성 장례기간 동안 이 사람들이 엄청나게 돈을 벌었다는 것이다.
평소 북한 돈 5원밖에 하지 않던 생화 한송이는 김일성 장례기간 동안 50원까지 뛰어 올랐다. 그것도 없어서 못 팔 정도였다. 그러자 일시적으로 종이로 만든 조화가 김일성 동상앞에 놓여지기도 했다.

## 김일성이 등장하는 작품
1990년 KBS 《여명의 그날》에서 매카시즘으로 인해 금기시되어왔던 김일성의 항일무장투쟁이 조명되었다.

### 드라마
- 1981년 MBC 《제1공화국》 국정환
- 1990년 KBS 《여명의 그날》 전광렬
- 1995년 MBC 《제4공화국》 주현
- 2006년 KBS 《서울 1945》 박철호
- 2013년 MBN 《대한민국 정치비사》 김영인

### 영화
- 1982년 조선민주주의인민공화국 영화 《조선의 별》 강덕
- 2003년 조선민주주의인민공화국 영화 《밀림이 설레인다》 강덕
- 2016년 《인천상륙작전》 이원종

## 참고 자료
- 김일성주석의 회고록 《세기와 더불어》항일혁명편
- 허동찬(許東粲, 1932~ ), 『김일성 평전(金日成 評傳) - 허구와 실상』, (북한연구소, 1987)
- 허동찬(許東粲, 1932~ ), 『김일성 평전 [속](金日成 評傳 [續])』, (북한연구소, 1988)
- 이종석, 『새로 쓴 현대북한의 이해』, (역사비평사, 2000), pp. 395–439.
- MBC 이제는 말할 수 있다 김일성 항일투쟁의 진실 (48회 2002년 2월 3일)
- 김찬정, "빨치산만가, 김일성과 88독립여단," 『신동아』, 1992년 7월, pp. 360–387
- 레오니드 바신, "[해방후 평양 첫 진주한 전소련군 장교의 폭로] '날조된 영웅' 김일성," 『신동아』, 1992년 11월호, pp. 486–501
- 이종석, "현준혁은 김일성이 죽였나?", 《역사비평 1992년 여름호》 (역사비평사, 1992)
- 한국일보 편, 『증언 김일성을 말한다 - 유성철·이상조가 밝힌 북한정권의 실체 -』, (한국일보사, 1991)
- 홍순관, "前 김일성 비서실장 충격고백 / 김일성, 전쟁과 여성편력," 《신동아 1994년 10월》 (동아일보사, 1994) pp. 188–207.
- 표도르 째르치즈스키(이휘성), 『김일성 전기』, (한울, 2022)
- Dae Sook Suh, 《북한의 지도자 김일성 (Kim Il Sung: The North Korean Leader)》, (서주석 역, 청계연구소, 1989)

## 관련 서적
- 조선로동당출판사, 《위대한 수령 김일성 동지의 혁명활동 략력》, (조선로동당출판사, 1981)
- 이기봉, 《인간 김일성 그의 전부》, (길한문화사, 1989)
- 전문섭·백학림 외, 《회상기 (중)》, (대동, 1990)
- 김찬정, 《비극의 항일빨치산》 (동아일보사, 1992)
- 김일성, 회고록 《세기와 더불어》 (조선로동당출판사, 1998)
- 조선로동당출판사, 《위대한 수령 김일성 동지 혁명활동 략력》 (조선로동당출판사, 2000)
- 서대숙, 《현대 북한의 지도자: 김일성과 김정일》, (을유문화사, 2000)
- 한홍구, 《대한민국사 3: 야스쿠니의 악몽에서 간첩의 추억까지》 (한겨레신문사, 2005)
- 강준만, 《한국현대사산책:1940년대편 1》 (인물과사상사, 2006)
- 강준만, 《한국현대사산책:1940년대편 2》 (인물과사상사, 2006)
- 강준만, 《한국현대사산책:1950년대편 1》 (인물과사상사, 2006)
- 역사문제연구소, 《한국현대사의 라이벌》 (역사문제연구소 편, 역사비평사, 2006)
- 이종석, 《조선로동당연구:역비한국학연구총서 7》 (역사비평사, 1997)
- 박명림, 《한국 1950 전쟁과 평화》 (도서출판 나남, 2002)
- 박명림, 《한국전쟁의 발발과 기원》 1, 2 (도서출판 나남, 1996)
- 김일성, 《김일성저작선집 1~44》 (조선로동당출판사, )
- 송종환, 북한 협상행태의 이해 (오름, 2002)
- 브루스커밍스, 《한국전쟁의 기원》 (김자동 번역, 일월서각, 1986)
- 신용하 외 편, 《한국현대사회사상》 (지식산업사, 1984)
- 표도르 째르치즈스키(이휘성),《김일성 이전의 북한》 (한울아카데미, 2018)

## 같이 보기
| - 조선민주주의인민공화국 - 공산주의 - 한국 전쟁 - 타도제국주의동맹 - 사회주의 헌법 - 북조선 인민위원회 - 조선공산당 - 북조선로동당 - 조선로동당 - 남북협상 - 강돈욱 - 강량욱 - 김구 - 김규식 - 김철주 - 김용순 - 김원봉 - 김일성 가짜설 - 김일성종합대학 - 김일성 김성주설 - 사회주의 | - 주체사상 - 사회주의 헌법 - 강반석 - 강진석 - 김정일 - 강건 - 스티코프 - 김성애 - 김영주 - 김용범 - 김정숙 - 김책 - 김형권 - 김형직 - 김형직사범대학 - 동북항일연군 - 만경대 - 무정 - 백남운 | - 좌파 파시즘 - 반일인민유격대 - 박정희 - 박헌영 - 여운형 - 박성철 - 연형묵 - 오진우 - 이오시프 스탈린 - 저우 언라이 - 조만식 - 조명록 - 조선노동당 - 종북주의 - 장성택 - 마오쩌둥 - 덩샤오핑 - 황장엽 - 김경희 - 이한영 | - 김형직 - 주체사상 - 주체사상파 - 김정은 - 윤공흠 - 최용건 - 최창익 - 한국전쟁 - 허헌 - 허정숙 - 황장엽 - 황태성 - 김두봉 - 이승만 - 전두환 - 김현 - 니콜라에 차우셰스쿠 - 요시프 브로즈 티토 - 김일성사회주의청년동맹 - 조선소년단 - 붉은군대 - 소비에트 연방 |